# Istoria Franței
Din preistorie până în perioada contemporană istoria Franței poate fi divizată în numeroase perioade, cele mai multe în funcție de schimbările ce au avut loc, fie de regim politic, fie de dinastie.

## Preistorie și antichitate

Vercingetorix în fața lui Cezar

Prezența umană pe actualul teritoriu al Franței datează de încă acum 1.800.000 de ani. De-a lungul timpului s-au dezvoltat o serie de culturi, printre cele mai cunoscute fiind cea de la Lascaux, fiind datată la 15.000 ani î. Hr. Neoliticul apare cu 7000 ani î.Hr. iar la începutul Secolului al IX-lea î.Hr. în regiune apar galii, un trib de origine celtică.
Frontierele Franței moderne se suprapun aproape perfect cu cele ale vechiului teritoriu al Galiei, locuit de către gali. Galia a fost cucerită de către romani în Secolul I î.Hr., aici dezvoltându-se o cultură galo-romană prosperă,ce a adus Franței un patrimoniu important de cultură latină. Creștinismul a prins, de asemenea, rădăcini în secolele al II-lea și al III-lea d. Hr.

## Evul Mediu timpuriu
Un secol mai târziu, frontiera estică a Galiei, de-a lungul Rinului, a fost străpunsă de triburi germanice, în principal de către Franci, populație de la care a derivat vechiul nume de Francia. Denumirea modernă, Franța, derivă din denumirea domeniului feudal al Capețienilor din jurul Parisului.
Cea mai mare parte din regiunile care formează Franța actuală, au fost aduse sub un conducător unic de către Clovis I în anul 507. Ulterior, regatul franc a cunoscut mai multe dezbinări sub dinastia Merovingiană.
Cea de-a doua dinastie francă (Dinastia Carolingiană) a urmat primei în secolul al VIII-lea, și a întărit considerabil regatul, transformându-l, în timp, într-un imperiu. După moartea lui Carol cel Mare Imperiul Franc este divizat în 3 entități statale: Francia Orientală, Francia Occidentală și, între ele, efemera Lotharingia. Partea orientală corespunde entității statale care a devenit mai târziu Germania, pe când cea occidentală corespunde Franței. Din anul 842, prin Jurămintele de la Strasbourg, datează prima atestare a folosirii a două limbi diferite de o parte și de alta a Rinului (germana și romana lingua, protofranceza). 
Descendenții lui Carol cel Mare, au condus Franța până în anul 987, când Hugo Capet, Duce de Franța și Conte de Paris, a fost ales drept rege al Franței și a fondat o nouă dinastie.

## Perioada medievală
Descendeții celui din urmă, regii capețieni, au consolidat în mod progresiv statul regal francez, începând cu finele secolului X, fondând dinastiile Capet, Valois și Bourbon. Capețienii au condus Franța până în 1792, când Revoluția franceză a pus bazele unei republici, într-o perioadă de schimbări radicale începute pe 14 iulie 1789, o dată cu căderea Bastiliei.

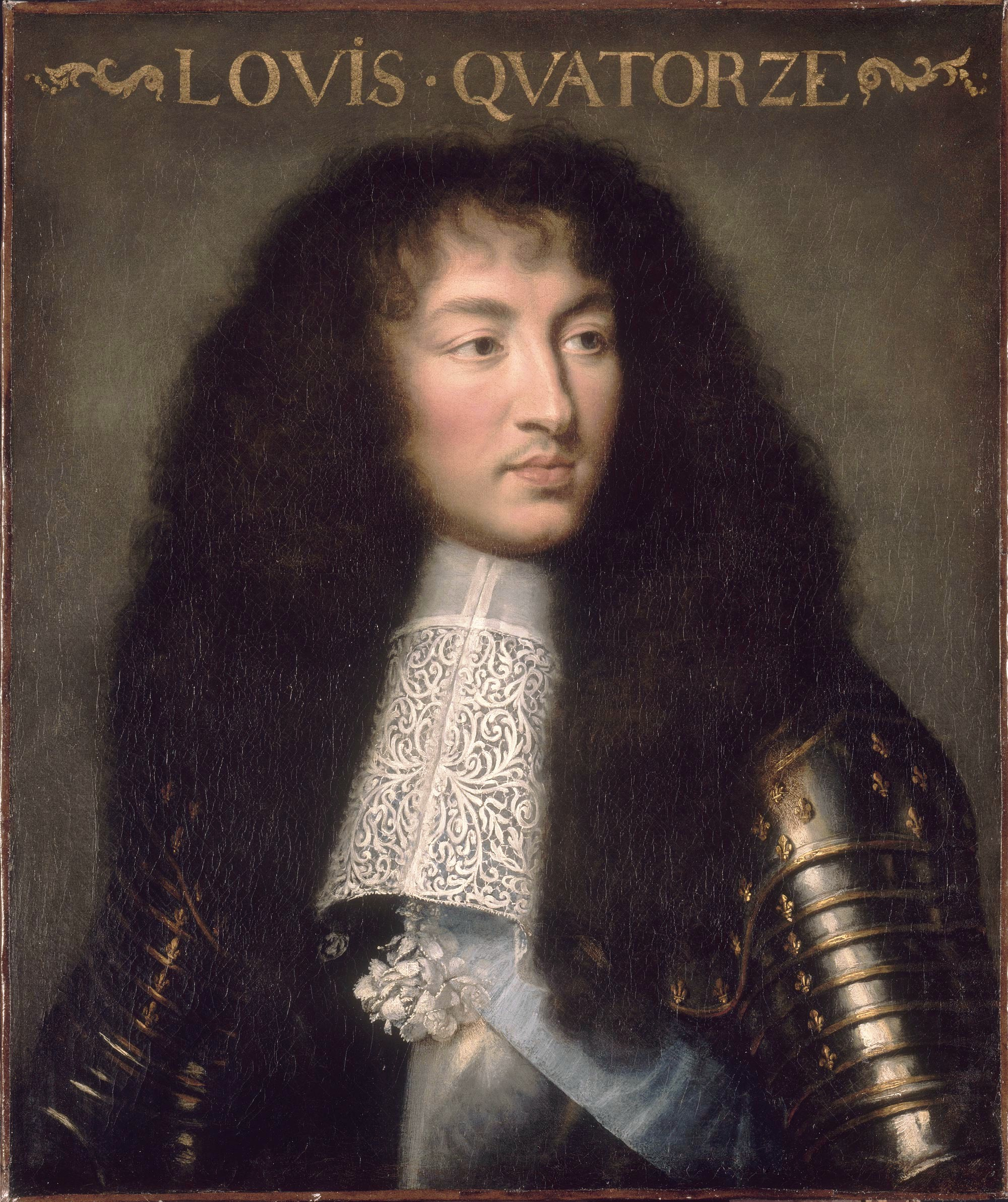
Ludovic al XIV-lea

Prestigiul internațional al Franței a crescut spre sfârșitul secolului al XII-lea și pe parcursul secolului al XIII-lea, atingând apogeul în perioada cruciadelor, sub regele Ludovic cel Sfânt. În perioada lui Filip II August regele Franței își întinde autoritatea pe întreg teritoriul dintre Pirinei și Canalul Mânecii. Războiul de 100 de ani purtat împotriva Dinastiei Plantagenet, ce controla tronul Angliei, a umbrit imaginea Franței pe plan internațional, conflictul luând sfârșit la finele secolului al XV-lea cu victoria dinastiei Valois și a dus la consolidarea autorității regale, care a devenit incontestabilă în secolele următoare.

## Renașterea și absolutismul
Secolul al XVI-lea este marcat de dominația Spaniei, ce se unește cu domeniile Dinastiei Habsburgilor - conducători ai Sfântului Imperiu Romano-German. Această nouă putere intră, în repetate rânduri, în conflict cu regii Franței,înregisrându-se succese de o parte și de alta. Războaiele Religiilor marchează sfârșitul secolului al XVI-lea și, totodată, sfârșitul dinastiei Valois.
Abia cu venirea la tron a lui Henric al IV-lea și Ludovic al XIII-lea (cu ministrul său Richelieu), Franța a reușit să iasă din conul său de umbră (1648 și 1659). Perioada care a urmat a fost cea mai fastă din istoria acestei țări. De la regele Ludovic al XIV-lea la Napoleon Bonaparte (1659-1815), Franța a dominat scena internațională pe plan militar, diplomatic și cultural. Această perioadă este marcată și de debutul Imperiului Colonial Francez dar datorită nehotărârii regelui Ludovic al XV-lea Franța nu reușește să își impună supremația în anumite regiuni ale globului, în detrimentul Imperiului Britanic.

## Revoluția și Primul Imperiu
Dificultățile financiare, refuzul reformelor și nerăbdarea poporului au condus la Revoluția Franceză (între 1789 și 1799). Acest episod naște, în primul rând, Declarația drepturilor omului și ale cetățeanului și duce la promovarea idealurilor de libertate, egalitate și fraternitate. Monarhia absolutistă a luat, astfel, sfârșit, fiind înlocuită de una parlamentară pe 3-14 septembrie 1789, care, la rândul ei, a luat sfârșit pe 10 august 1792.
Prima Republică a luat ființă pe 21 septembrie 1792, prin editarea Constituției anului I, avînd la conducere un guvern revoluționar. Pe 22 august 1795 Constituția celui de-al III-lea an a instaurat Directoratul, înlocuit prin Constituția celui de-al VIII-lea an, 13 decembrie 1799 de către Consulat. Pe 18 mai 1804, în cel de-al XII-lea an al republicii, a luat ființă Primul Imperiu sub conducerea lui Napoleon I. Acesta, în urma campaniilor sale militare a reușit să controleze cea mai mare parte din Europa, fiindu-i însă consumată de războaiele purtate cu Marea Britanie, Prusia, Austria și Rusia. Episodul se încheie în anul 1815, odată cu revenirea pe tron a Burbonilor.

## Restaurația franceză
Spre deosebire de Marea Britanie, Franța nu avea să aibă evoluția organică fără intervenția violenței în evenimentele politice. Marea Britanie a evoluat gradual, treptat, spre rezolvarea problemelor în beneficiul unei mari părți din populație. 
În Franța aveau loc revoluții și insurecții, un ciclu de evoluție politică izbucnită la sfârșitul secolului XVIII care avea să se încheie definitive abia în 1871 prin Comuna din Paris și înfrângerea acesteia. 
Istoricii susțin că Revoluția franceză s-a prelungit până în anii 1870-1880. În 1830 are loc o revoluție care pune capăt în sfârșit restaurației și Dinastiei de Bourbon (după tentativele eșuate din timpul Revoluției Franceze și domniei împăratului Napoleon). În 1848 începe o revoluție care pune capăt monarhiei mileniare și este instituită Republica a II-a urmând ca în 1852 să fie impus cel de-al doilea imperiu sub Napoleon al III-lea. În 1871 decade cel de-al doilea imperiu în urma înfrângerii Franței în războiul cu Prusia. Republica a III-a va rezistă 70 de ani până la începerea celui de-al doilea război mondial.

### Domnia lui Ludovic al XVIII-lea (1814/1815-1824)

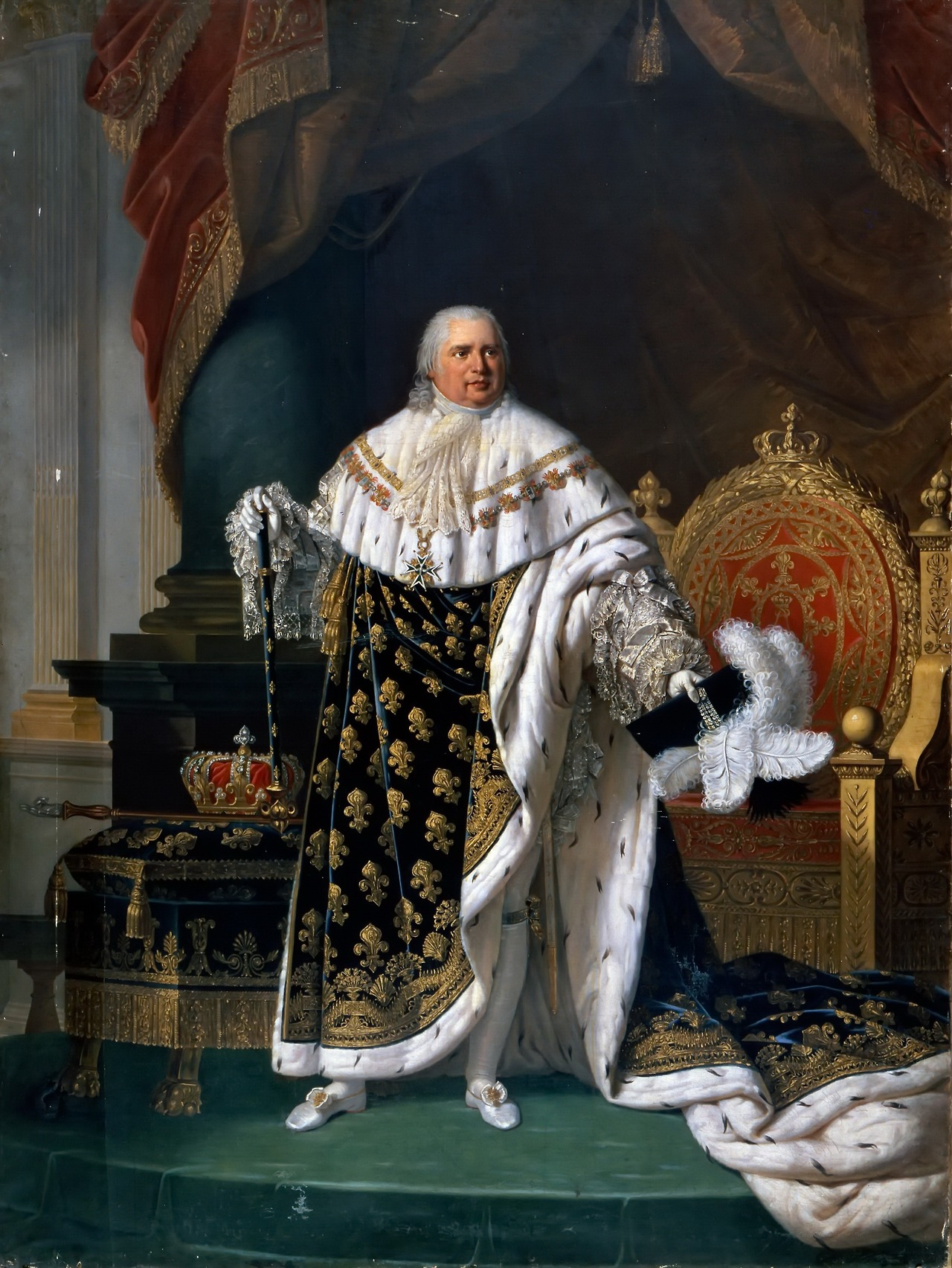
Louis XVIII

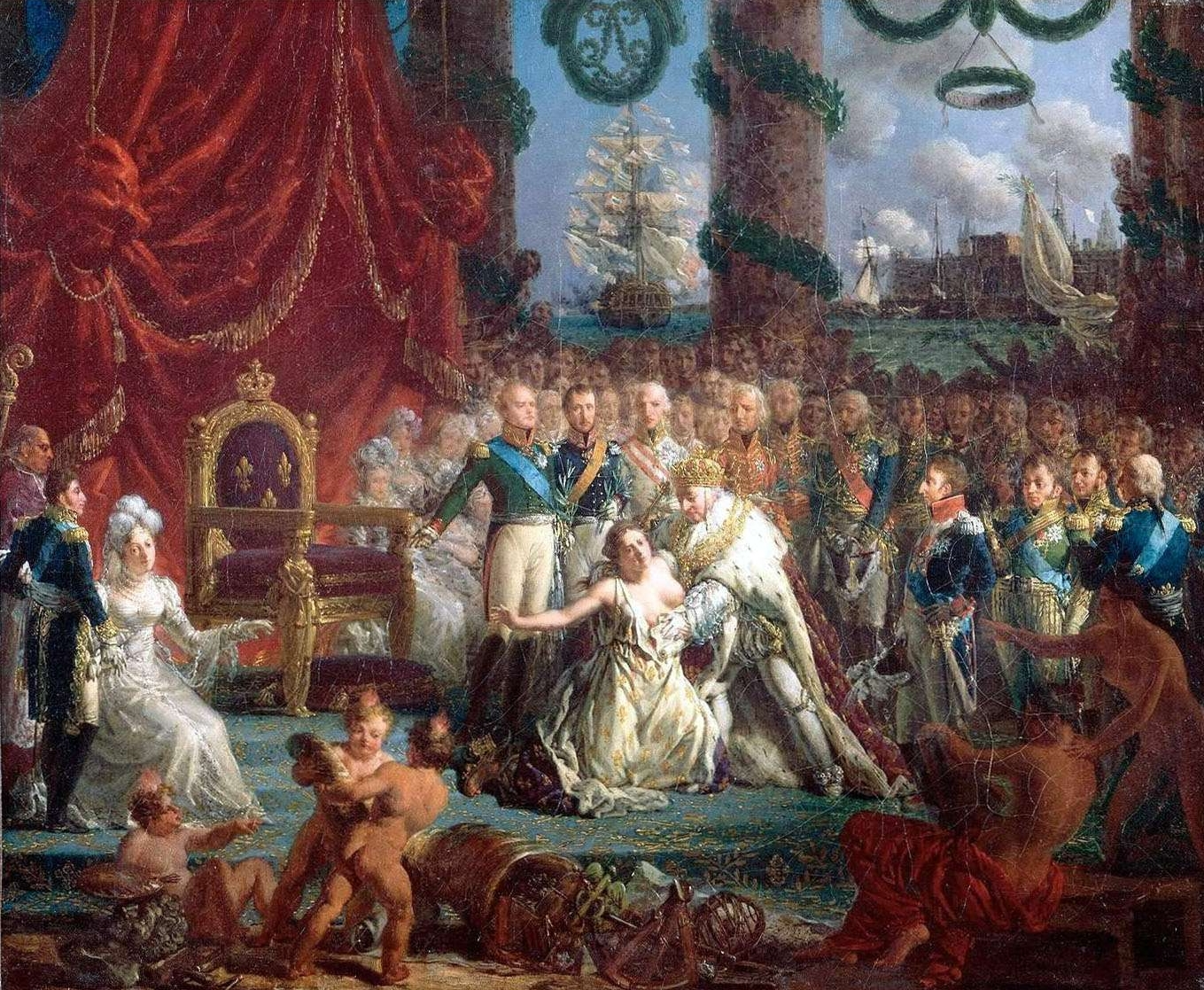
Intoarcerea lui Ludovic in Franta

În prima parte a secolului al XIX-lea, după înlăturarea lui Napoleon în 1814, Bourbonii au revenit la tron prin Ludovic al XVIII-lea al Franței, fratele lui Ludovic al XVI-lea care a fost executat în 1793. Regele a oferit Franței o constituție-Charta Constituțională, o soluție de compromis între tendințele celor din exil și tendințele de a conserva situația existentă. Charta Constituțională se baza pe separarea puterilor în stat-un principiu modern ce stă la baza construcției statale moderne. Nu era însă o separare strictă. Puterea executivă era deținută de șeful statului și de guvern, puterea legislativă era deținută de un parlament bicameral, iar puterea judecătorească era deținută de sistemul juridic. Puterea executivă avea însă tangențe  legislative. 

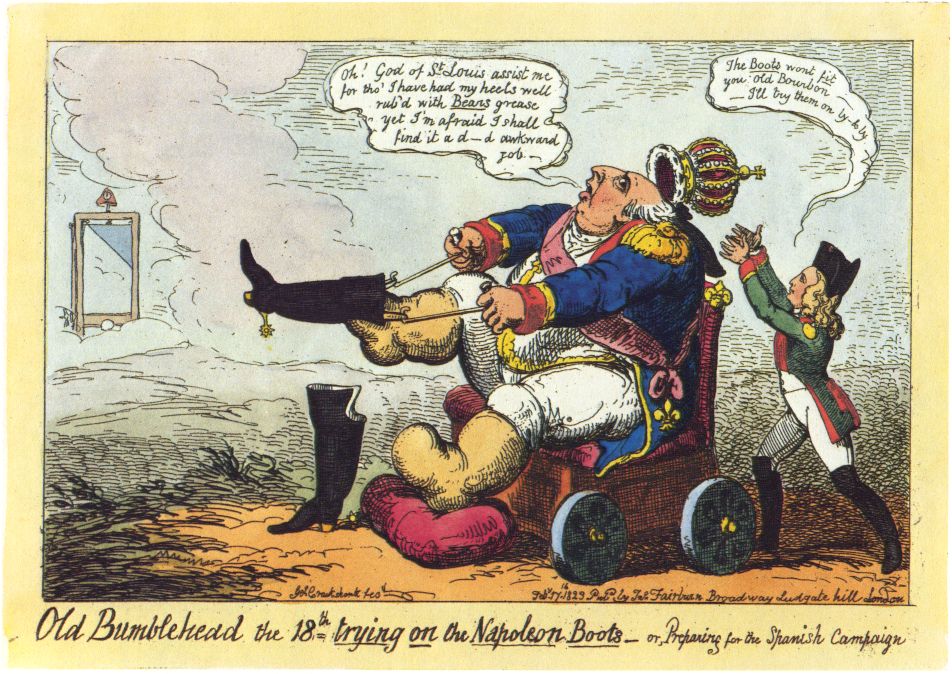
Caricatura cu regele Ludovic XVIII

Regele numea un guvern, iar guvernul răspundea în fața sa. În Franța anului 1814 era o monarhie constituțională, dar nu era un regim parlamentar pentru că guvernul nu avea răspundere în fața parlamentului care nu putea să demită un ministru sau un întreg guvern. Dacă guvernul era constrâns să demisioneze într-un anume context, demisiona alături de parlament. Doar regele era cel care putea să demită guvernul. Parlamentul nu putea decât să critice guvernul.
Parlamentul era împărțit în două camere: 
- Camera Deputaților-aleși prin vot cenzitar; doar 100 000 de francezi puteau să voteze
- Camera Pairilor (cea superioară)-echivalentă cu Camera Lorzilor din Marea Britanie, ce avea atribuții similare Camerei Deputaților, dar era centrul vieții politice.

Charta Constituțională a preluat și o serie de drepturi ce au fost introduse de revoluție, inclusiv dreptul la libera exprimare care era însă restrânsă prin legi ulterioare. Proprietatea privată era considerată sacră și inviolabilă. Ce a fost confiscat  și nu a fost vândut a fost retrocedat proprietarilor.
Deși catolicismul era considerat religia oficială de stat, în constituție era enunțată și libertatea religioasă. Charta Constituțională enunța că restaurația monarhică era un regim politic de compromis  pentru a-și asigura niște baze solide în concepția regelui. Regele avea prerogative legislative și putea să emită ordonanțe regale.
În martie 1815, Napoleon revine la conducere timp de 100 de zile, însă după înfrângerea de la Waterloo din iunie 1815, acesta abdica și este exilat, iar Ludovic al XVIII-lea revine la tron și instaurează “Teroarea Albă” prin care 70 000 de funcționari suspectați că aveau legături cu Napoleon sau convingeri revoluționare au fost demiși. 
După semnarea celui de-al doilea tratat de la Paris, Franța a pierdut teritorii și a fost obligată să plătească despăgubiri. Prima grijă a guvernanților francezi a fost evacuarea trupelor străine. Au avut loc alegeri pe baza legii electorale care dă câștig de cauza celor care susțineau revenirea la vechiul regim. “Camera de negăsit” a fost dizolvată în 1816 de rege pentru a parcurge calea de mijloc.
În perioada Restaurației erau o serie de grupări: 
- Partida de Mijloc-susținută de rege
- Gruparea ultraconservatorilor –condusă de Carol, Contele d’Artois, fratele regelui
- Gruparea liberalilor-nu foarte puternică, dar care va câștigă în privința forței numerice cu personalități importante ca Benjamin Constant
- Bonapartiștii-destui de mulți, însă înlăturați din funcțiile importante, dar care  vor primi multe voturi constant
- Republicanii

Regele a chemat la guvernare oameni politici moderați, ca Ducele de Richelieu care avusese meritul de a restabili financiar Franța și de a elibera teritoriul național. A fost un apropiat al țarului Rusiei, Alexandru I, cu ajutorul căruia a alungat trupele străine.
În timp ce regele a păstrat statutul liberal, Carol, Contele d'Artois a  patronat membri   ultra-regaliști din parlament, cum ar fi Jules de Polignac , scriitorul François-René de Chateaubriand și Jean-Baptiste de Villèle .  În mai multe rânduri, Contele  și-a exprimat dezaprobarea  privind numirea unor  miniștri liberali  de către fratele  său și a amenințat că  va părăsi țara.  Regele se temea că tendințele ultra-regaliste ale fratelui său îi vor trimite din nou pe Bourboni  în exil. 
În 1820, asasinarea fiului Contelui d’Artois, Ducele de Berry,  la opera din Paris de către un asasin solitar motivate politic , a lansat o polemică a politicii moderate în spațiul public. Regimul nu luase măsuri destule împotriva inamicilor. Asasinatul politic avea să ducă la schimbarea cursului politicii franceze.Această pierdere a devastat nu numai familia, ci a pus continuarea  dinastiei Bourbon în pericol căci ducele   Angoulême nu avea  nici un copil. Parlamentul a dezbătut abolirea legii salice   care a excludea  femeile din succesiune. Cu toate acestea, văduvă ducelui de Berry, Caroline de Napoli-Sicilia,a devenit  gravidă și a dat naștere unui fiu, Henry, Ducele de Bordeaux.
Ludovic al XVIII-lea a fost determinat să cedeze presiunii exercitate de partizanii fratelui său și l-a numit succesor la tron pe Contele d'Artois. 
În 1824, regele Ludovic al XVIII-lea a murit și  a fost  succedat de Contele d’ Artois, Carol al X-lea.

### Domnia lui Carol al X-lea (1824-1830)

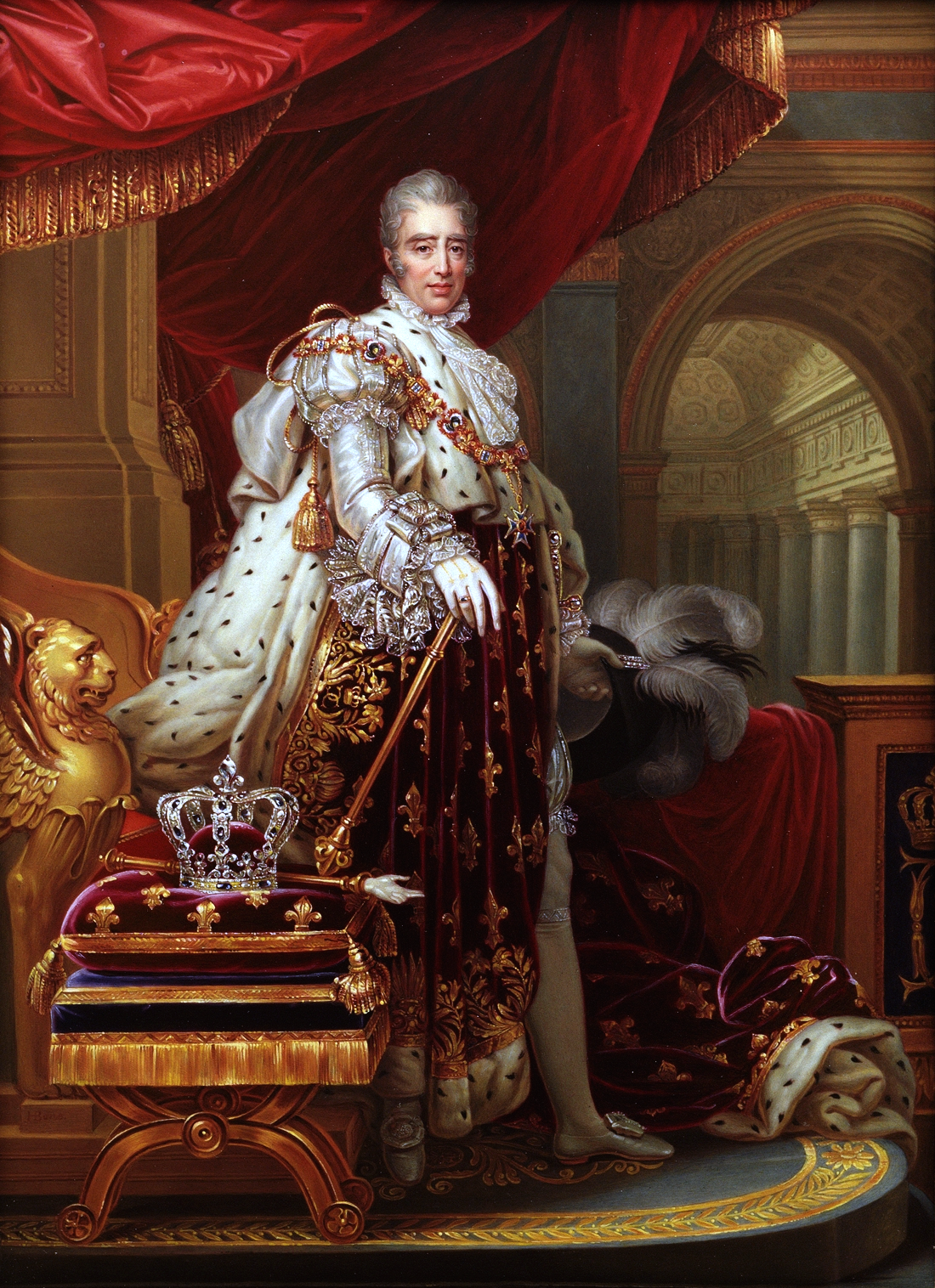
Carol al X-lea

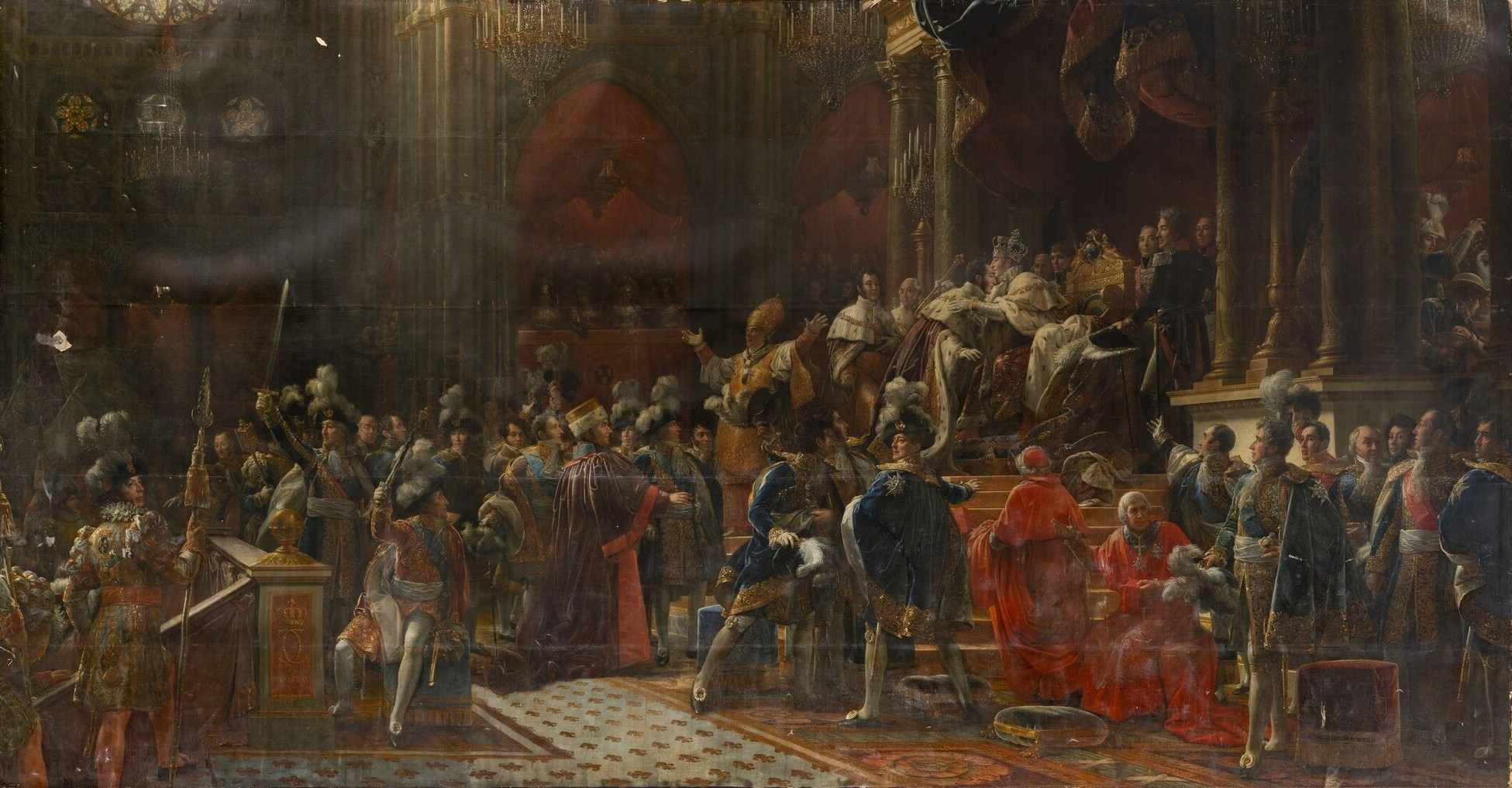
Incoronarea lui Carol al X-lea

Carol al X-lea al Franței s-a încoronat în 1825, potrivit vechiului ceremonial, la Catedrala de la Reims, acceptând caracterul sacru. Acesta, fiind monarh de drept divin, controla majoritatea Camerei Deputaților. Deși nu existau partide politice, presa juca un rol important.
În jurul cotidienelor politice s-au polarizat oameni politici care formau grupări și care se angajau în diverse dezbateri. O parte din presa politică era controlată de liberali.
Pentru a-și crește prestigiul și realizând că era contestat de o opoziție liberală puternică și că regimul său era vulnerabil, Carol al X-lea a trimis o expediție militară împotriva piraților din Alger sub pretextul unui incident diplomatic între regența din Alger și Franța cu ani în urmă. Expediția a fost organizată cu toate forțele și astfel, Algerul (fiind locuit și de o populație europeană majoritară) a fost cucerit.
Din păcate, succesul nu a putut fi fructificat de Carol al X-lea pentru consolidarea regimului său. Au fost ocupate principalele orașe, deci nu se dorea chiar crearea unei colonii permanente. Activitatea piraților a fost anihilată, iar francezii nu s-au retras timp de mulți ani și s-au extins către Deșertul Sahara.

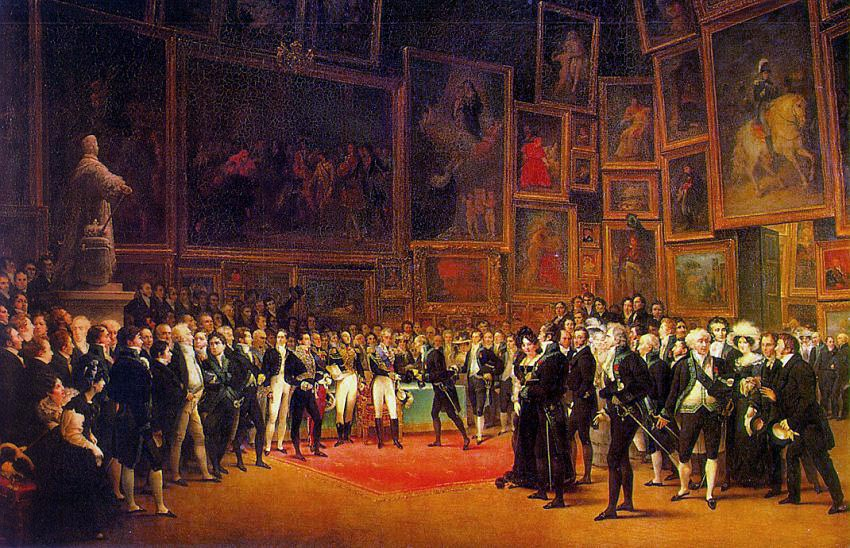
Carol al X-lea acorda premii artistilor

În 1825 a fost adoptată Legea Miliardului care acorda compensații celor care suferiseră în timpul Revoluției și în timpul Imperiului. 600 de milioane de franci au fost acordați ca despăgubiri. De pe urma legii a profitat Ducele d’ Orleans, o  ramură paralelă a Bourbonilor. Familia Ducelui d’ Orleans era principalul proprietar al Franței, cu foarte puțină rectitudine în atitudine. Nu a părăsit Franța ca celelalte familii nobiliare, fiind interesatăsă rămână în atenția vieții publice. Ducele Louis Phillipe Joseph al II-lea a renunțat la titlul său nobiliar, spunându-și “Philippe Egalite”. A fost însă ghilotinat în 1793, iar fiul său, Louis Phillippe I, va beneficia de bani în 1825.
În 1827 a fost desființată Garda Națională, instituție apărută la începutul Revoluției ce era deschisă burgheziei și clasei de mijloc. Opinia publică consideră că prin măsurile luate, regele și colaboratorii săi doreau să instaureze o monarhie prin care să înlăture Charta Constituțională și să readucă vechiul regim la putere.Mulți deputați au adresat o rezoluție prin care se cerea că guvernul să guverneze împreună cu parlamentul pentru ca Franța să adopte un regim parlamentar. Guvernul trebuia să fie responsabil în primul rând în fața Parlamentului și apoi regelui. Moțiunea a fost adoptată de mulți deputați. Regele a dorit să soluționeze atitudinea prin dizolvarea Camerei și a convocat noi alegeri în vara anului 1830. Însă alegerile vor constitui o opoziție și mai mare decât cea dinainte.

Eugène Delacroix - La liberté guidant le peuple

Regele face uz de prerogative  de a emite ordonanțe regale prin care dizolvă parlamentul, modificând legea electorală, fixând noi alegeri și eliminând  libertatea de exprimare. Presa liberală și liberalii considerau acest act ca fiind o lovitură de stat regală. Astfel, pe 27-29 iulie 1830 izbucnesc luptele de stradă, iar Armata Regală, prost administrată , a fost forțată să se retragă. Începuse o nouă revoluție. 
Curtea regală s-a retras și a părăsit Parisul pentru a nu antrena țara într-un război civil. Carol a abdicat la 30 iulie 1830 la Rambouillet în favoarea nepotului său, ducele de Bordeaux, și a părăsit Franța și va pleca în exil în Austria unde va muri în 1836 . 
Totuși, Camera Deputaților controlată de liberali a refuzat să-l confirme pe ducele de Bordeaux drept Henric al V-lea votându-l pe ducele de Orléans, Ludovic-Filip drept rege al Franței.
Monarhia de Bourbon a căzut definitiv.

### Monarhia din Iulie: Domnia lui Ludovic Filip (1830-1848)

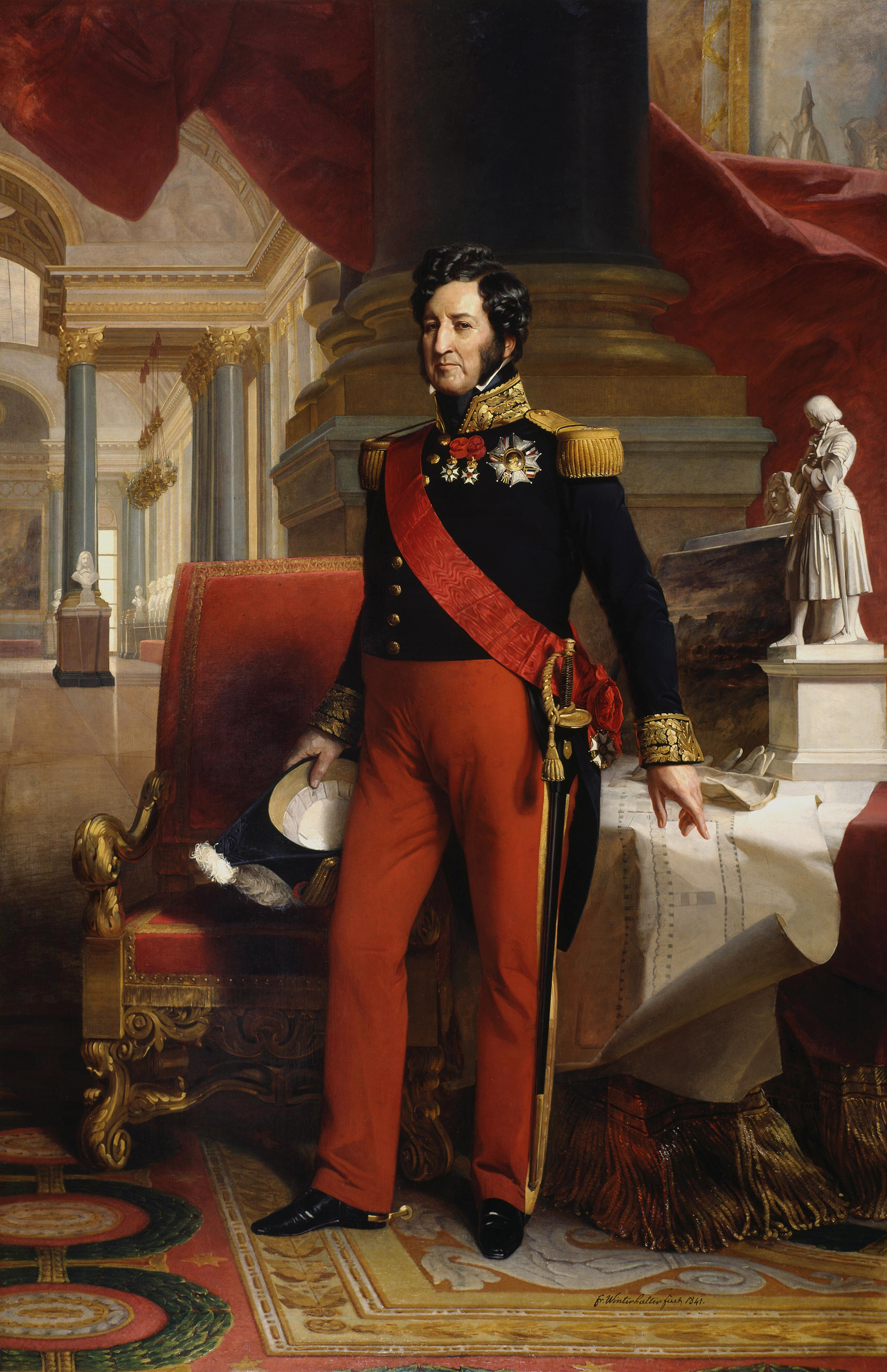
Louis-Philippe

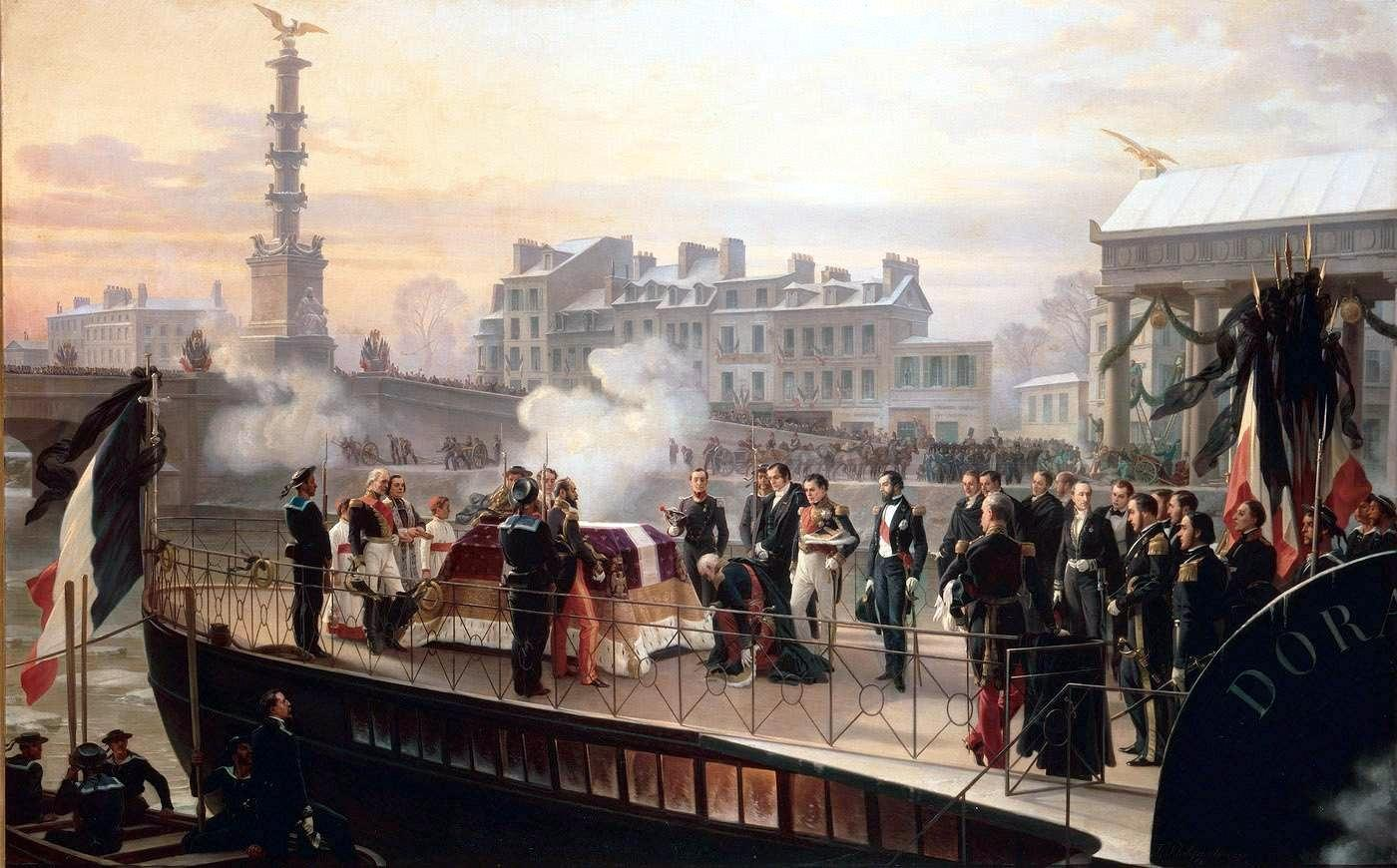
Aducerea rămasitelor lui Napoleon

Ducele d’Orleans, Louis Phillipe I, a profitat de pe urma revoluției. O mică grupare dorea instaurarea republicii. Marea majoritatea politicienilor aveau însă convingeri monarhice. La începutul lui iulie 1830, Ducele de Orleans, Louise Phillipe I este proclamat ca rege al francezilor:Ludovic-Filip al Franței. Este impusă o nouă constituție prin care era garantată suveranitatea națională, iar regele era depozitar al suveranității naționale. Drapelul oficial al Franței devine Tricolorul. Catolicismul nu mai era religia de stat, ci religia majoritară conform Concordatului. 
Numărul alegătorilor a crescut la 250 000. Era un regim politic care se baza pe cooptarea la putere a elitelor. Marea Burghezie a fost asociată la putere, iar rolul aristocrației, deși atașată dinastiei de Bourbon, a fost estompat. 

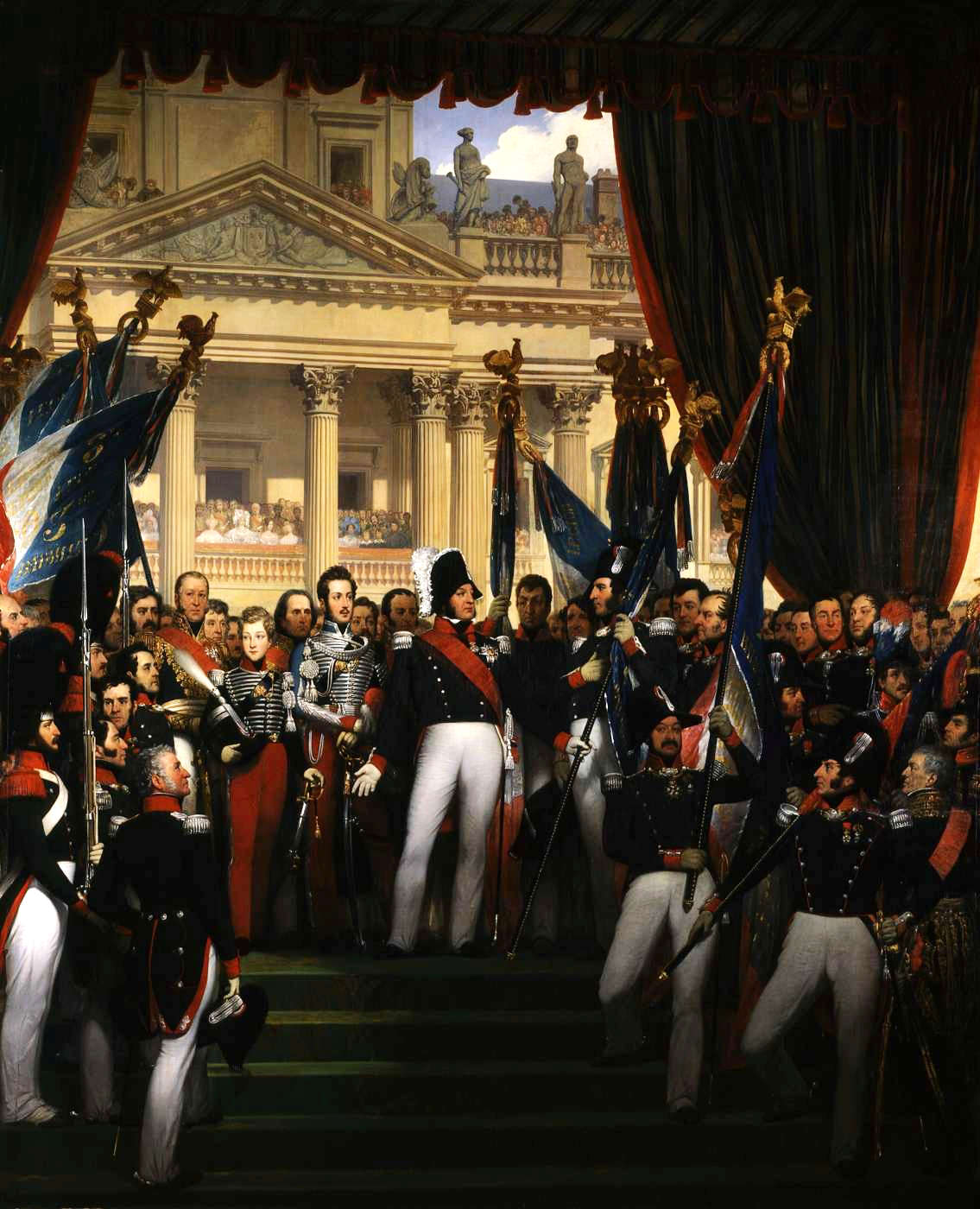
Ludovic Filip oferind drapelul francez catre Garda Nationala

Ia naștere un nou curent politic-Legitimismul, susținut de partizanii Bourbonilor din rândul aristocrației și clerului. Legitimiștii au boicotat viața politică franceză încercând să readucă la putere dinastia de Bourbon. Ludovic Filip a întâmpinat dificultăți pentru consolidarea regimului. Între 1830-1835 au loc frământări, conflicte grave care pun sub semnul întrebării autoritatea. Legitimiștii și Republicanii (deceptțonați de rezultatul revoluției din iulie 1830) erau taberele beligerante ce se vor infrunta pe parcursul timpului. Franța devenise un stat de azil politic pentru militanți, revoluționari și politicieni din Europa care se refugiau. Franța, alături de Marea Britanie, avea un regim mai liberal decât tot restul Europei.
În august 1830, la Bruxelles, s-a declanșat o revoluție în favoarea independenței Belgiei. Belgienii se considerau a fi sub ocupație olandeză și își puneau următoarele probleme: crearea unui nou stat-prima entorsă a Congresului de la Viena, unirea Belgiei cu Franța sau transformarea acesteia într-un stat satelit al Franței. 
În cele din urmă, Belgiei i-a fost recunoscută independența, condusă de un rege dintr-o altă dinastie, devenind un stat neutru.
Agitația cuprinse întreagă Europa: conflicte în statele italiene și cele germane și o insurecție națională în Polonia, un regat autonom condus de țarul Rusiei. În 1830 se zvonea că Franța sprijinea revoluția din Polonia. Rusia înfrânge revoluția în 1831 și desființează autonomia Poloniei, fiind constituit un stat polonez cu mai puține drepturi pentru autohtoni. Mulți patrioți, lideri politici și militari polonezi s-au refugiat în Franța, formând un guvern din exil.
Din cauza apariției proletariatului și situației materiale precare, au loc incidente grave. În 1831 a fost create Legiunea Străină care va avea un rol în continuarea cuceririi Algerului și reprimarea rezistenței. În 1832 are loc o tentativă de insurecție regalistă care a fost anihilată. Legitimiștii au încercat declanșarea unei insurecții în Vendée.
În Alger, sub conducerea lui Abd-el Kader, algerienii încep un „jihad” împotriva francezilor și timp de un deceniu sunt duse lupte crâncene între armata franceză și trupele lui Abd-el Kader. Abd-el Kader îl atrage în luptă și pe sultanul Marocului, însă trupele marocane sunt înfrânte. În cele din urmă în 1837, Abd-el Kader a fost înfrânt după lupte și atrocități comise de ambele părți. Înfrânt, devine treptat favorabil Franței și un amic. Francezii au creat Algeria și au coborât către sud. Europenii s-au stabilit pe coastă și au avut un rol important economic. Toți liderii armatei franceze din timpul lui Napoleon al III-lea aveau să-și facă ucenicia în Algeria, formându-se însă un anumit tip de luptă care nu putea fi aplicat în Europa.

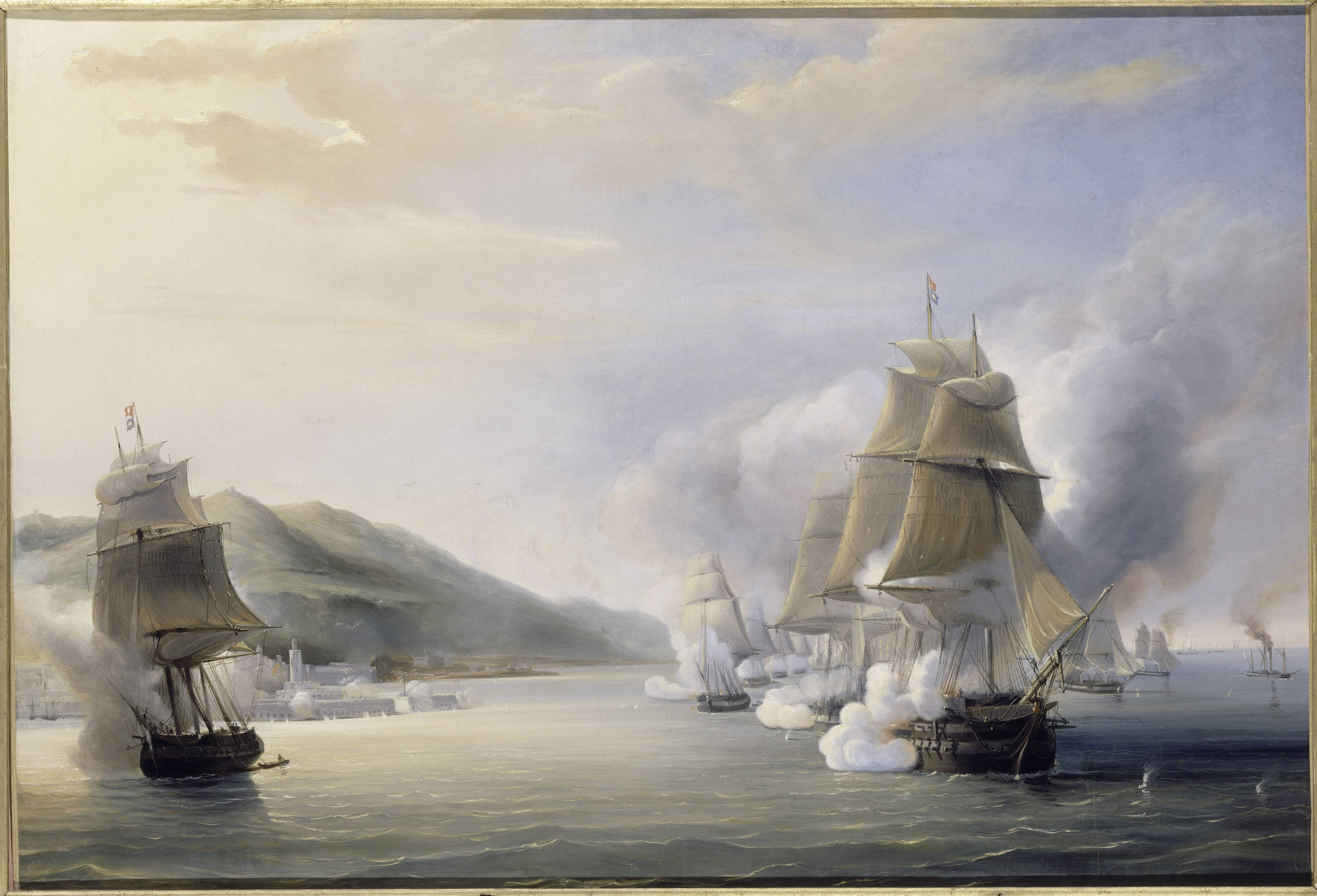
Bombardarea Algerului
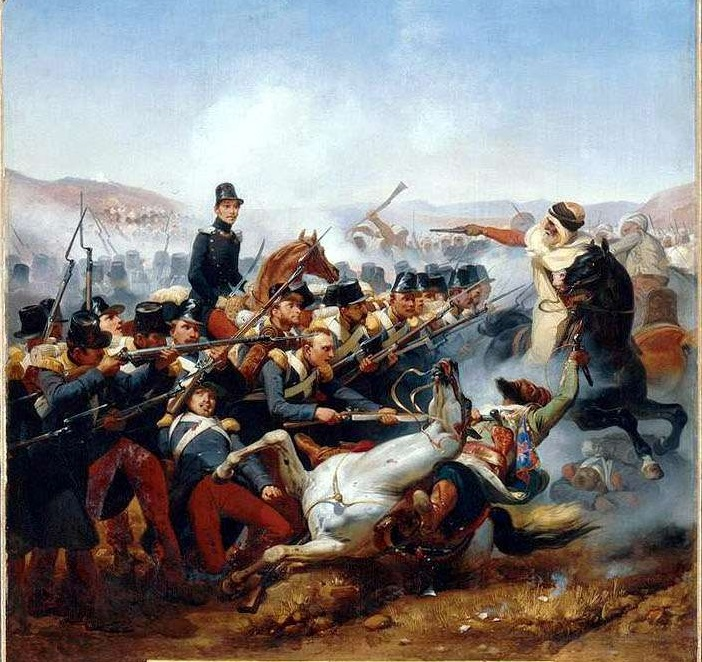
Batalia de la Somah
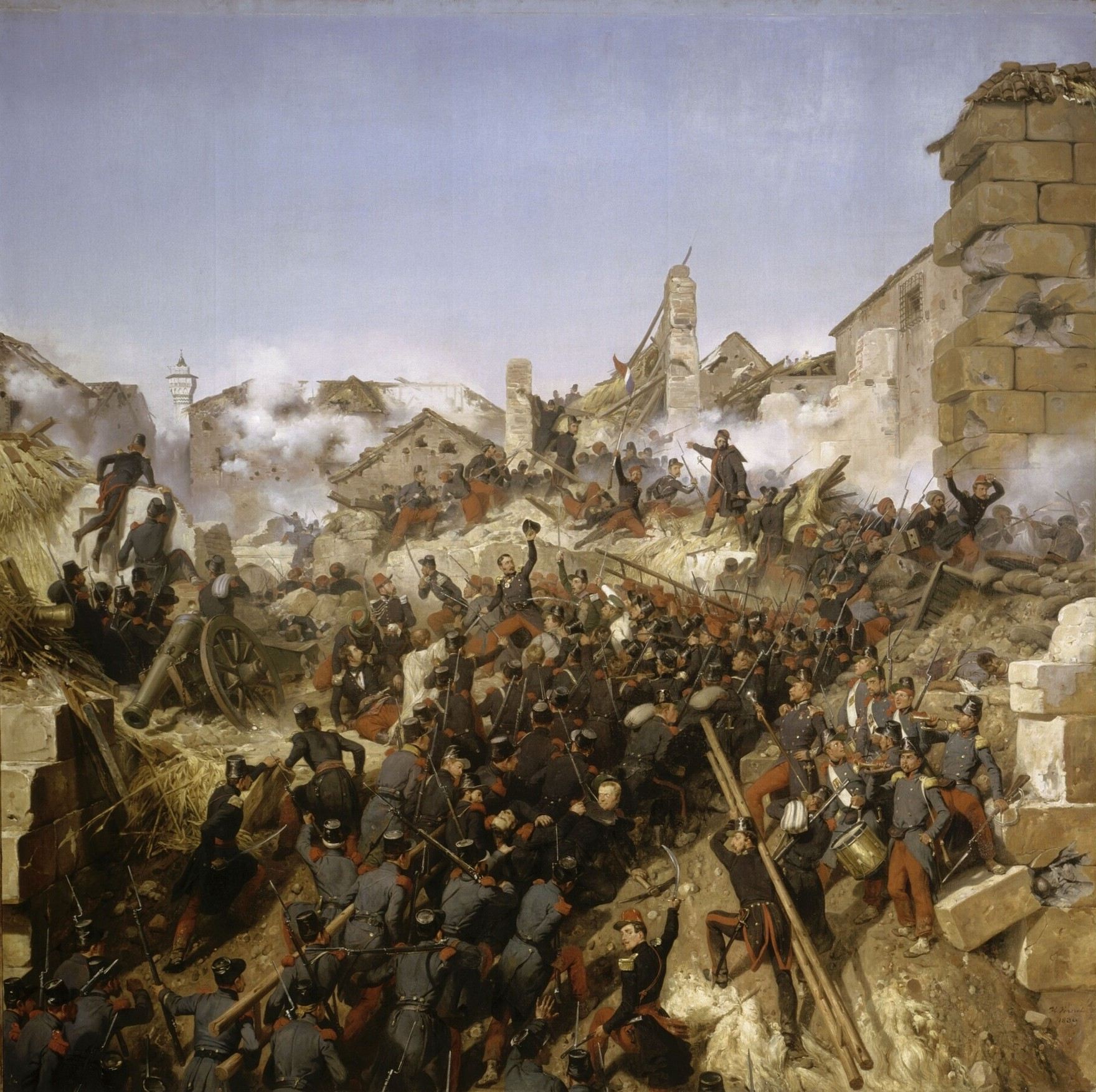
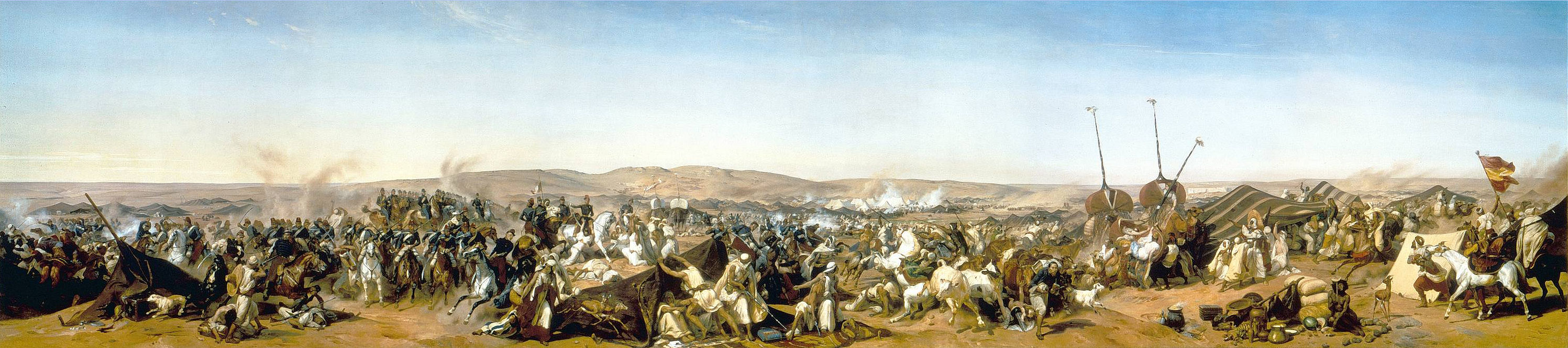

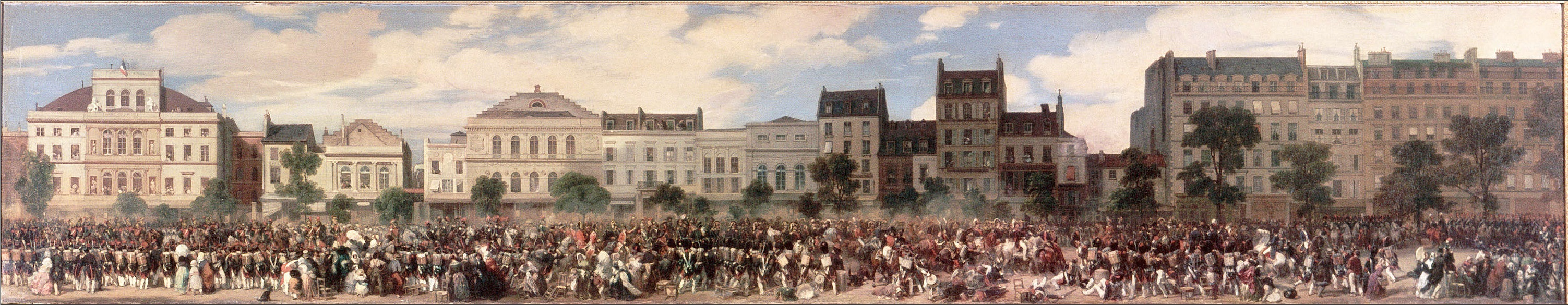
Atentatul de la Fieschi

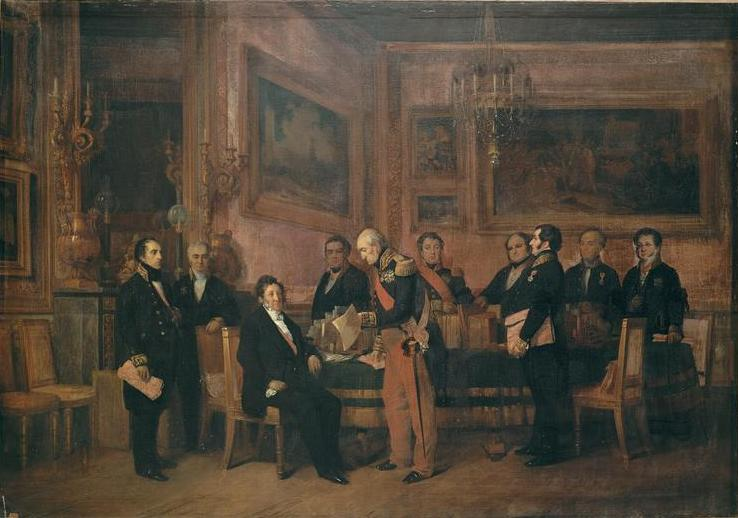
Consiliul de ministri de la Palais des Tuileries

Curând, izbucnește o epidemie de holeră care a provocat numeroase victime în Europa. Această avea să fie la originea unor frământări sociale. Din cauza mortalității ridicate, populația nemulțumită, a acuzat autoritățile de incompetență. În 1842, însuși premierul Franței este răpus de holeră.Situația de instabilitate s-a diminuat după 1835 după ce a avut loc un atentat împotriva regelui Ludovic Filip, o bombă provocând numeroase victime în rândul civililor. S-a încercat astfel să se restabilească controlul asupra populației. 

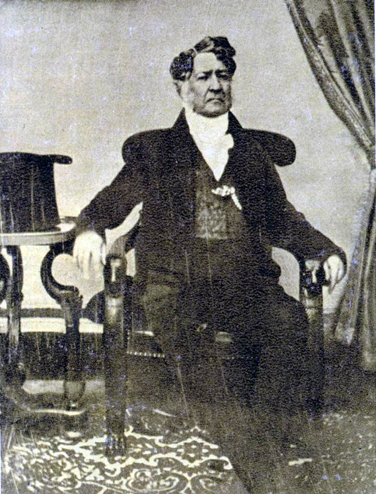
Louis-Philippe in 1842

Regimul s-a stabilizat și datorită creșterii economice și industrializării. Începuse revoluția feroviară când în 1832 a fost construită prima linie de cale ferată,  iar în 1842 fiind impusă o lege ce oferea instrucțiuni privind construirea cailor ferate. În 1841 a fost adoptată prima lege socială. Franța era pe locul doi  în Europa  ca putere economică  până în 1845 când a început o nouă criză.Sistemul politic impus de Ludovic Filip părea funcționabil.
Dar odată cu izbucnirea crizei economice în 1845, și-au făcut apariția cât mai mulți opozanți ce apărau revendicările politice precum extinderea dreptului de vot. Regimul a refuzat și în jurul revendicării centrale s-a organizat opoziția centrală. Campania trebuia să se soldeze cu un mare banchet care avea loc la începutul 1848. A fost interzis și astfel a început Revoluția din 1848 în Franța. În cursul manifestațiilor se deschide focul. Țara părea că alunecă spre un război civil. Ludovic Filip a renunțat la tron și s-a proclamat Republica a II-a în februarie. 
Ludovic-Filip a murit în exil în Anglia, în anul 1850.

## A Doua Republică Franceză(1848-1852)

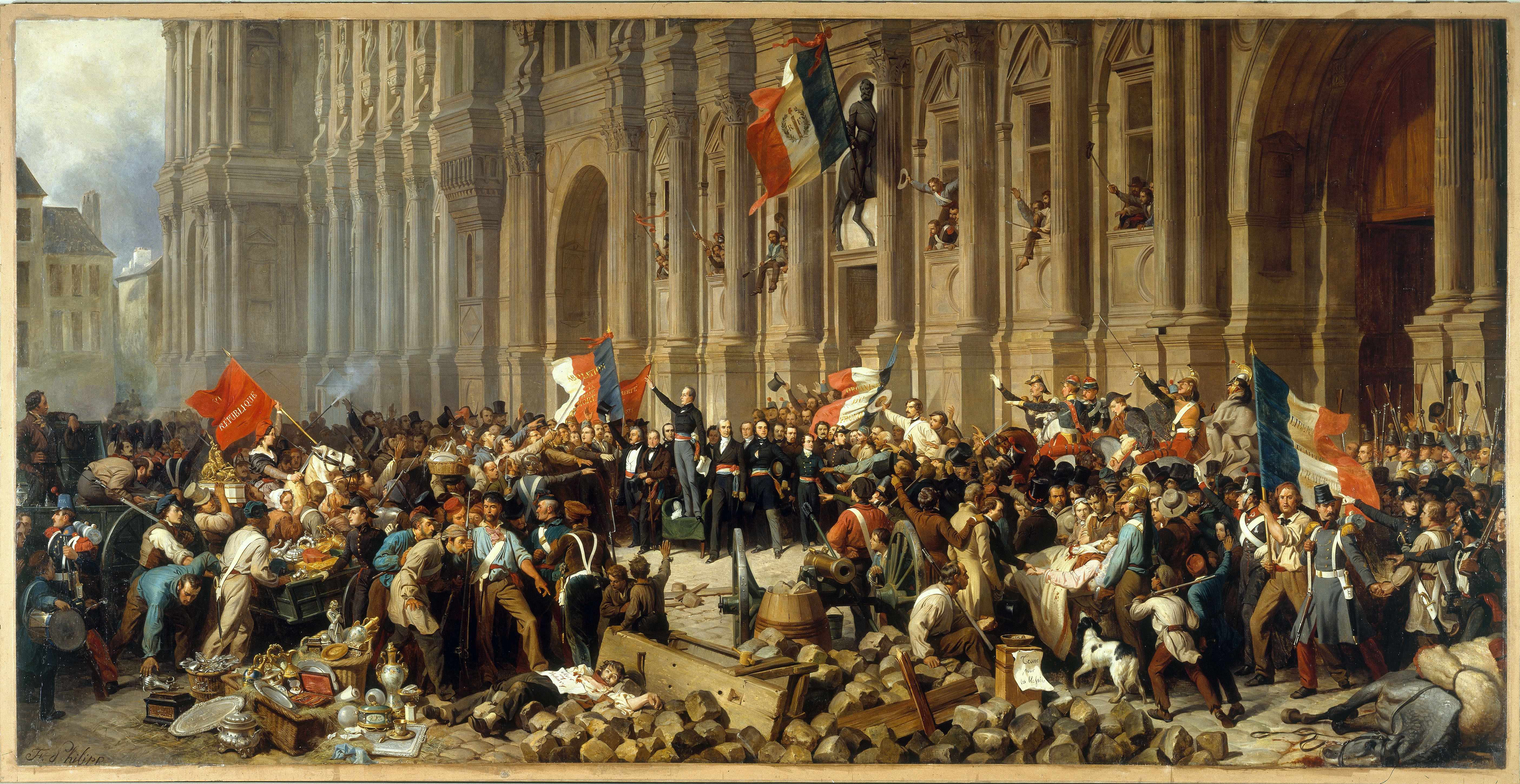
Revoluția din 1848 în Franța

Guvernul era dominat de republicani moderați care au încercat să constituie cât mai repede un guvern pentru a nu-i lasă pe republicanii radicali să devină majoritari. Guvernul provizoriu a impus o serie de măsuri sociale. 
Unul dintre revoluționari, Louis Blanc, era cunoscut pentru scrierile sale și pentru ideea sa de a crea ateliere naționale pentru scăderea șomajului. Un altul era Alphonse de Lamartine cunoscut ca poet. S-a constituit o comisie care trebuia să medieze conflictele între angajatori și muncitori. S-a garantat dreptul la muncă al cetățeanului. Atelierele naționale erau ateliere de stat care îi luau pe șomeri și organizau lucrări publice. Deși erau 100 000 de muncitori, proiectul a eșuat, atelierele fiind mai degrabă aziluri de caritate.
Fiscalitatea a crescut cu 50%, iar revoluția a accentuat criza. Se ducea o campanie pentru abolirea sclaviei. A fost introdus votul universal (masculin), masa electorală crescând la un număr de 9 milioane de francezi. S-au programat alegeri pe baza votului universal, iar participarea în masă arăta că există un interes major pentru politică. Republicanii moderați au câștigat un număr mare de locuri, urmați apoi de monarhiști a căror cauză legitimistă era reprezentată de fiul ducelui de Berry.
Apare însă un nou curent: Orleanismul care era reprezentat  de nepotul lui Ludovic Filip, Contele de Paris, care va dori instaurarea monarhiei constituționale. 
De pe urmă alegerilor din 1848 a rezultat formarea unei Adunări Naționale Constituante, având principal misiune elaborarea și adoptarea unei noi constituții. Dar conflictele politice continuau între diverse facțiuni apărute după revoluție. Societatea franceză era foarte fragmentată. Deși guvernul dorea să conducă moderat, s-au luat măsuri ca desființarea atelierilor naționale, fapt ce a dus la izbucnirea unor conflicte ce au degenerate pe 23-26 iunie în Paris. Insurecția se extinde în cartierele muncitorești. Fost conducător al Gardei Naționale, republican moderat, opus vederilor extremiste, a devenit premierul Franței. Insurecția este înfrântă în cele din urmă, dar va reprezenta un punct de plecare în privința polarizării opțiunilor. Centrul (republicanii moderați) au fost recul pentru extreme. Constituția a fost elaborată, bazată pe separarea puterilor în stat.
Puterea legislativă era reprezentată de un parlament unicameral, puterea executivă era reprezentată de guvern și președintele ales la 4 ani care nu putea dizolva parlamentul. Apare astfel pe scenă politică franceză Louis Napoleon Bonaparte, nepotul primului împărat francez, Napoleon I, și fiul fratelui acestuia, Louis Bonaparte. Cu o descendența ilustra, a participat la o serie de conspirații și tulburări politice în Italia anilor 1830. A încercat să revină la tronul Franței, dar a eșuat. A mai încercat o nouă tentativă în 1840, dar a fost arestat și închis. 

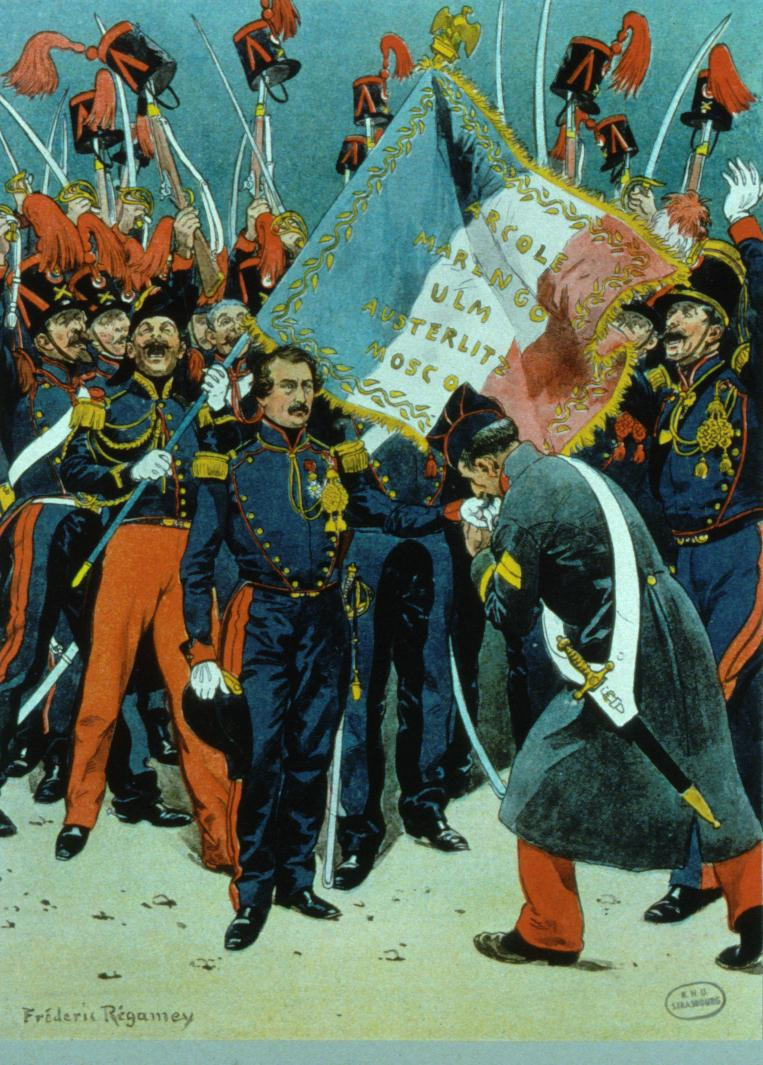
Napoleon la Strasbourg în 1836

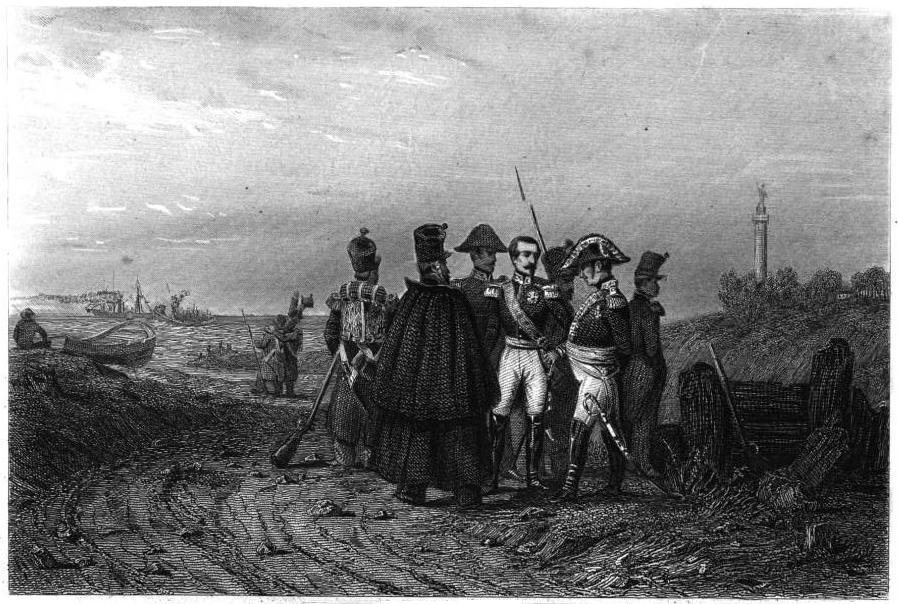
Napoleon la Boulogne

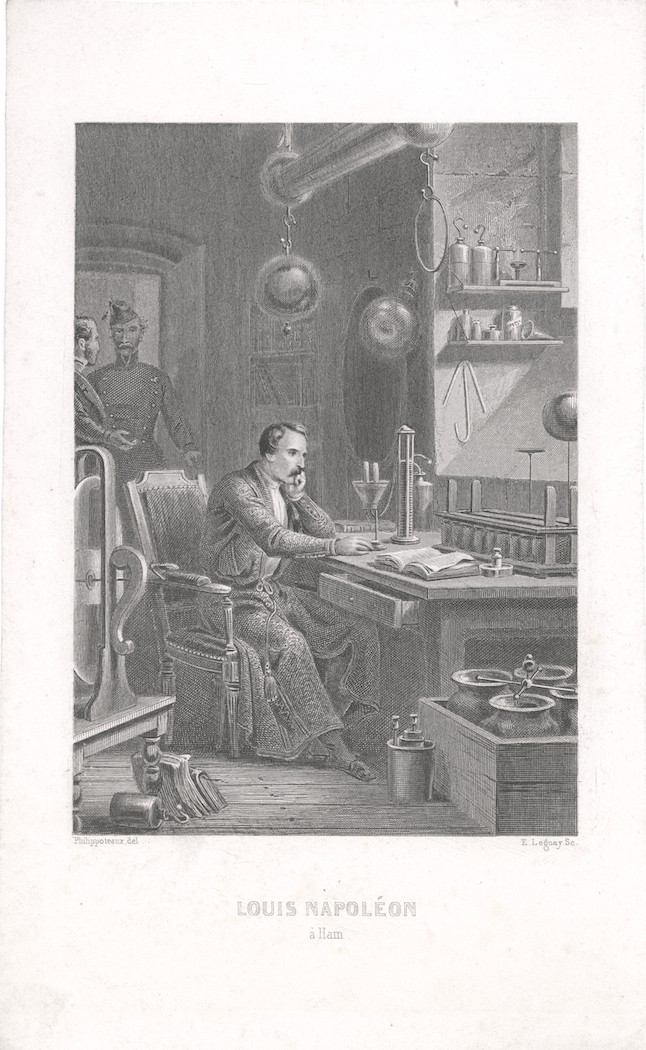
Napoleon încarcerat la Université de Ham

Influențat de autori ca Sant Simon sau Jacque Fourrier, a scris lucrări în care propunea soluții pentru diminuarea crizei economice și efectele negative ale capitalismului. Susținea crearea unor comune agricole pentru diminuarea șomajului și chiar crearea unor colonii agricole în Algeria care era sub controlul unei regențe. 
În 1846, Ludovic Bonaparte a evadat și s-a refugiat în Marea Britanie unde va conduce o campanie pentru recrutarea partizanilor pentru a consolida legenda napoleoniană și pentru ca familia Bonaparte să revină la conducere. Legendă napoleoniană s-a instalat în Franța abia după apariția Memorialului de la Sfânta Elena în 1823, o lucrare care nu reflectă realitatea, dar era descris un Napoleon pe placul francezilor. Interesul pentru epoca glorioasă crescuse în contrast cu restaurația modestă. Napoleon din Memorialul de la Sfânta Elena nu era acel “tiran” care fusese în realitate. În 1840, osemintele lui Napoleon au fost repatriate și reinhumate, un milion de francezi aducându-i un omagiu. 
În 1848, Ludovic și-a depus candidatura pe baza votului universal. Acesta câștigă alegerile cu o victorie zdrobitoare, învingându-l pe contracandidatul său, generalul Cavaignac, care avea mai puțin cu 4 milioane de voturi decât acesta. Votul universal funcționa în sens moderat conservator, majoritatea locuitorilor francezi fiind țărani cunoscuți pentru poziția conservatoare, tradiționalistă. Țărănimea dorea mai curând o soluție de stabilitate, de calm politic și respingea soluțiile extremist ce puteau să atace proprietatea private, neaderand la mentalitatea multor școli socialiste care promovau naționalizarea.
În perioada 1848-1851 izbucnește un conflict între forțele conservatoare și forțele socialiste (unele de extremă-stânga) în orașele industriale. Izbucnește apoi un conflict dintre Adunarea Națională și președintele Ludovic Bonaparte care nu putea să-și impună politică la care aspira. Partidul conservator a modificat legea electorală, iar din 1850 practic nu mai există votul universal, eliminând 3 milioane de alegători ai stângii. 

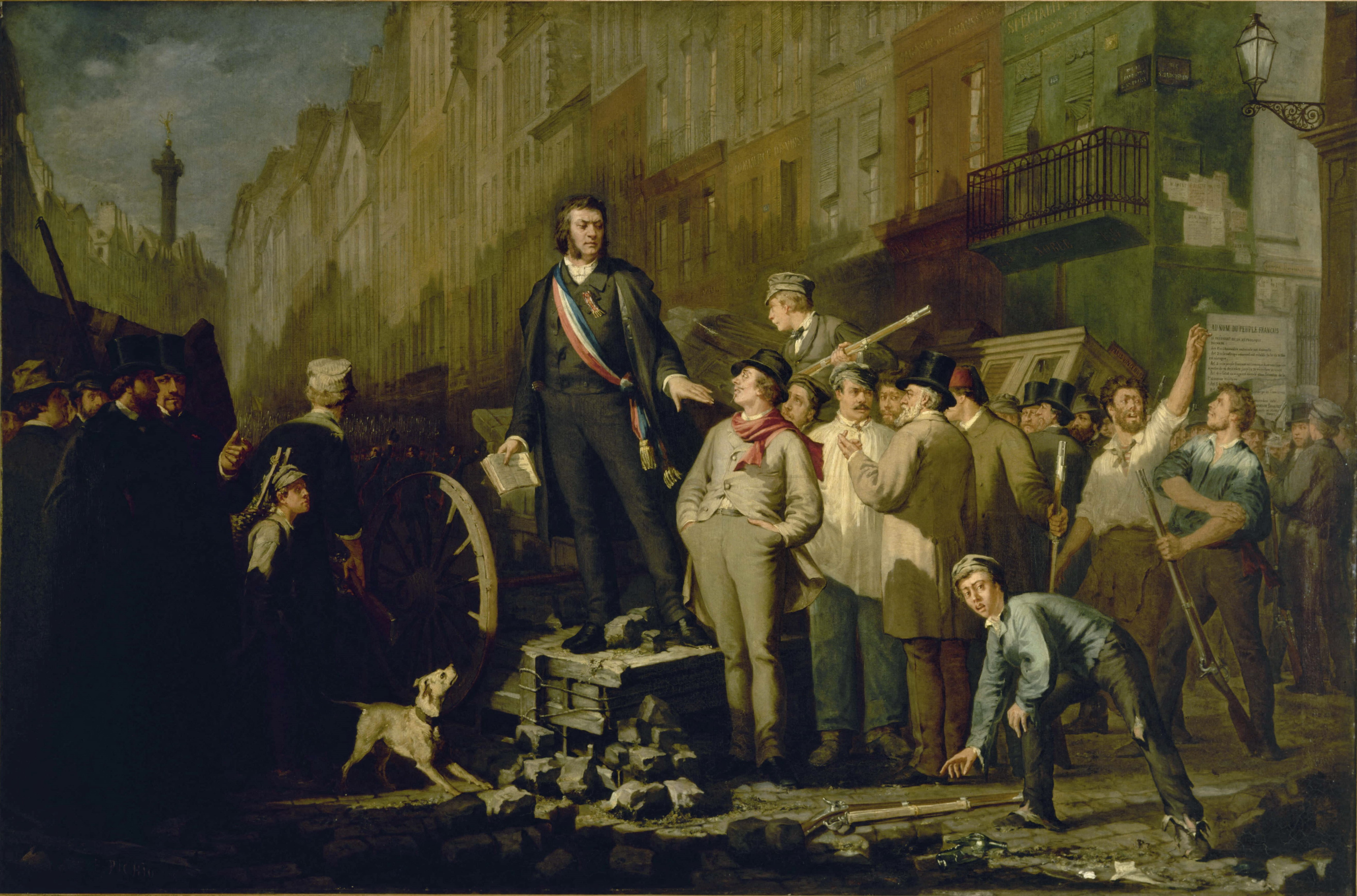
Lovitura de stat din 1851

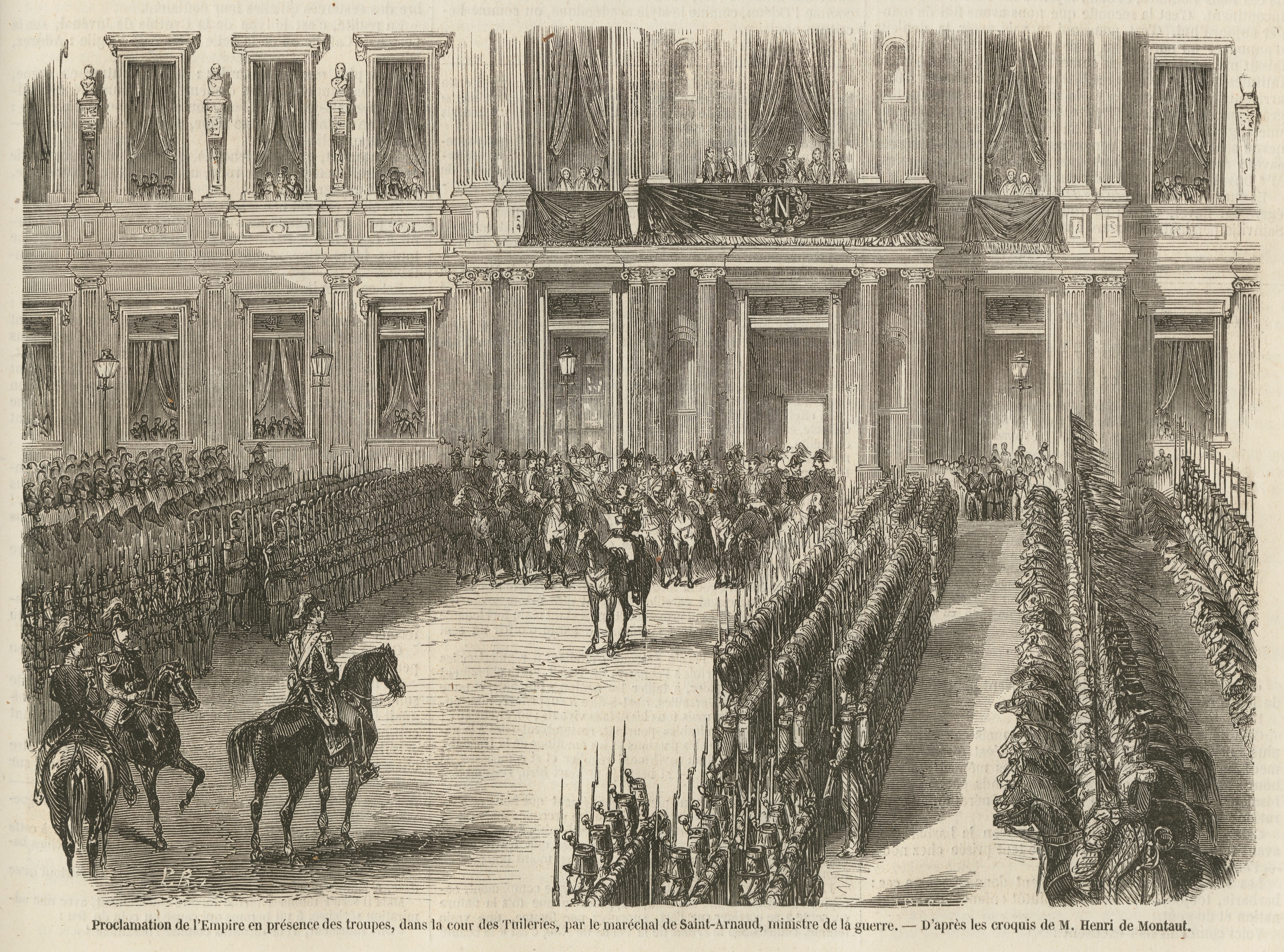
Proclamarea imperiului la Hôtel de Ville

Centrul se contracta în favoarea extremelor și se renunță la votul universal fiindcă la Paris s-au organizat alegeri parțiale, câștigate de un candidat socialist. Eugène Sue, influențat de idei socialiste, a scris cel mai de succes roman de epoca-Misterele Parisului. 
Ludovic Bonaparte Napoleon a devenit  campionul care dorea să restabilească votul universal, devenind tot mai popular. Plănuia să modifice constituția și prerogativele sale. Dorea prelungirea mandatului, refacerea constituției în care puterea executivă să fie mai mare în raport cu cea legislativă. Dorea să obțină această modificare a constituției prin Parlament cu o anumită majoritate-3/4 din parlamentari trebuiau să fie de acord. 

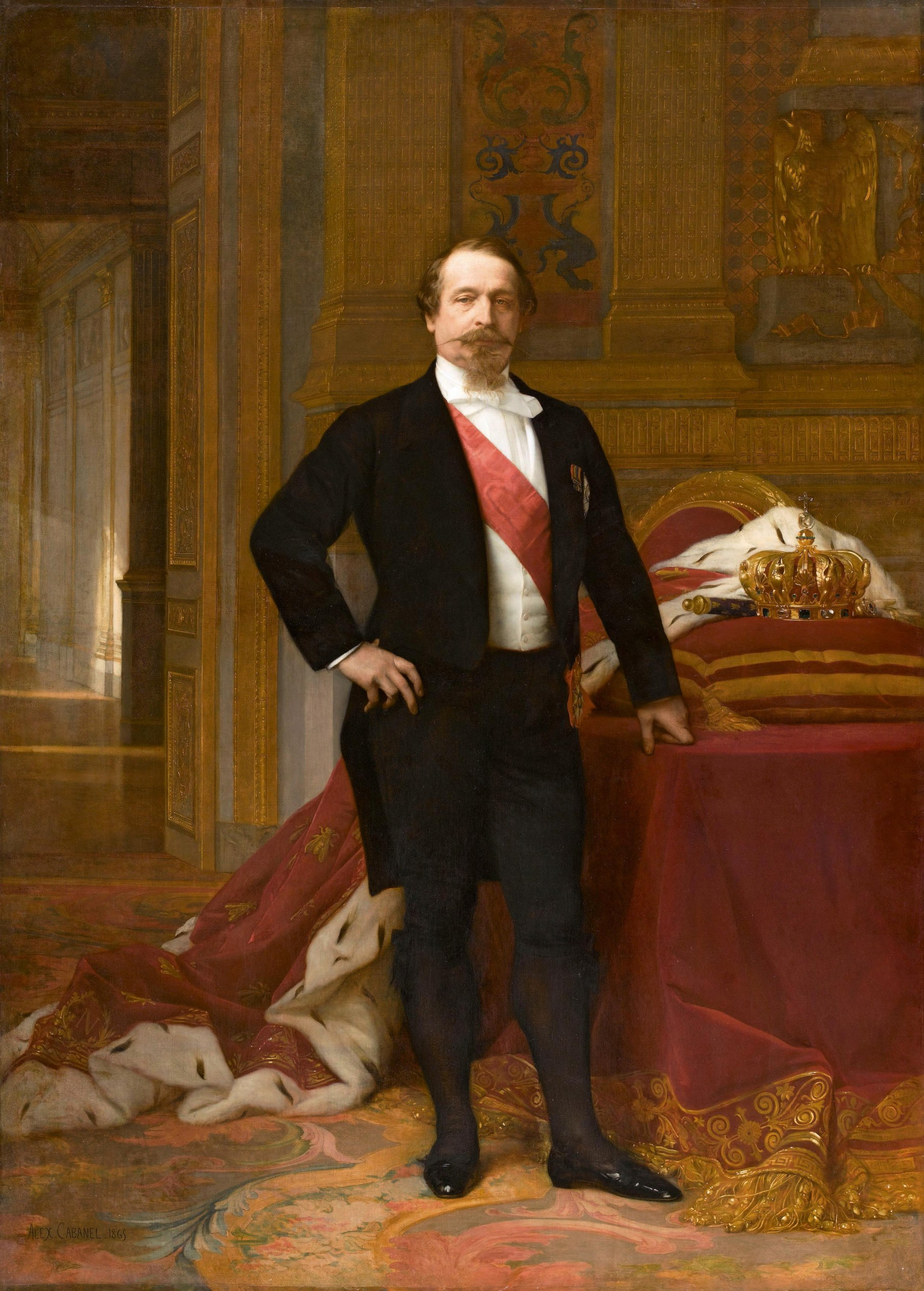
Napoleon Louis Bonaparte

În 1851 a încercat să revizuiască constituția prin metodă parlamentară. A reușit prin metoda loviturii de stat. A atras o serie de lideri militari și cu ajutorul armatei, partizanilor și liderilor politici, pe 1-2 decembrie a organizat o lovitură de stat. A înfruntat o rezistență și lupte pe stradă din care au rezultat 200 de morți în Paris. 
Victor Hugo l-a criticat pe Napoleon și acesta a plecat  în exil unde va scrie o serie de lucrări la adresa lui „Napoleon cel Mic”. După procese și condamnări, constituția a fost modificată, iar schimbările au fost supuse unui plebiscit așa cum procedase unchiul său, Napoleon. 
În decembrie 1851, o largă majoritate a populației a fost de acord cu modificările constituționale. Puterea executivă a șefului statului era sporită, iar mandatul a fost prelungit la 10 ani. Puterea legislativă a fost diminuată prin fragmentare, apărând trei noi instituții publice: Corpul Legislativ (camera inferioară, aleasă cu vot universal), Senatul (Camera superioară, care nu era aleasă, fiind alcătuită din senatori de drept, mareșali, amirali, cler, membri ai „casei regale”) și Consiliul de Stat care împreună cu guvernul, pregătea proiecte de legi.
În 1852, după un turneu prin provincie întreprins de președinte, a ținut o serie de discursuri în favoarea reinstaurării imperiului. Printr-un document adoptat de Senat, Franța se proclamă Imperiu, evident fiind organizat un nou plebiscit. Marea majoritatea populației a acceptat. 
Pe 2 decembrie 1852, Ludovic Bonaparte Napoleon este încoronat împărat ca Napoleon al III-lea al Franței, iar Franța redevine imperiu.

## Al Doilea Imperiu Francez: Domnia lui Napoleon al III-lea (1852-1870)

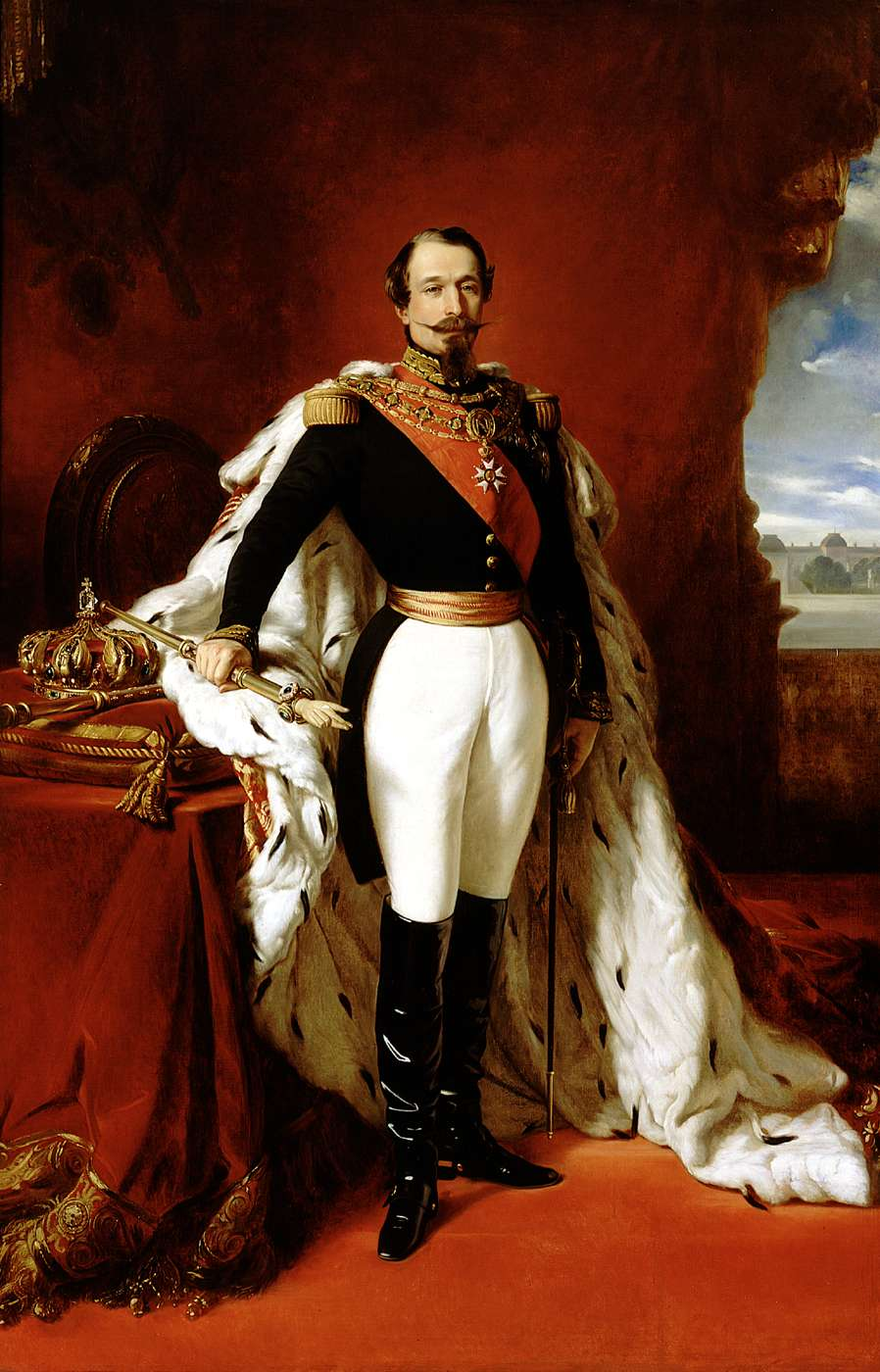
Împăratul Napoleon al III-lea

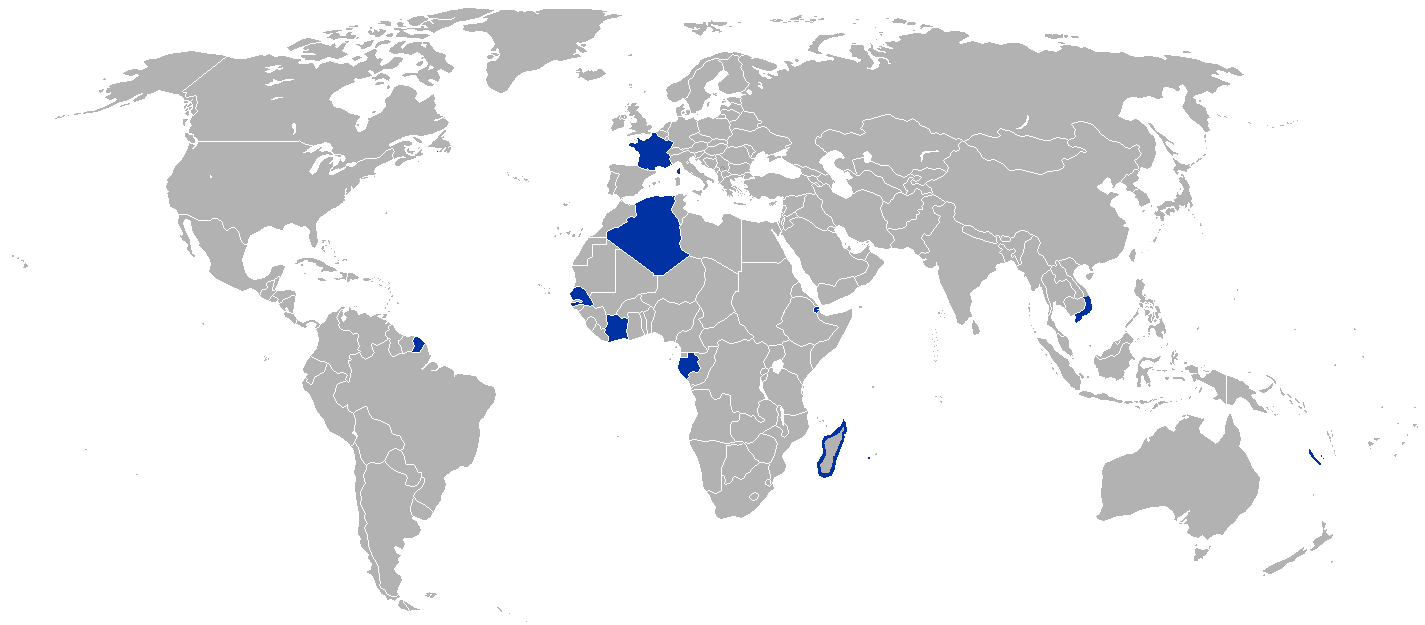
Cel de-al doilea imperiu francez

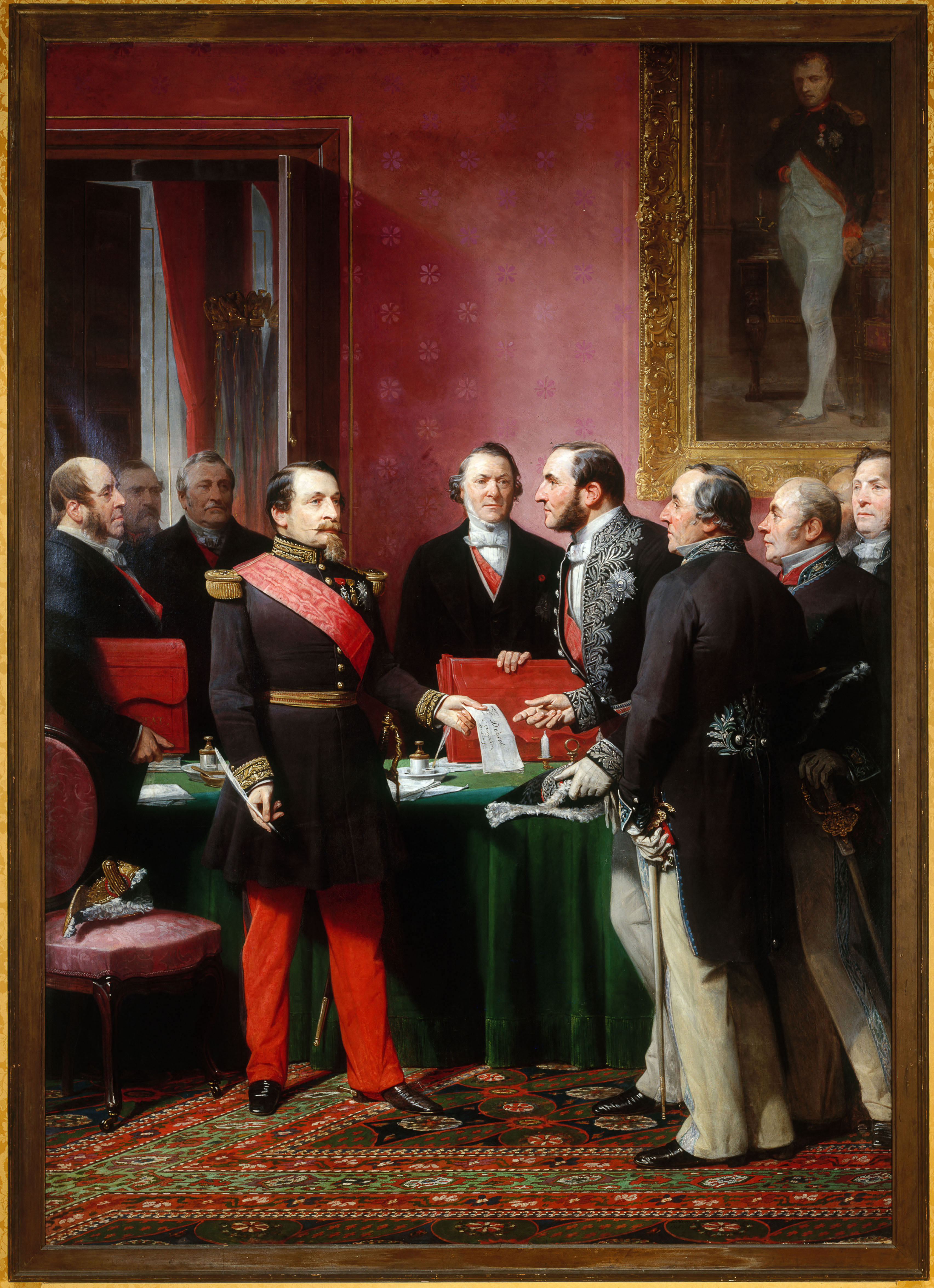
Haussmann prezinta imparatului planul de reorganizare a capitalei prin anexarea celor 11 comune pariziene

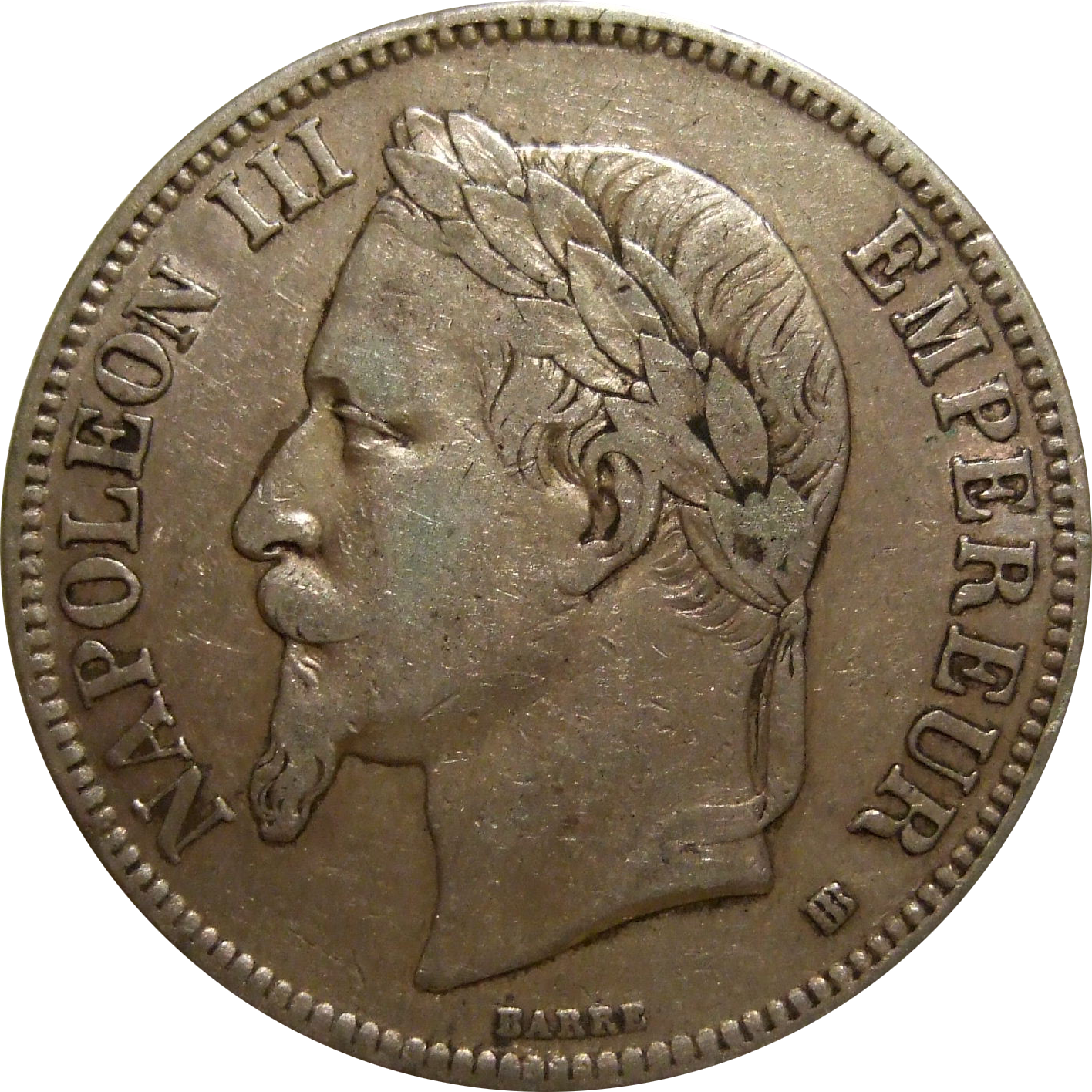
Moneda de 5 franci cu chipul lui Napoleon III

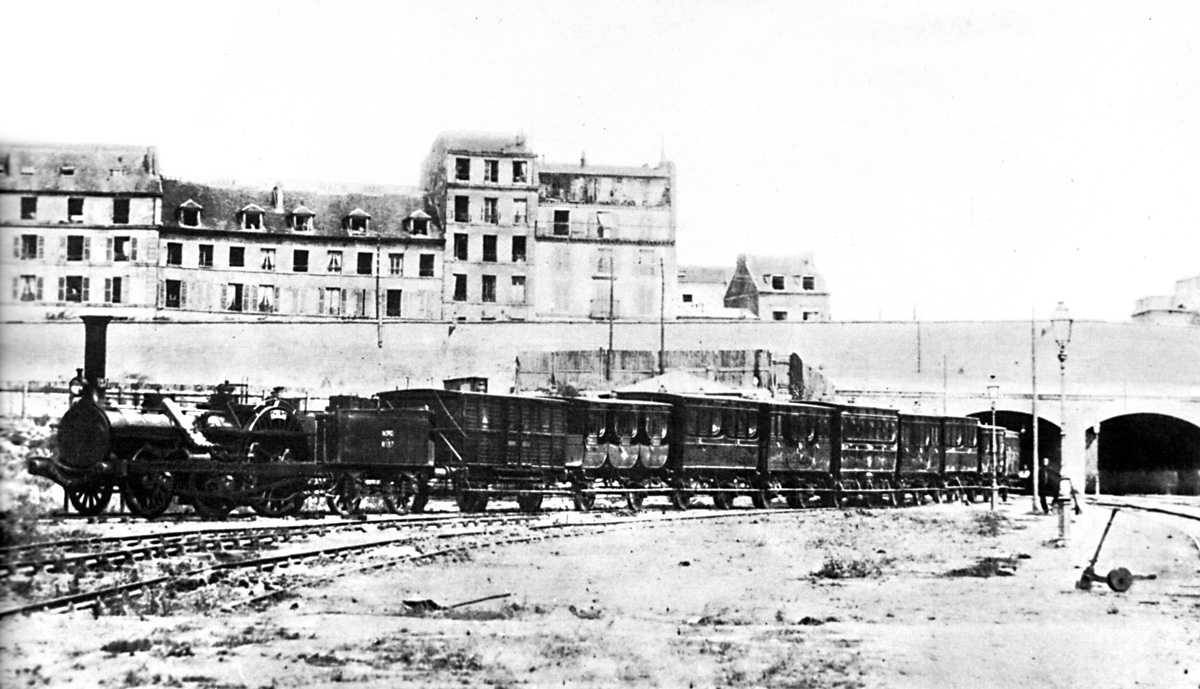
Trenul lui Napoleon

Napoleon al III-lea a fost văzut ca un personaj negativ de istorici. Nu a fost așa căci existau și aspecte pozitive. 
Economic, Franța traversa o perioada de creștere și dezvoltare economică (nu la fel de mare ca cea din timpul monarhiei din iulie), precum și de prosperitate și industrializare. Structurile economice se modernizau. Statul nu mai era un actor economic, dar avea încă un rol important datorită creării cadrului legislativ favorabil. Statul în calitatea de finanțator al unor lucrări publice (care nu puteau fi întreprinse de privați) a modernizat porturile, a modernizat orașele, Parisul căpătând o altă înfățișare decât cea medievală. Parisul nu avea primari, fiind condus de două autorități, în 1860 fiind înglobate multe dintre comunele suburbane în 20 de arondismente. Un rol important l-a avut perfectul Senei, Haussman. 
Economia capitalistă era bazată pe inițiativa privată și erau actori economici semnificativi care au rămas și după domnia lui Napoleon al III-lea, precum întreprinzătorul în domeniul industriei metalurgice și siderurgice, Jerome Schneider, un mare producător de armament alături de alți producători europeni ca Krup și Skoda. Un alt actor economic a fost bancherul și investitorul Baron Rotschild.
Construcția rețelei de căi ferate a fost intensificată, crescând de la 3000 km la 17000 km. S-a dat o lege care creează principala magistrala feroviară care lega Parisul de Mediterana. Sunt dezvoltate rețeaua rutieră și căile maritime. Sistemul de credit a fost modernizat. Apar bănci moderne ca Credit Lionnais, Société Générale, Banque des Pays Bas în 1864 și Banque de Paris în 1869, ultimele două fuzionând în 1872 și formând BNP Paribas. Credit Lionnais a făcut investiții riscante și aproape a falimentat. Agricultura a rămas un segment important economic.Dar în 1868 și-a făcut însă apariția un parazit, filoxera, care a distrus viticultura franceză.
Comerțul s-a modernizat, apărând marile magazine. S-au creat magazine cu produse standardizate de serie, produse textile, precum "Le Bon Marché". Sunt construite galeriile Lafayette pentru clasele de jos și de mijloc. Cel mai mare romancier francez, Émile Zola, a scris un roman despre acest magazine-La paradisul femeilor. 

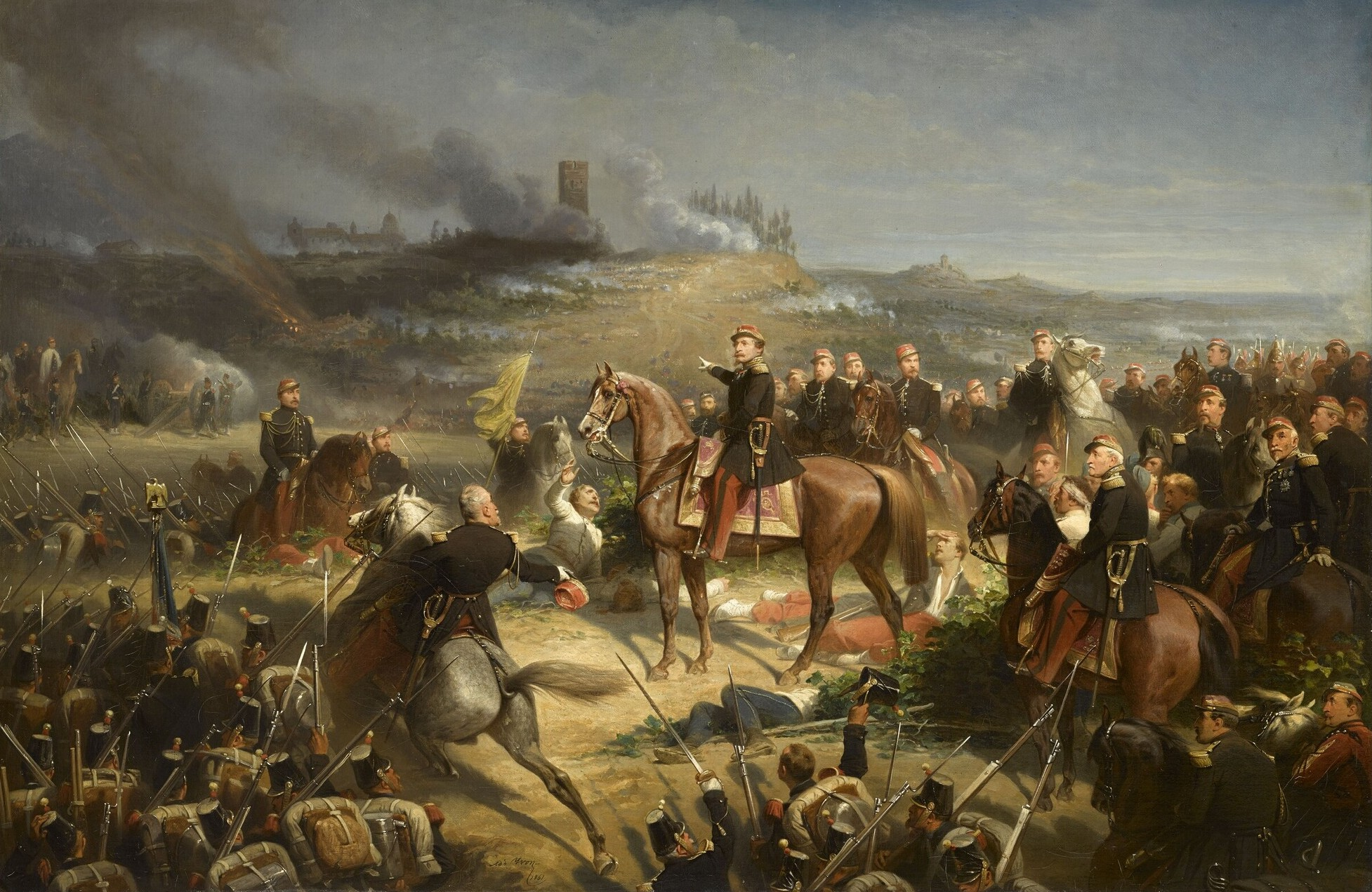
Bătălia de la Solferino

În ciuda binefacerilor, imperiul devine tot mai autoritar. Perioada era lipsită de conflicte politice și de opoziție. Erau organizate două alegeri generale. Nu mai existau partide politice în Franța, alegerile fiind câștigate doar de candidații oficiali. Era un regim cu instrumente ce controla viață politică. În 1852 s-a adoptat o legislație privind controlul presei care era singurul mijloc prin care opoziția își putea face simțită prezența. 
Cultură era controlată. Napoleon al III-lea înțelese că avea nevoie de Biserica Catolică și a luat-o drept aliat. Catolicii din Franța doreau însă eliminarea Statului Papal și unificarea Italiei.
Din 1859 este adoptată o lege de amnistie, fiind amnistiați toți cei care s-au opus loviturii de stat din 1851. Napoleon consideră că Franța era pregătită pentru liberalizare. După 1860 a luat măsuri prin care întărea puterea legislativă. Deputații aveau în sfârșit drepturi de a elabora legi, de a-și spune punctul de vedere și puteau să facă interpelări la adresa unui ministru. Bugetul putea fi discutat și votat pe capitol și se puteau verifică sumele și cheltuielile.
În 1863 au loc alegeri libere. Administrația imperial nu mai intervenise. Opoziția putea să se manifeste. În corpul legislative s-a creat un mic grup de republicani și un grup de liberali în poziția de opoziție.  Adolphe Thiers, adept al liberalismului, s-a întors din exil. Procesul de liberalizare a continuat și au fost impuse măsuri sociale în 1864 prin care se putea permite constituirea sindicatelor și de acordă drept de grevă. Napoleon încerca să se asocieze cu proletariatul. În Internațională I s-au înscris 250 000 de francezi. 
Nu existau partide organizate, ci doar secții naționale. În 1867 deputații au primit drept de interpelare. În 1868, legile restrictive despre presă au suferit modificări radicale. Puteau fi publicate ziare republicane și chiar ziare de opoziție acerbă la adresa lui Napoleon al III-lea. În 1869 au loc ultimele alegeri în care s-au desfășurat campanii electorale fără ca puterea imperială să intervină. Opoziția organizându-se bine, alcătuită din liberalii lui Thiers și republicanii lui Gambetta, în cursul campaniei electorale, Napoleon susține un discurs cunoscut ca "Programul de la Belleville" ce presupunea separarea Bisericii de stat, crearea unui învățământ laic, desființarea armatei permanente, înlocuirea acesteia cu o Gardă Națională, înarmarea poporului, alegerea funcționarilor, introducerea unor impozite care să-i taxeze pe cei bogați. Susținătorii lui Napoleon au câștigat, dar nu au avansat destul, opoziția reprezentând încă o forță de luat în seama. În fruntea guvernului a fost numit Ollivier, fost republican, care dorea să formeze un guvern bazat pe o mare majoritate parlamentară. Pentru a-și consolida regimul, dar fără a renunță la măsurile liberale și realizând că opoziția are dreptul de a se exprima și organiza, Napoleon a organizat ultimul plebiscit în mai 1870 dacă francezii erau de acord cu reformele implementate de după 1860. La un scor mic, Napoleon a câștigat, în favoarea sa votând 7 milioane de francezi, doar 1,5 milioane fiind împotriva. Se anunța un viitor luminos pentru dinastia a cărei baze au fost puse după ce în 1856 se născuse prințul-moștenitor. 

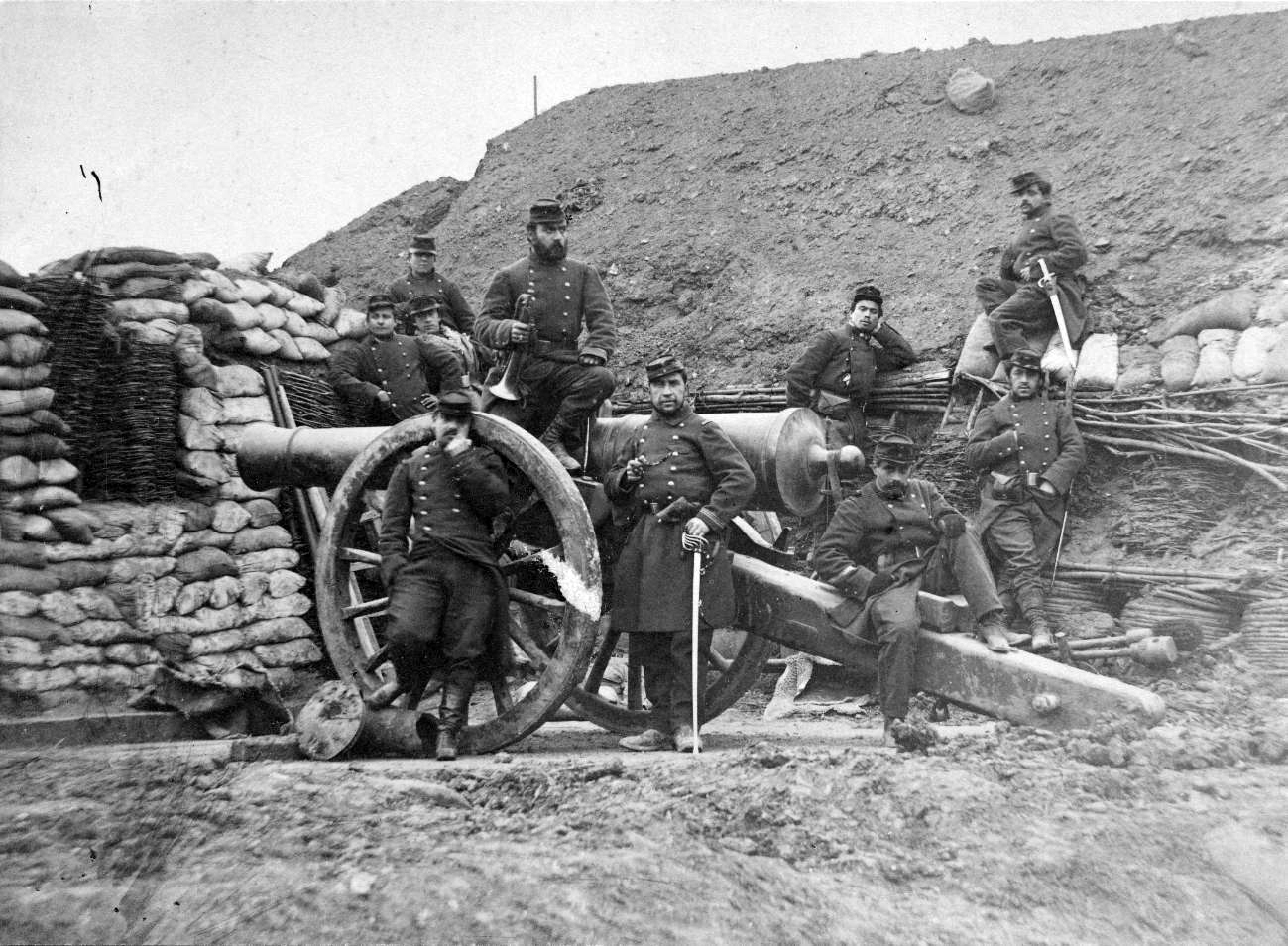
Soldați francezi în războiul franco-prusac

Dar o greșeală gravă avea să coste viitorul imperiului: războiul cu Prusia. După  ce în 1868, în Spania se declanșase o revoluție și o criză prelungită care a dus la alungarea reginei Isabella a Spaniei, mulți membri ai familiei domnitoare Hohenzollern doreau să candideze pentru tronul gol. Franța părea să se simtă amenințată din ambele părți cu o Spanie condusă ipotetic de o familie germană regală și de Prusia care repurtase războaie victorioase și cu o experiență militară incredibilă. Diplomații francezi și ambasadorul francez la Berlin au încercat să-l convingă pe regele Wilhelm I să retragă candidature membrului familiei Hohenzollern pentru ocuparea tronului Spaniei. Regele a reguzat, mai ales că Bismark chiar dorea cu orice preț războiul. Franța părea să fie umilită de Prusia. S-a instalat o frebra naționalistă și belicistă, Franța dorind să răzbune afrontul suferit. 
În 1870 declara război Prusiei care deținea o armata numeroasă, bine instruită și echipată, având acces la mai multe cai ferate care să le transporte rapid trupe, dispunând și de un Stat Major. Franța era dezavantajată.

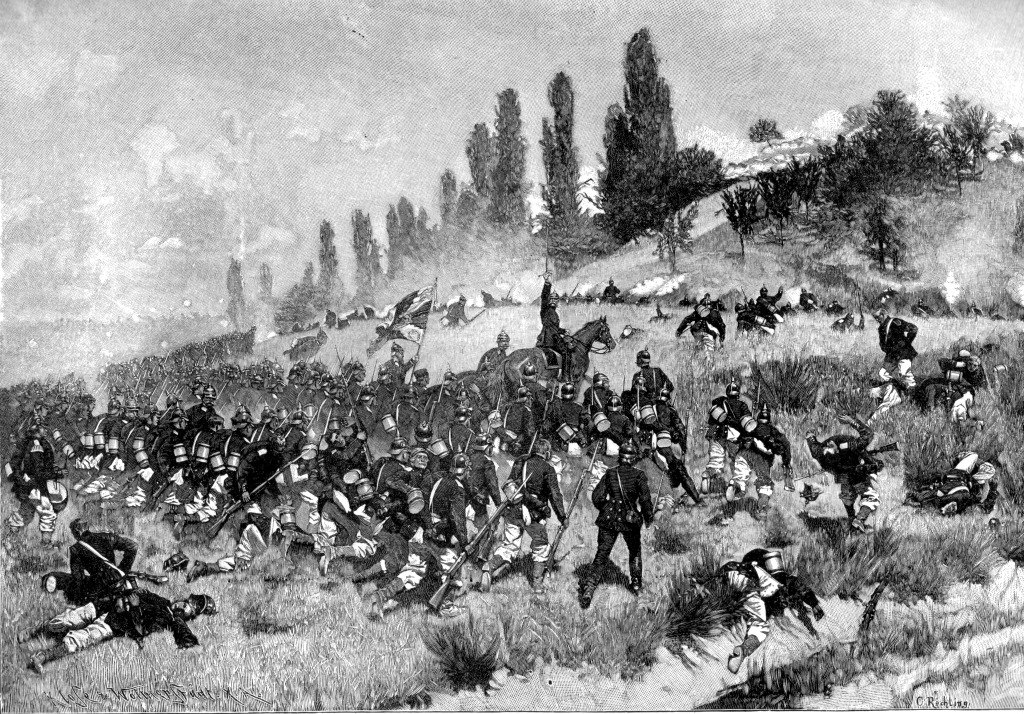
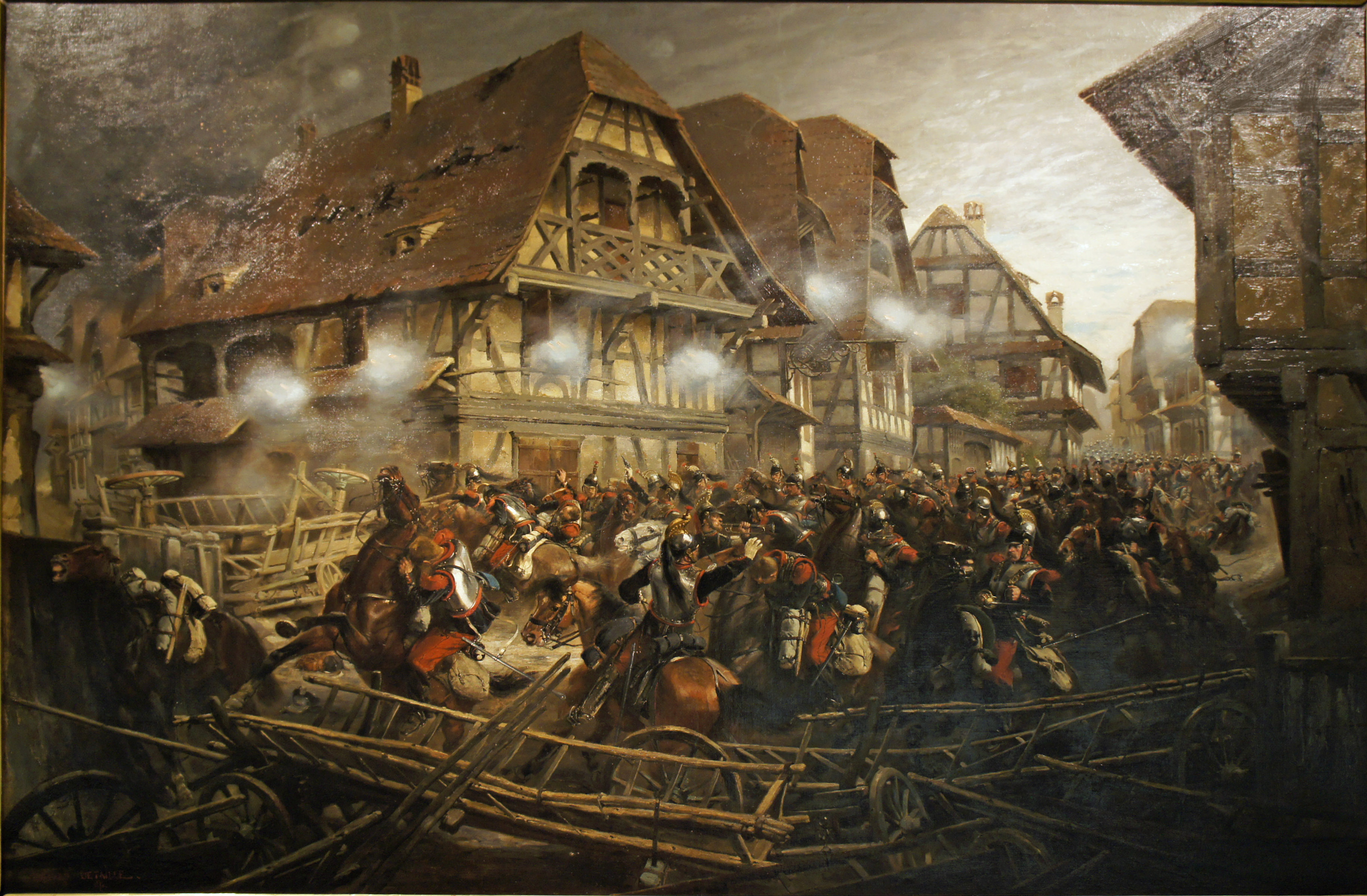
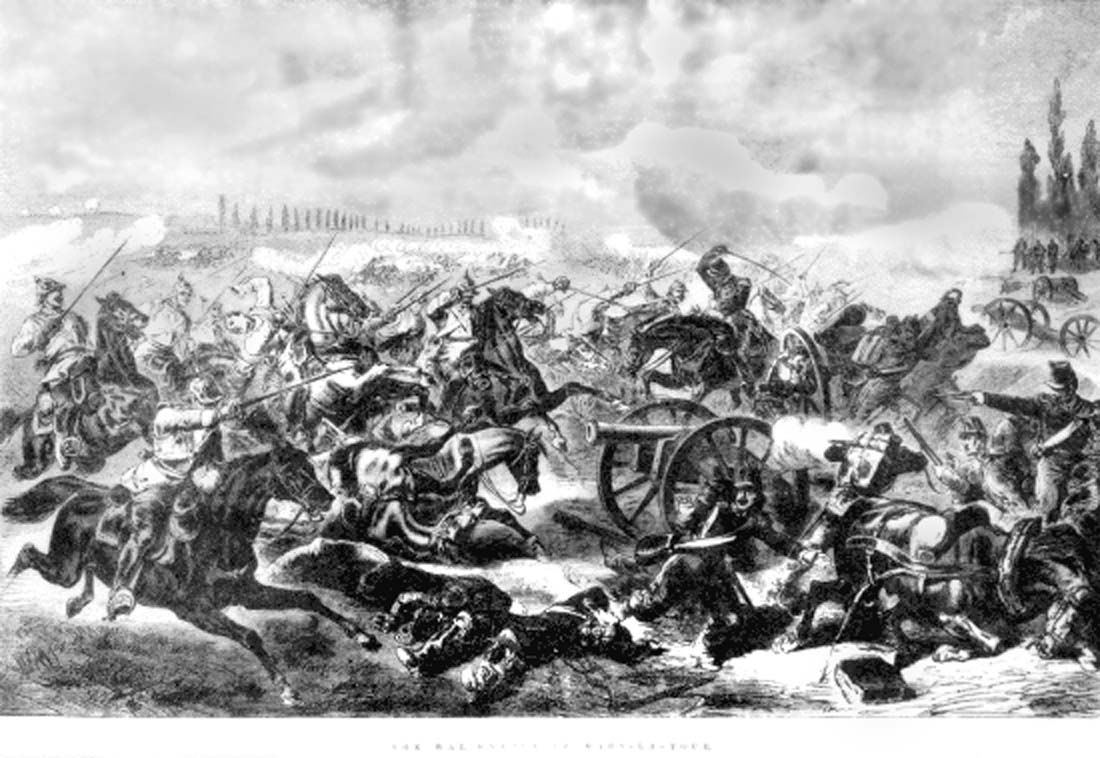
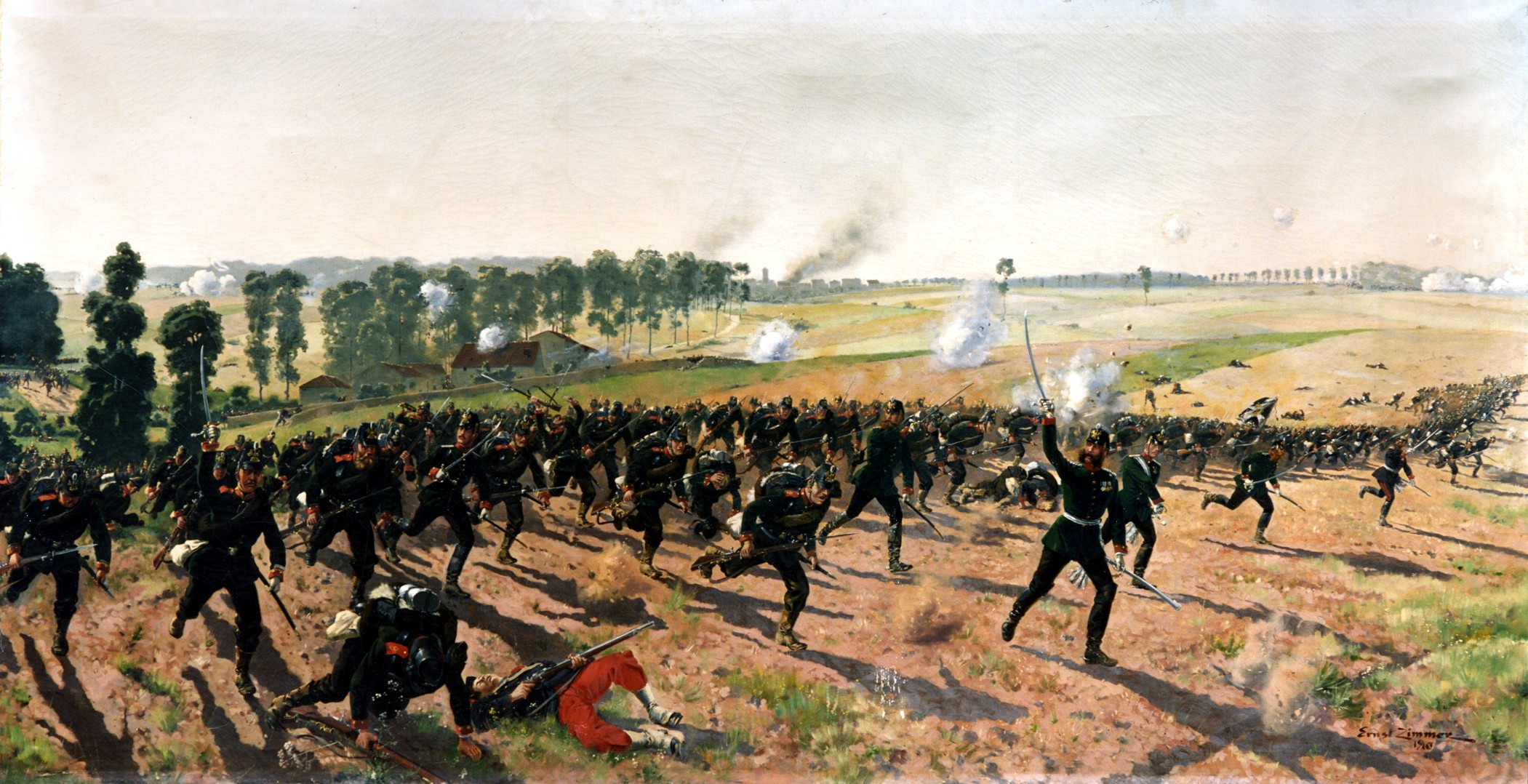
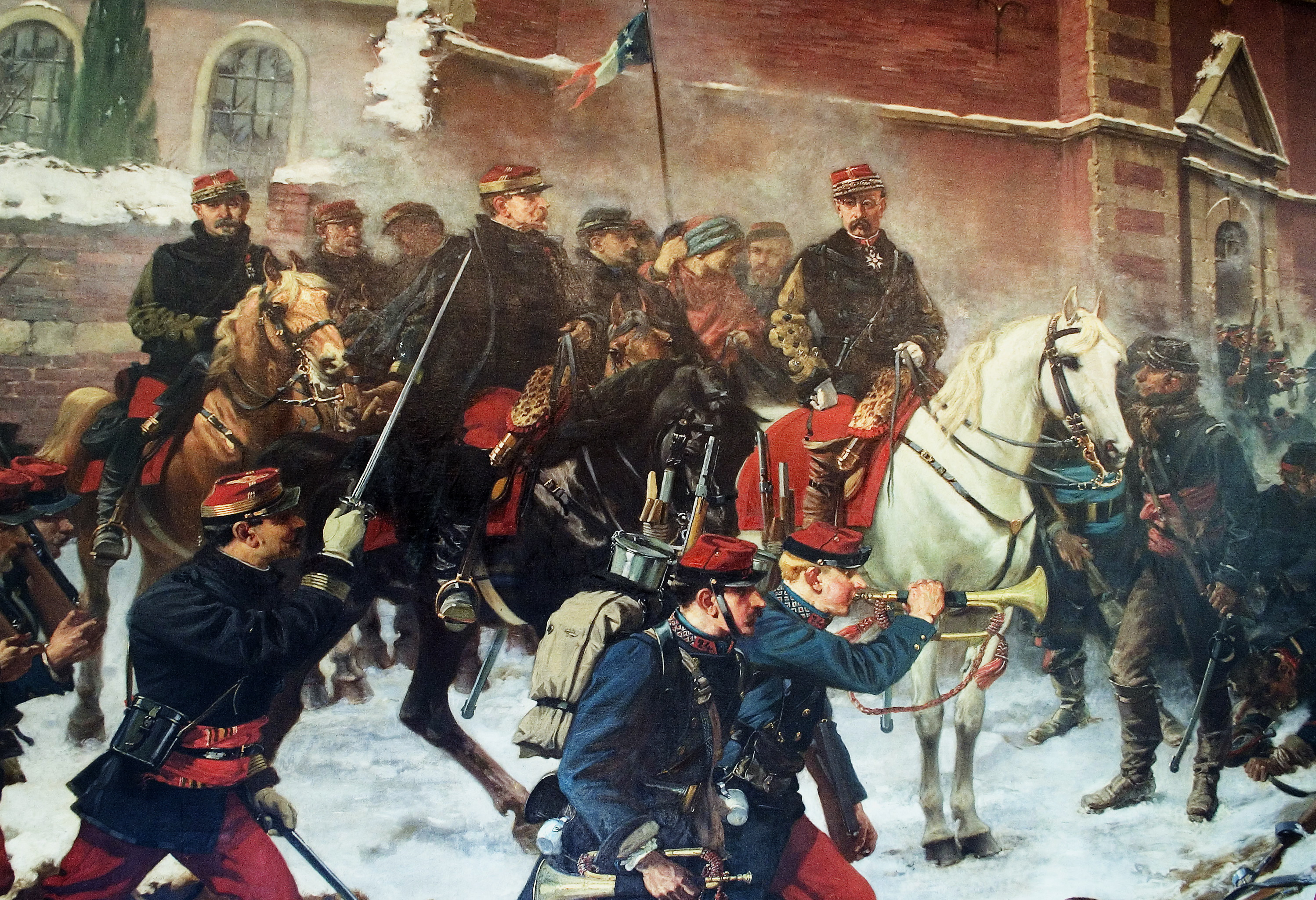

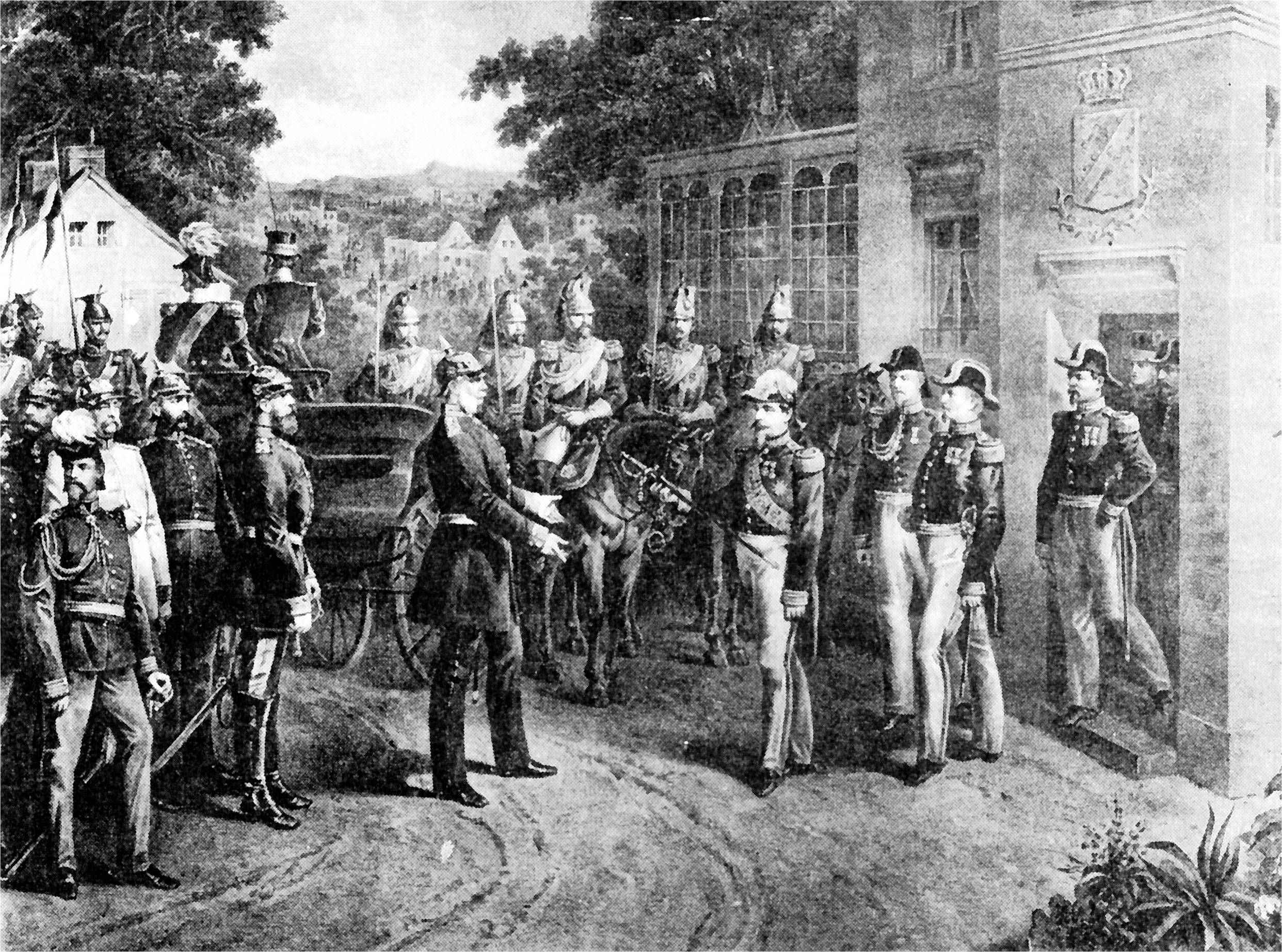
Capitularea lui Napoleon al III-lea

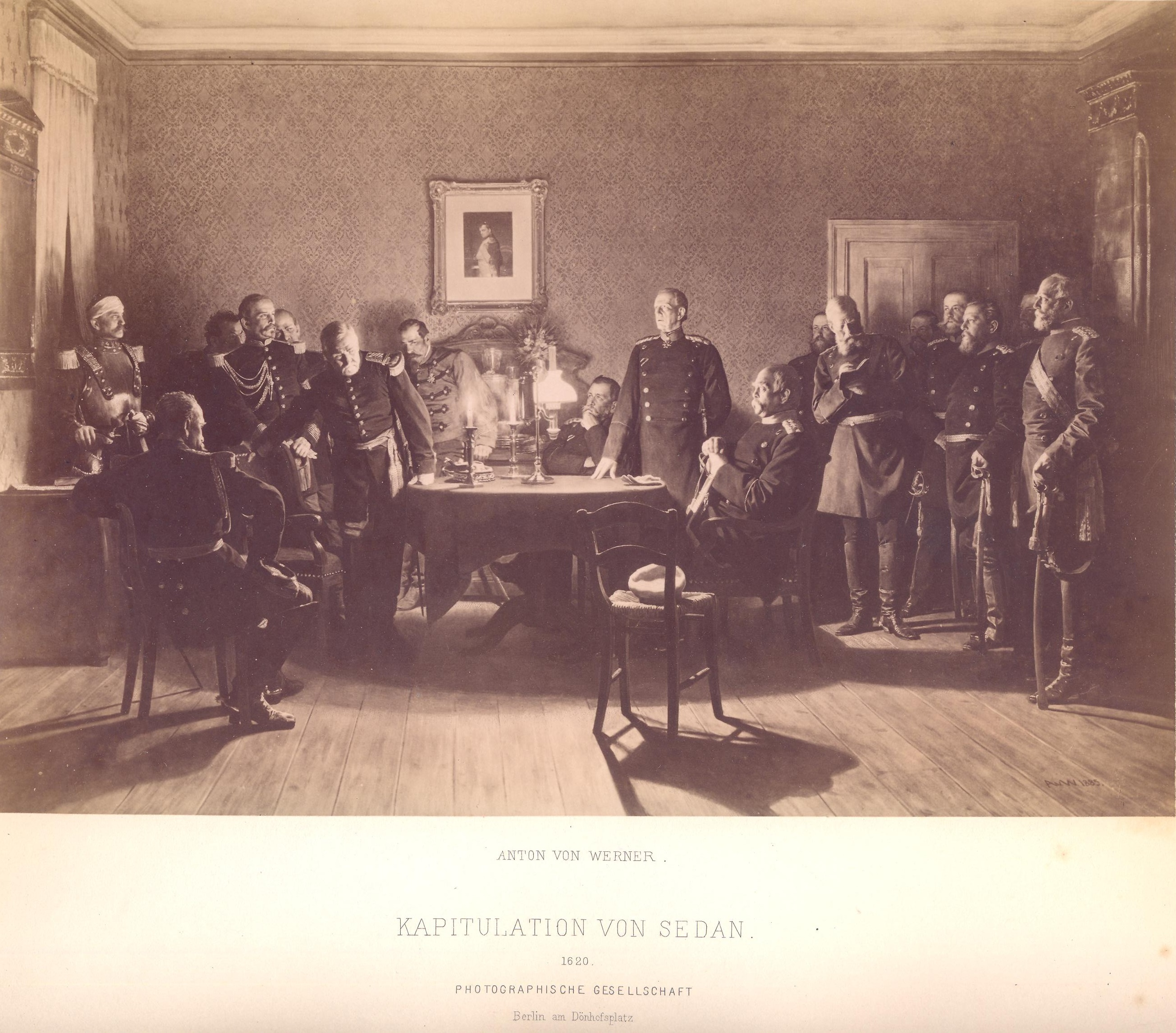
Capitularea de la Sedan

Din august 1870 francezii au suferit înfrângeri grele. Alsacia și Strasbourg au fost ocupate. Napoleon al III-lea a făcut imprudența de a pleca pe front. A avut multe de suferit și a trebuit să plătească cu tronul pentru grava înfrângere militară. La 4 septembrie 1870, regimul imperial s-a prăbușit. Republicanii au ocupat primăria Parisului și au format un guvern de uniune națională, proclamând republica fără nicio rezistență.Aflându-se dezastrul de pe front în capitală, nimeni nu a mai izbutit să apere regimul imperial. Republica continua rezistență, dar fără a reuși să întoarcă soarta războiului. Armata germană nu putea fi respinsă și înfrântă. Parisul a fost asediat și bombardat, iar în ianuarie 1871 a fost semnat armistițiul și pacea. Franța a pierdut Alsacia și Lorena și a trebuit să plătească 5 miliarde de franci ca despăgubiri care vor fi achitate abia în 1873 când armata prusacă se va retrage. Napoleon al III-lea a fost luat prizonier.

## A Treia Republică Franceză(1870 – 1940)

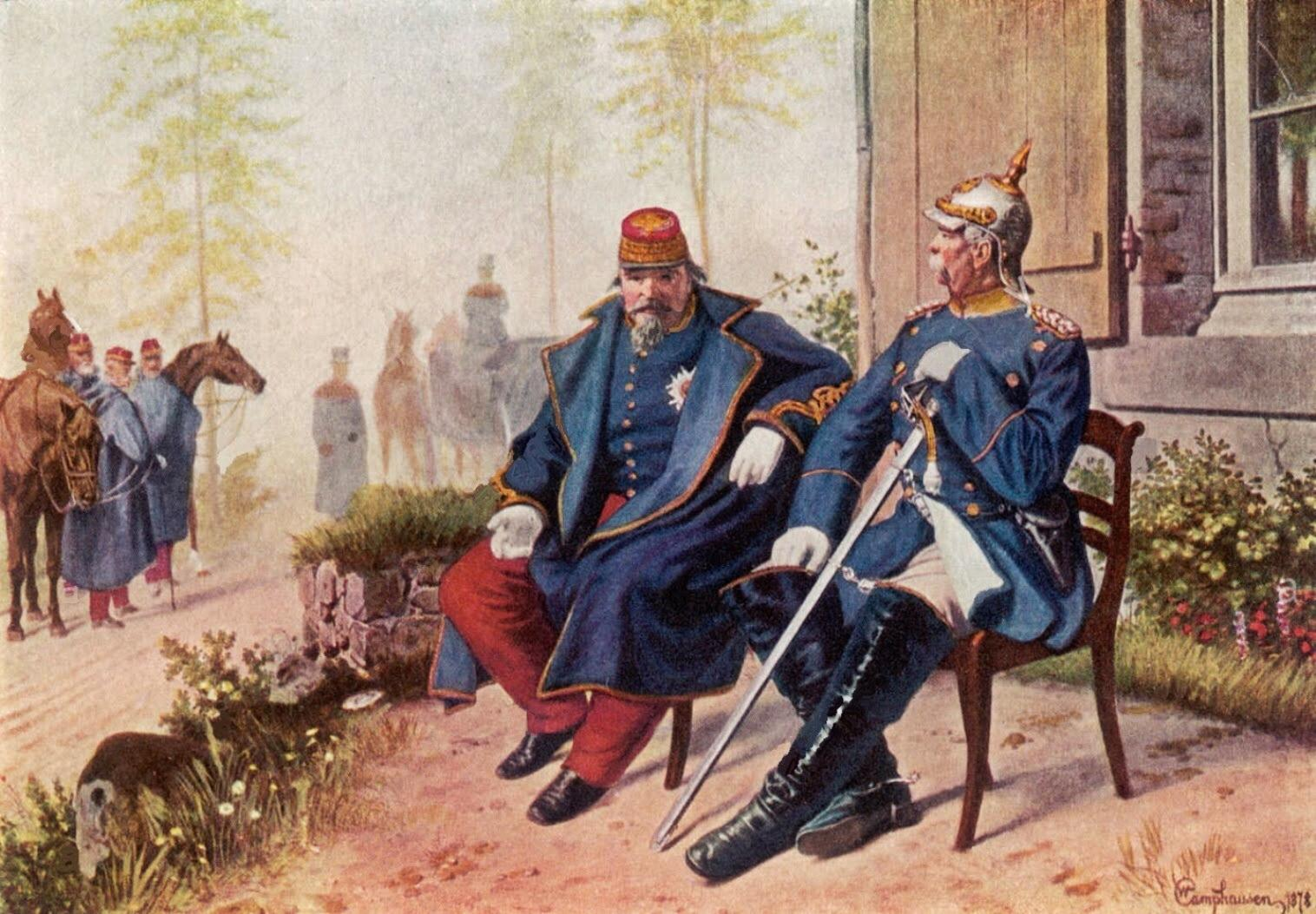
Bismarck si Napoleon dupa incheierea razboiului franco-prusac

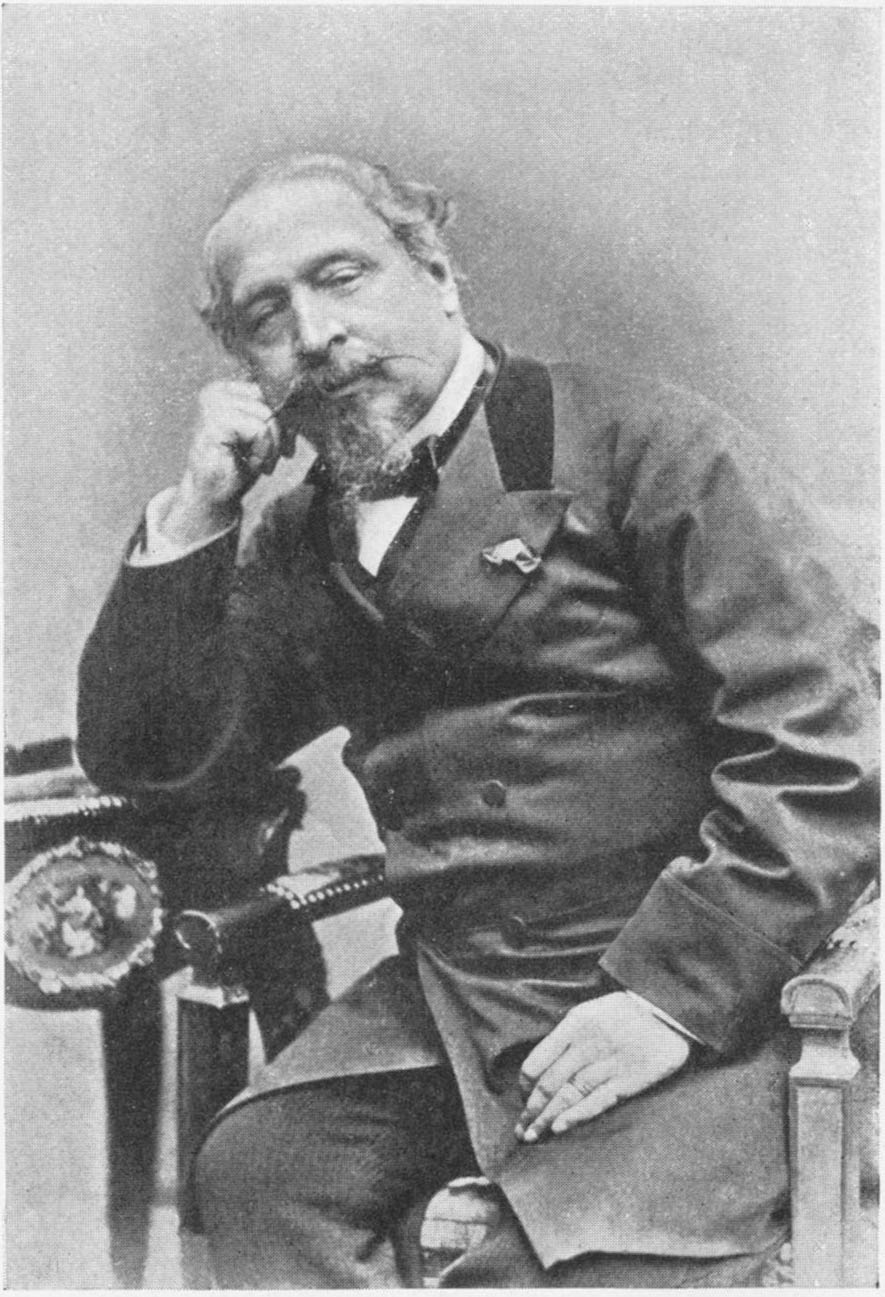
Napoleon Ludovic Bonaparte in ultimii sai ani de viata

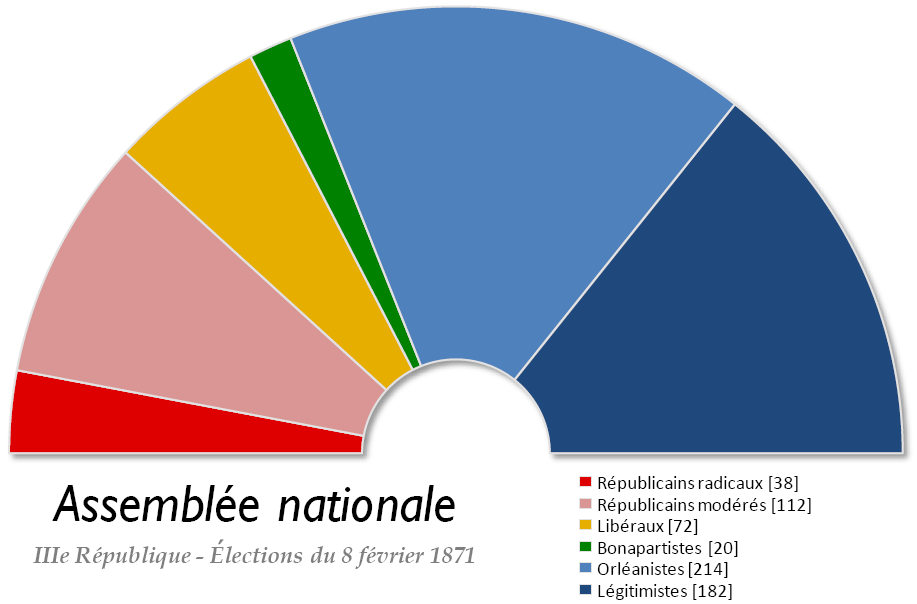
Camera Deputatilor in 1871

În urma înfrângerii de la Sedan împăratul a căzut, pe data de 1 septembrie 1870, în captivitate germană și a fost închis în castelul Wilhelmshöhe din Kassel.
După eliberarea din detenție în 19 martie 1871 Napoleon   s-a stabilit la Chislehurst, unde a decedat la data de 9 ianuarie 1873.
După căderea imperiului și arestarea lui Napoleon, regimul imperial nu mai avea resurse pentru a supraviețui. La 4 septembrie 1870 s-a proclamat republica. Războiul este însă prelungit inutil și abia în ianuarie 1871 este încheiat un armistițiu ca soluție acceptată de Bismark până când Franța va instituit un regim legitim care să fie mandatat să încheie un tratat de pace. Sunt astfel programate noi alegeri parlamentare. 
Se revine la structura parlamentului unicameral. Alegerile au loc în februarie pentru o Adunare Națională care devenise constituantă în condiții dificile. O parte din Franța era ocupată, iar guvernul nu-și mai putea exprimă autoritatea. Conservatorii și monarhiștii sunt câștigătorii acestor alegeri. Francezii doreau ca războiul să fie încheiat, teritoriile să fie eliberate și regimul politic să fie unul moderat și stabil pe plan intern după ce Parisul trecuse printr-un asediu al trupelor germane și bombardat de artileria germană. 
Din Garda Națională, cu o recrutare restrictivă, fiind admiși doar reprezentanții burgheziei și cei ai clasei de mijloc, făcuse parte și proletariatul, constituind batalioane din clasele urbane. Avea însă lacune de organizare și comandă. Doar 30 000 de soldați erau disponibili pentru luptă, conduși de reprezentanți aleși. Era singură forță militară semnificativă din capitală. Avea propriile ei viziuni politice și convingeri de stânga. Avea un rol politic evidențiat prin pozițiile adoptate față de republicani de către Comitetul Central al Gărzii Naționale. Au urmat lupte între guvern și militarii Gărzii Naționale. Au fost comise două tentative de lovitură, dar care au fost dejucate. Guvernanții francezi s-au refugiat spre vest, alături de parlamentari, stabilindu-se la Bordeaux. Neexistând o autoritate legitimate de un vot popular, începe lupta deschisă pentru controlul politic în Paris. Situația se agravează în martie 1871 când guvernul dorește să-și afirme autoritatea asupra capitalei. Garda Națională devenise un element perturbator fiindcă avea acces la cantități mari de armament. Se încearcă confiscarea artileriei, această fiind poziționată într-un cartier din vestul Parisului, Montmartre. Comandanții, cei doi generali, sunt însă capturați și executați. Începe un conflict deschis între guvern și parlament și comitetul central al Gărzii Naționale. Guvernul pleacă din Paris și s-a stabilit la Versailles, alături de Parlament avându-l ca lider pe Adolphe Thiers.
Armata franceză a suferit două înfrângeri catastrofale: la Metz unde 170 000 de soldați francezi au capitulat în față armatei germane și la Sedan. 
După ce pe 18 martie 1871, guvernul părăsise Parisul, Garda Națională a decis să organizeze alegeri municipale, fiind aleși membrii Consiliului Municipal. 
Din oraș please și burghezia, astfel alegătorii erau doar muncitorii de extremă stânga. 
Se remarcaseră doar câteva grupări politice: 
- Neoiacobinii: Adepții Dictaturii Iacobine-se dorea un comitet care să reziste împotriva germanilor și adversarilor politici
- Blanchistii: Adepții lui Auguste Blanqui-un revoluționar francez, un grup organizat care dorea să desfășoare o lovitură de stat și să instaureze o dictatură cu reforme cu caracter socializant (transformarea proprietății private într-una socială)
- Gruparea marxistă-adepții secției franceze a naționalei muncitorilor
- Anarhiștii-adepții filosofului francez Charles Joseph Proudhon, care aveau o influență în Comună din Paris, impunând un document pragmatic: Declarație către Poporul Francez.

### Comuna din Paris

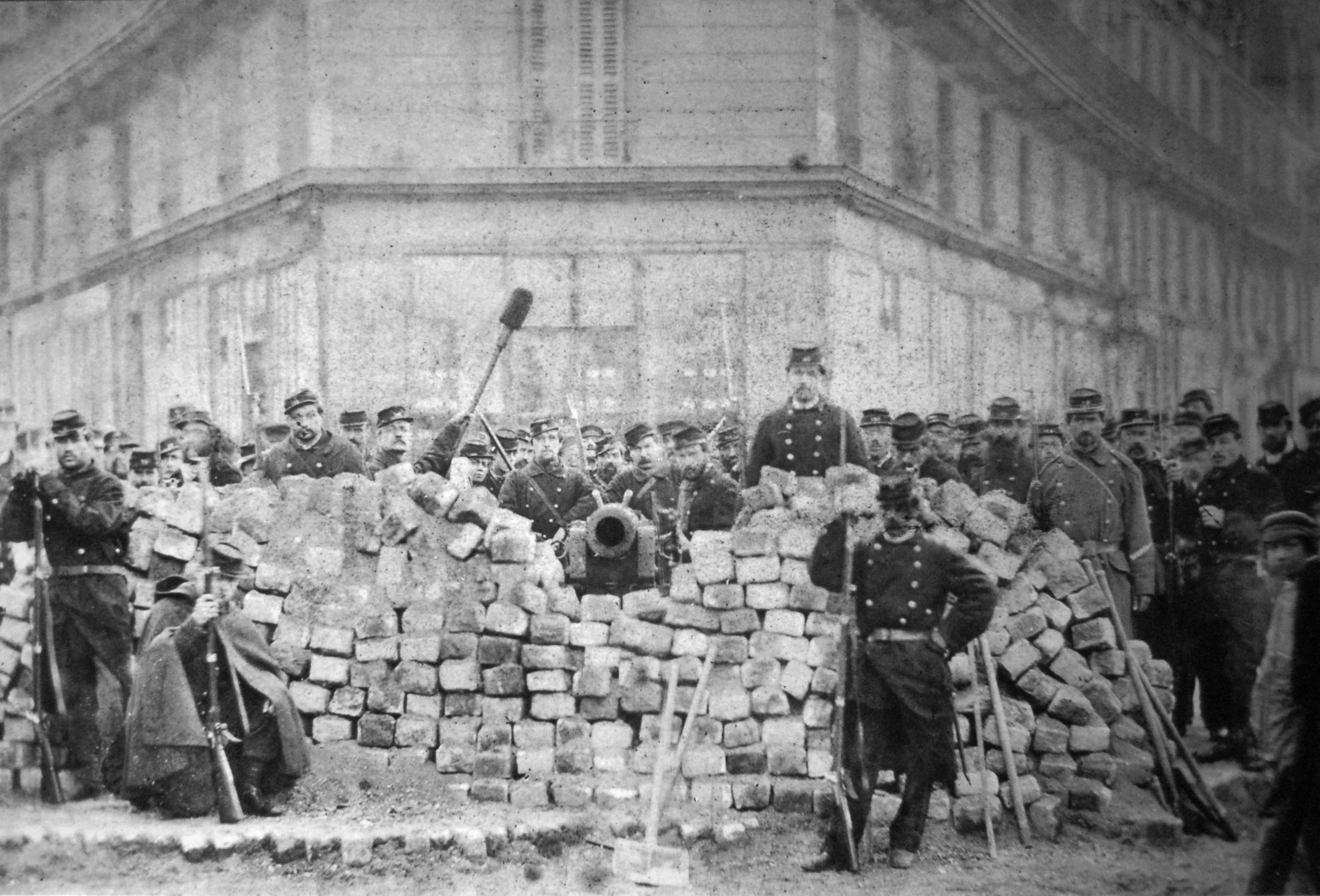
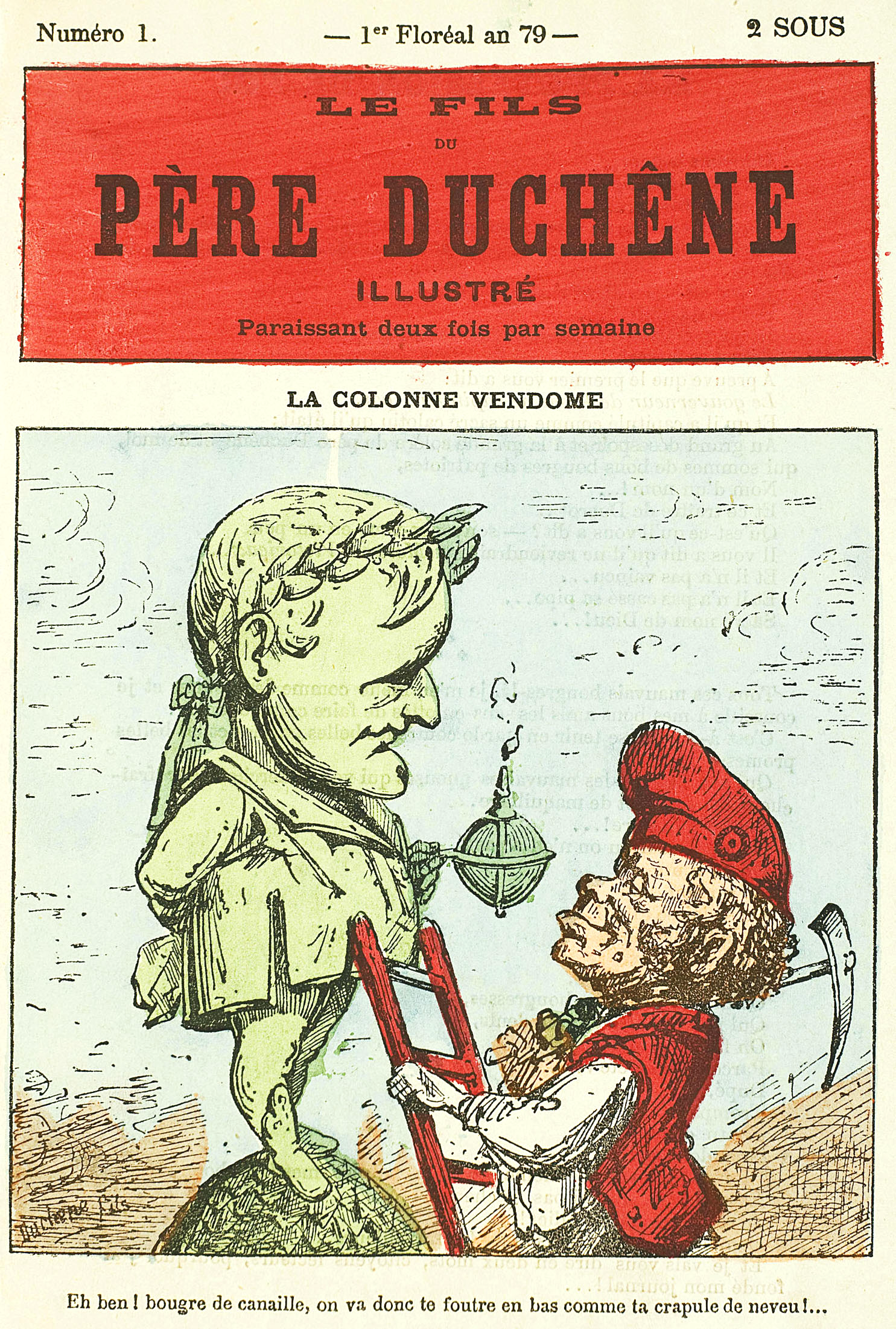
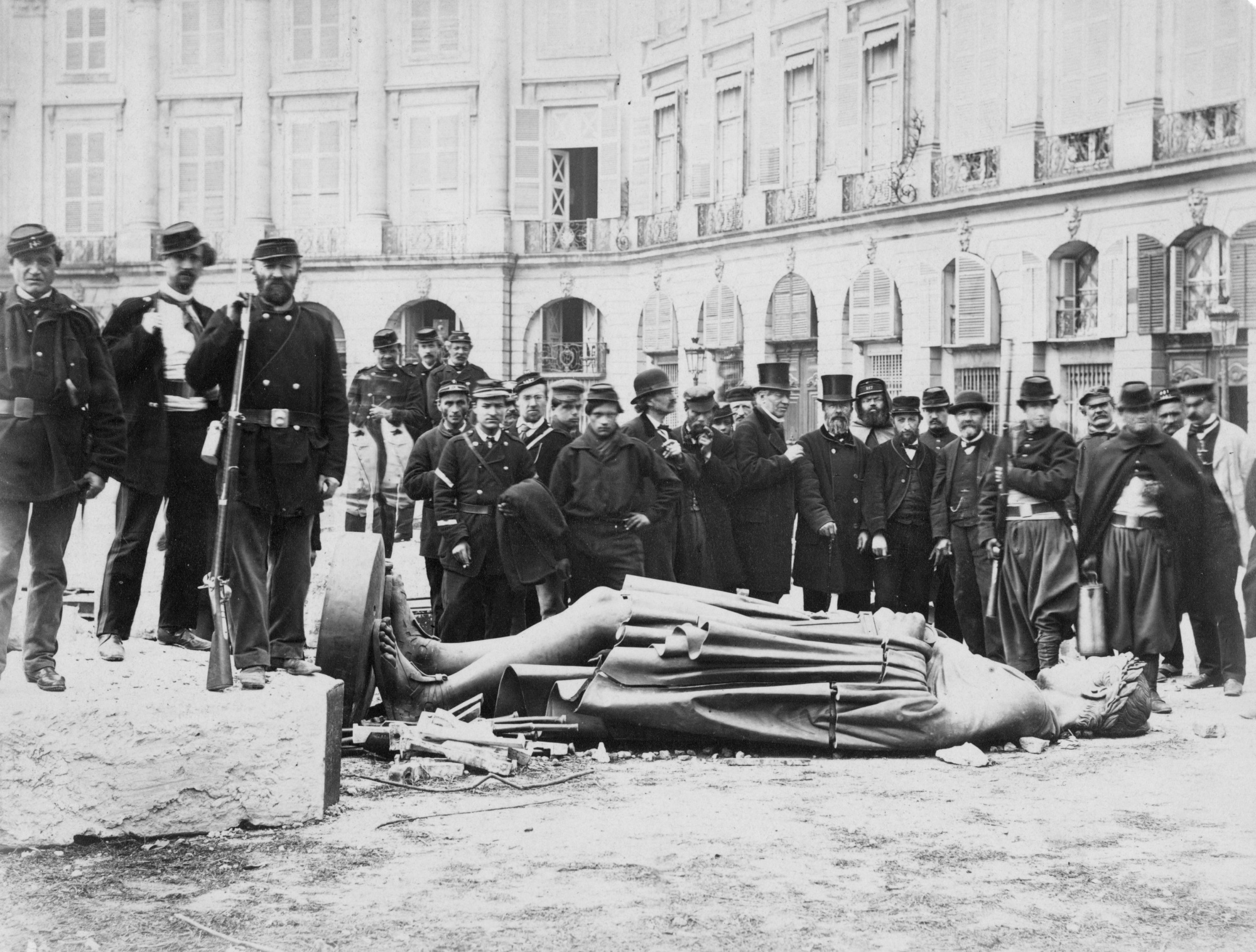
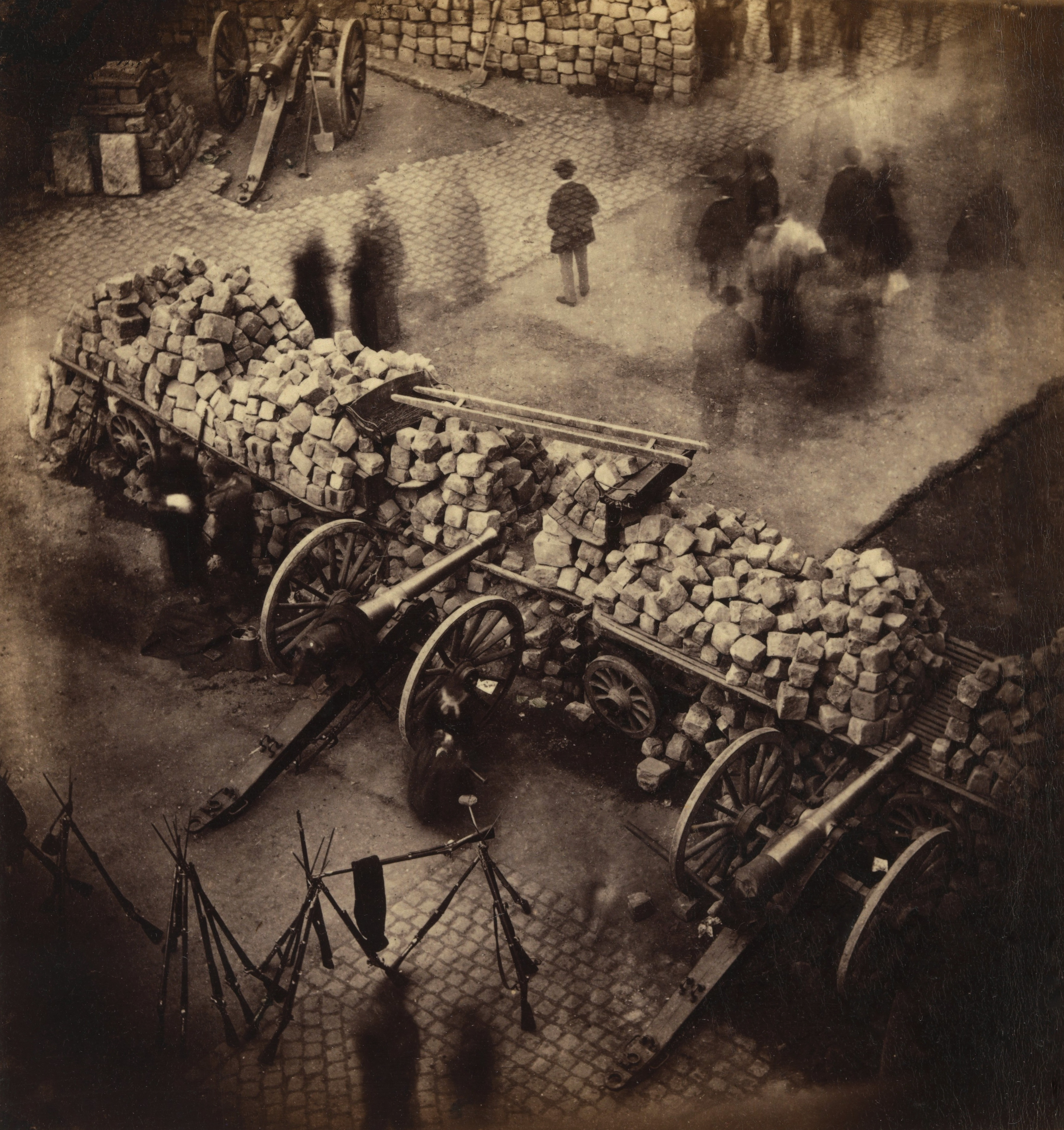
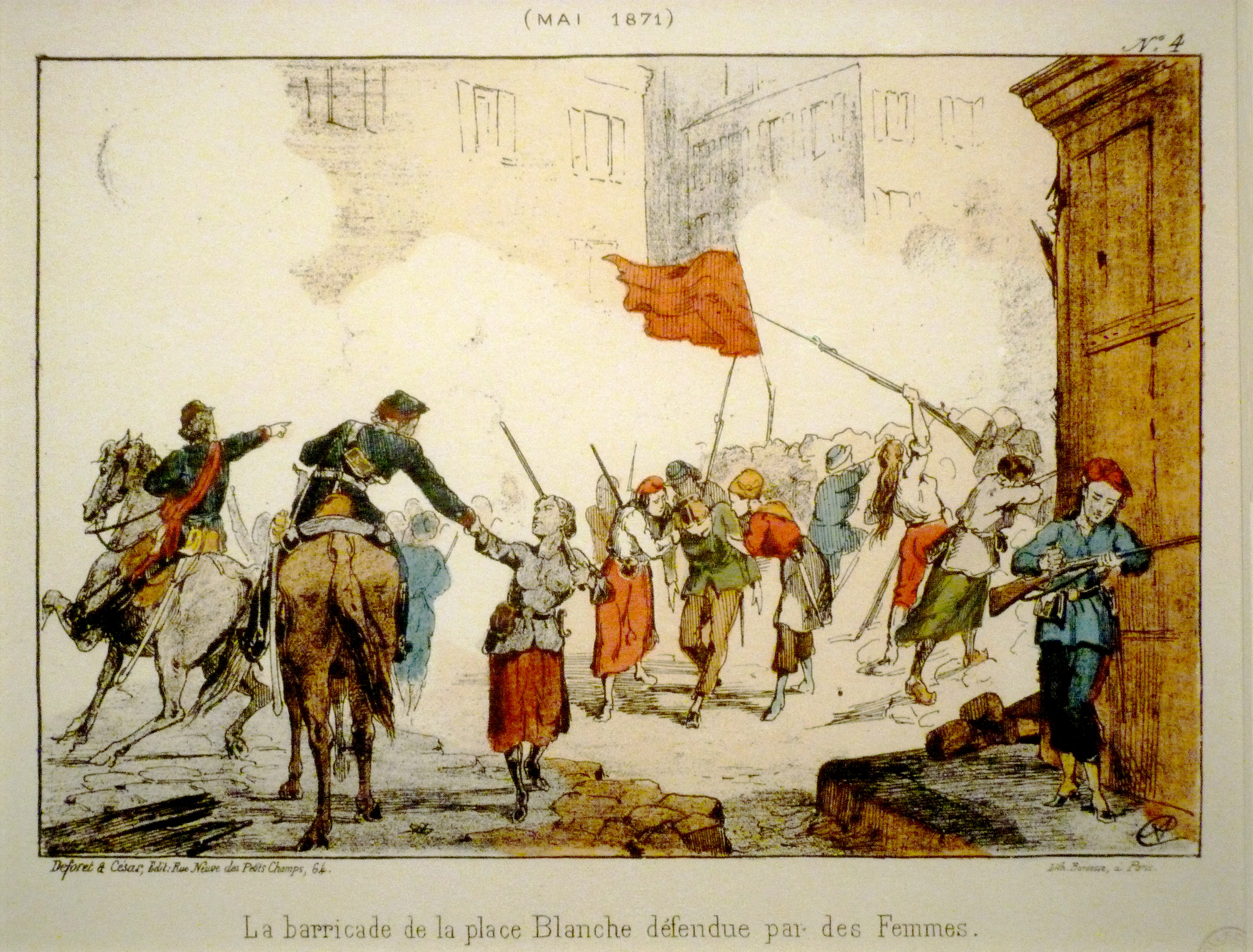
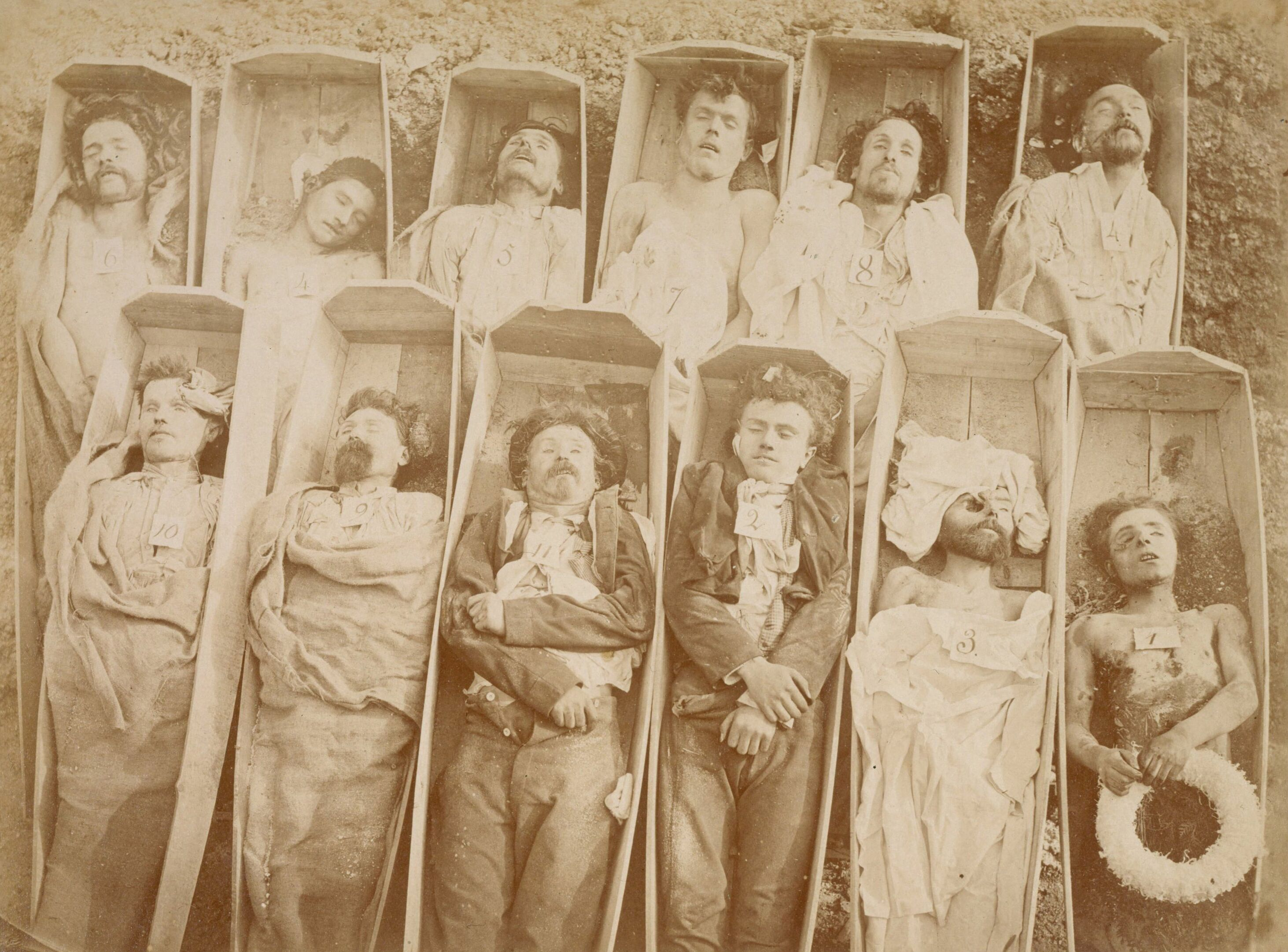
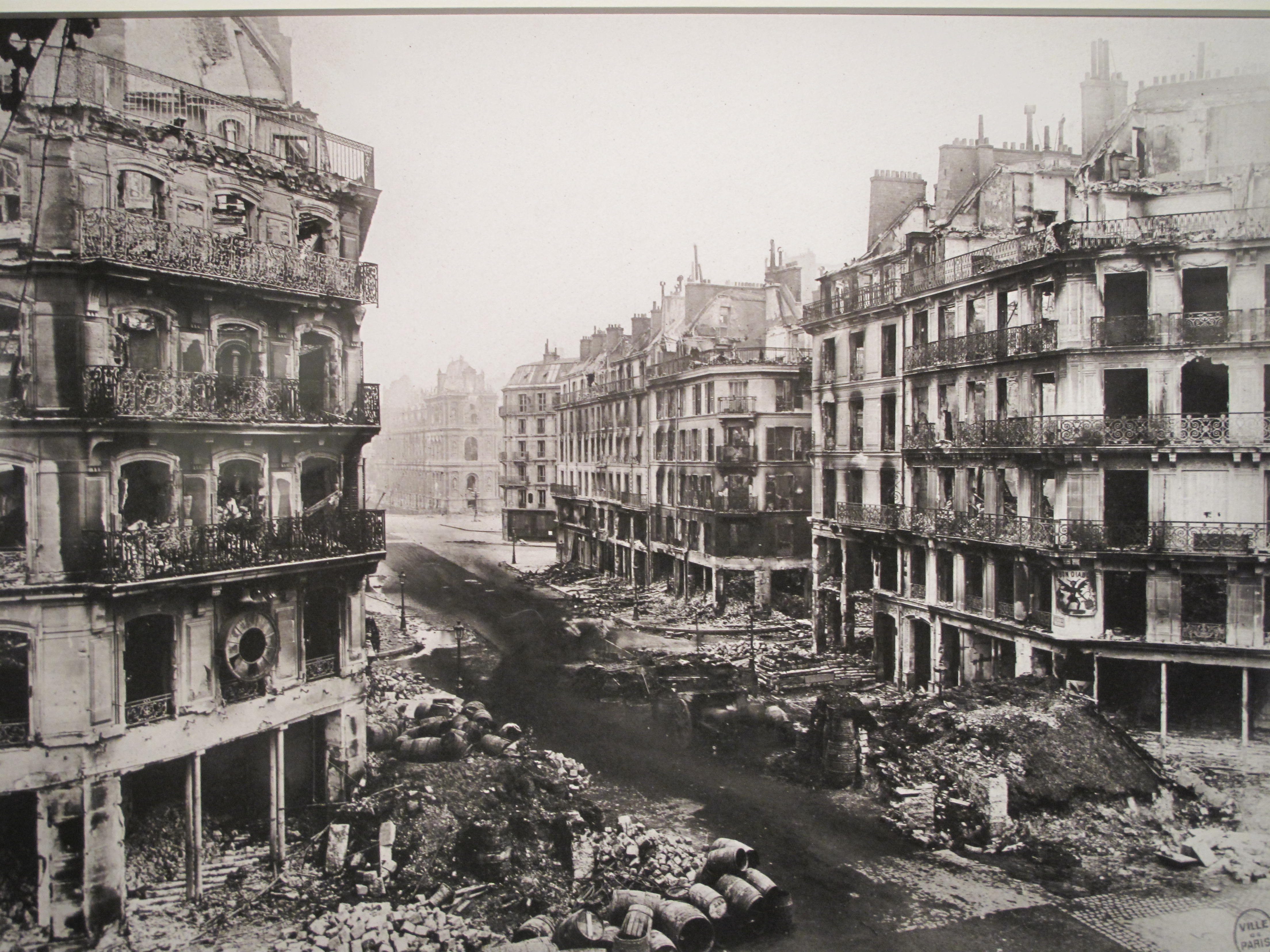

Parisul invită celelalte comune (localități din Franța) să se organizeze liber și să se federalizeze ca Franța să devină o federație de comune egale. 
Pe baza unor câtorva comisii, s-a organizat Comuna din Paris. Cea mai importantă era Comisia Executivă, urmată de Comisia Militară care se înfruntă cu guvernul. Comună din Paris a reprezentat o formă de revoltă a parizienilor împotriva puterii. Poziția pe care o avea Comună din Paris era de rebeliune împotriva Parlamentului și guvernului lui Thiers. Dar Comuna nu a reușit militar să-și asigure autoritate când la conducere era un dualism. Din rivalitatea celor două tabere a avut de câștigat guvernul de la Versailles.
Comuna din Paris avea o comisie militară, o comisie a aprovizionării, o comisie a învățământului și comisia pentru politică externă. Dar cum Parisul era înconjurat de armata germană, iar guvernul și parlamentul de la Versailles își pretindeau puterea și armata franceză se retrăgea, Comună din Paris era izolată de restul lumii. Garda Națională, în urma unui atac asupra Versailles-ului, a fost înfrântă, iar comunarzii au încetat orice ofensivă. 
Între timp, izbucnise un război civil în Paris: au avut loc încercări de conciliere, intervenind și intelectuali francezi, dar fără succes, astfel, pozițiile s-au radicalizat. Comuna din Paris a folosit legea ostaticilor prin care capturau personae suspectate a fi opozanți-înalți funcționari, clerici, chiar și arhiepiscopul Parisului. 
Pe 20-28 mai 1871, guvernul de la Versailles conduce o ofensivă împotriva Parisului. Au loc lupte de stradă, sunt impuse barricade. Dar datorită sistematizării și modernizării, pericolul unui război de gherilă în Paris fusese eliminat. Armata beneficiase de pe urma bulevardelor deschise la Paris. Armata a întâmpinat o rezistență hotărâtă, dar slab echipată. În cele din urmă, comunarzii au fost înfrânți.
Când armata a intrat în Paris, luptele de barricade au început după ce forturile au fost învinse. În cursul “Săptămânii Sângeroase”, comunarzii au executat sumar o serie de ostatici, chiar și pe arhiepiscopul Parisului. 17-20 000 de parizieni ostatici au fost uciși. Garda Națională a fost desființată, iar rebelii au fost condamnați sau expulzați.

### Consolidarea Republicii

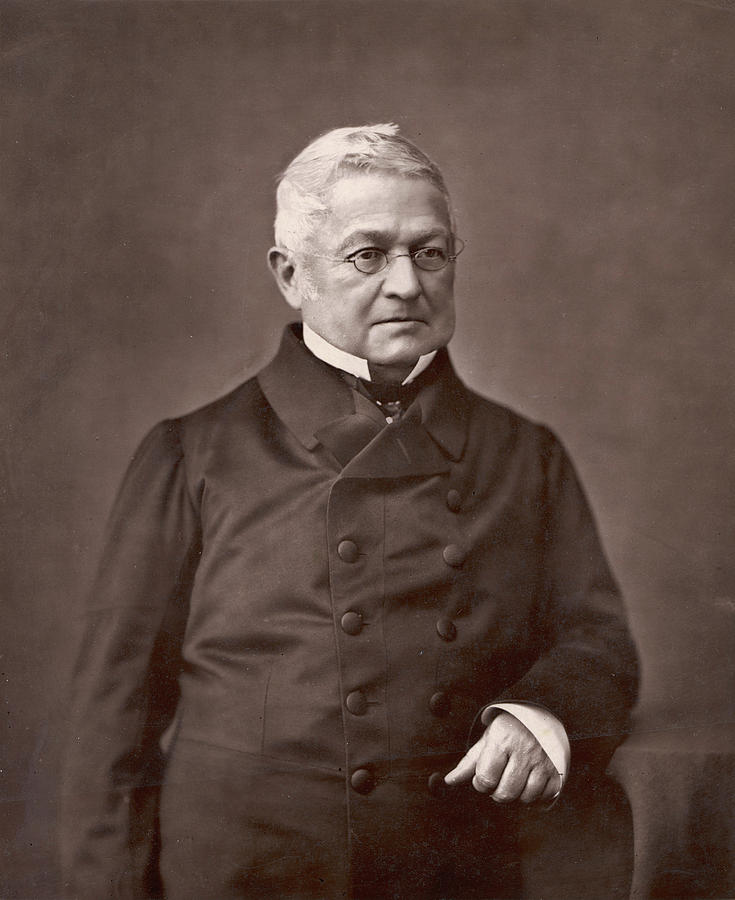
Adolphe Thiers

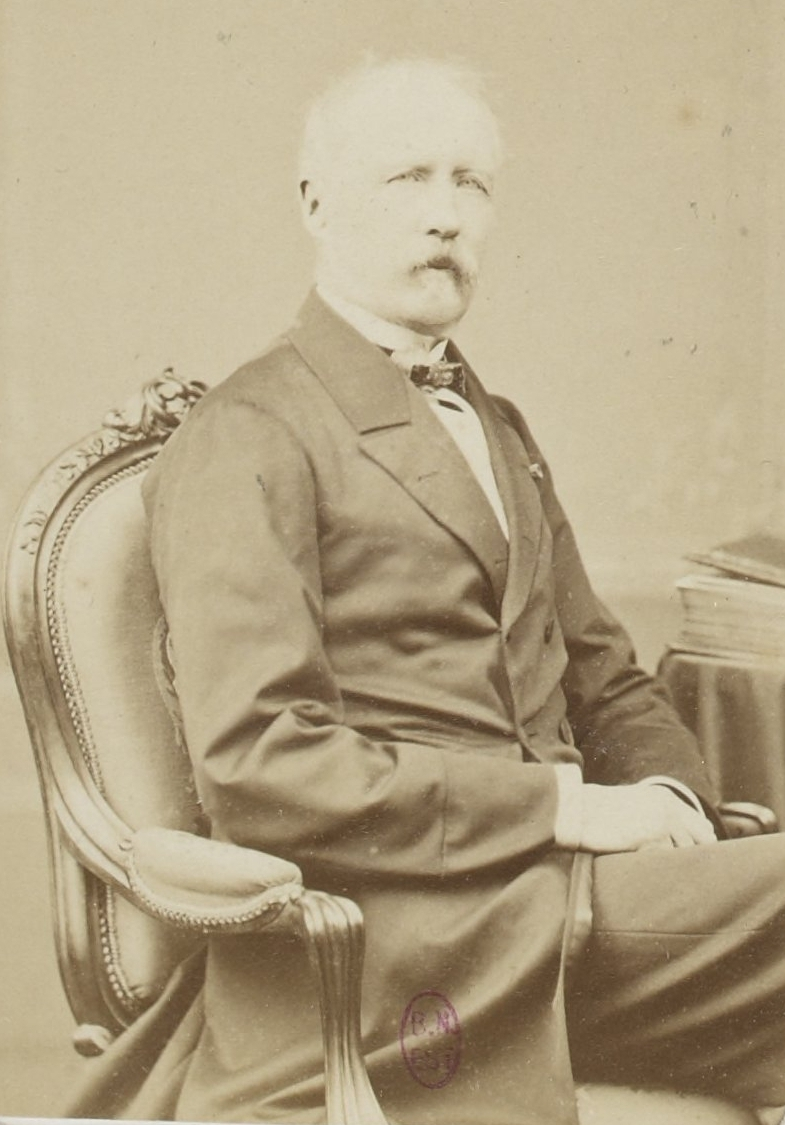
MacMahon

Economia era la pământ, nu exista autoritate, teritoriile erau ocupate, iar parizienii erau supuși asediului și foametei. Replici ale Comunei au avut loc la Lyon și Bordeaux. În Paris au loc lupte de stradă din care rezultă mii de morți. 
Republicanii aveau ca principala misiune consolidarea republicii și obținerea controlului asupra instituțiilor. 
Republica a treia nu avea o constituție, fiind adoptate ulterior o serie de legi care vor constitui baza constituției. În 1871, la Bordeaux, Adolphe Thiers este ales președinte al statului, fiind un compromise între monarhiști și republicani.Consideră că încă nu era momentul potrivit să se abordeze formă de guvernare. Acesta a încălcat acest acord ulterior și s-a proclamat în favoarea republicii. 
Legitimiștii și Orleaniștii susțineau revenirea monarhiei, ambele formând o mică majoritate. Cele două grupări cădeau de acord că Contele de Paris (candidatul grupării orleaniste) să fie desemnat “monarh”. Legitimiștii doreau o monarhie autoritară. Orleaniștii doreau o monarhie militară. Contele de Chambaud era atașat de simbolurile regaliste și nu voia să renunțe la drapelul alb, deși tricolorul era deja utilizat de câteva decenii și acceptat de întreagă populație a Franței. Nu se putea ajunge la un acord și inflexibilitatea contelui de Chambaud a făcut ca Franța să nu revină la monarhie.
În 1873, cel de-al treilea președinte al Franței, Patrice de MacMahon (republican moderat), Duke of Magenta, a refuzat să-i permită prezența pretendentului în parlament. Eșuează astfel cea mai mare tentative de reinstaurare a monarhiei. 
Thiers nu mai respectase acordul de la Bordeaux și va fi pus în inferioritate de majoritatea monarhistă, în locul sau fiind ales MacMahon, considerat util cauzei monarhiștilor. 
Este adoptată o lege în care se stabilize durata mandatului președintelui la șapte ani. În 1875 au fost adoptate și alte legi privind organizarea statală, instituțiile statului, constituind împreună Constituția noii republici care presupunea separarea puterilor în stat. Puterea executive era reprezentată de un președinte ales pe o durata de șapte ani de către Parlament. Președintele era reeligibil, era șeful puterii executive, numea guvernul, dar era responsabil în fața sa, și numai cu acordul Senatului putea să dizolve Camera Deputaților. Era comandantul armatei, numea fucționarii superiori și militarii de rang înalt.
Puterea legislativă era reprezentată de Parlament bicameral, format din Senat și Camera Deputaților. Senatul avea condiții de alegere și eligibilitate, reprezentând interesele provinciilor și departamentelor. Senatorii erau aleși la nouă ani, dar se reînnoiau câte o treime din ei o dată la trei ani. Există o categorie de senatori inamovibili, 75 din 300 fiind aleși pe viață până în 1884, după care toți senatorii aleși aveau aceeași durata de mandat.Camera Deputaților era aleasă prin vot universal. 
Ambele camera alegeau președintele. Președintele era demis doar de Senat pe baza unor acuzații grave. Puterea judecătorească era independentă. 
Conform constituției din 1875, Franța devenise o republica prezidențială.
În 1876 au avut loc alegeri după nouă legislație după ce Adunarea Națională s-a autodizolvat. Republicanii își asigura o mică majoritate în Camera Deputaților. MacMahon intră cu aceștia în conflict și îl dezavuează pe premier, considerând că acesta trebuie să demisioneze. A dizolvat Camera Deputaților. Au loc alegeri tensionante în care se implicaseră toate forțele politice, inclusiv președintele. Prin alegerile din 1877, republicanii au câștigat o largă majoritate. În 1878 au loc alegeri locale pentru localități indiferent de suprafață. Orașele mari ca Parisul încă nu aveau primari. A fost o campanie electorală intense. Republicanii obțin din nou o largă majoritate la reînnoirea periodică a Senatului. 
În 1879, guvernul îi prezintă președintelui MacMahon o lista cu generali monarhiști și conservatori . Aceștia trebuiau înlăturați din armata. MacMahon nu a putut să facă asta și s-a văzut forțat să demisioneze. Cele două camere  s-au întrunit și l-au ales ca președinte pe Jules Grevy care s-a angajat să nu dizolve Parlamentul. Franța tindea să devină o republica parlamentară în timpul mandatului său. Majoritățile erau fragile căci grupările politice puteau să încheie în Parlament diferite alianțe în funcție de interese. De multe ori, majoritățile se dizolvau din interese individuale. 
Apare astfel o instabilitate guvernamentală. Chiar și așa, Franța a progresat în această perioada dificilă. Înalții funcționari își aveau posturile stabile și își continuau proiectele. Miniștrii erau recrutați dintr-un grup restrâns de personae. 
Noul imn național era "La Marseillaise", drapelul era oficial Tricolorul cu inscripția R.F. , iar ziua națională era 14 iulie. Drepturile civile erau promovate. 
În 1881 era adoptată o lege împotriva cenzurării presei. Drepturile muncitorilor le sunt recunoscute și sunt create sindicate. Învățământul primar a fost laicizat în timp ce Biserica Catolică susținea restaurația monarhiei. Mulți clerici, episcopi și lideri catolici susținători ai Bourbonilor au plecat în exil. Republica devenise clar un inamic al Bisericii. Din 1869, Gambetta vorbea despre separarea Bisericii de Stat. 
Fetele erau educate în biserica de către învățătoare și învățători din Ordine și Congregații. În anii 1880-1882 au fost adoptate o serie de legi sub mandatul premierului Jules Ferry. Învățământul primar devenise gratuit , obligatoriu și laic. Instrucția religioasă nu mai era făcută, era însă prevăzută o zi pentru cei care doreau să urmeze un învățământ religios, dar nu în școlile publice. S-a depus un effort masiv pentru construirea școlilor. Biserica își putea menține școlile sub control, însă nu mai era finanțată. Printr-o lege din 1886, cadrul didactic era laicizat.
Republica a treia cunoscute crize politice până la Primul Război Mondial. Politică nu era foarte transparență. Francmasoneria jucau un rol politic major: mulți politicieni, miniștri și premieri erau francmasoni, promovați în funcții datorită statutului de membru. Franța era în continuare un stat democratic cu presă liberă. Instabilitatea guvernamentală era încă prezența : un guvern cu calități îndoielnice și un președinte care avea un rol decorative.

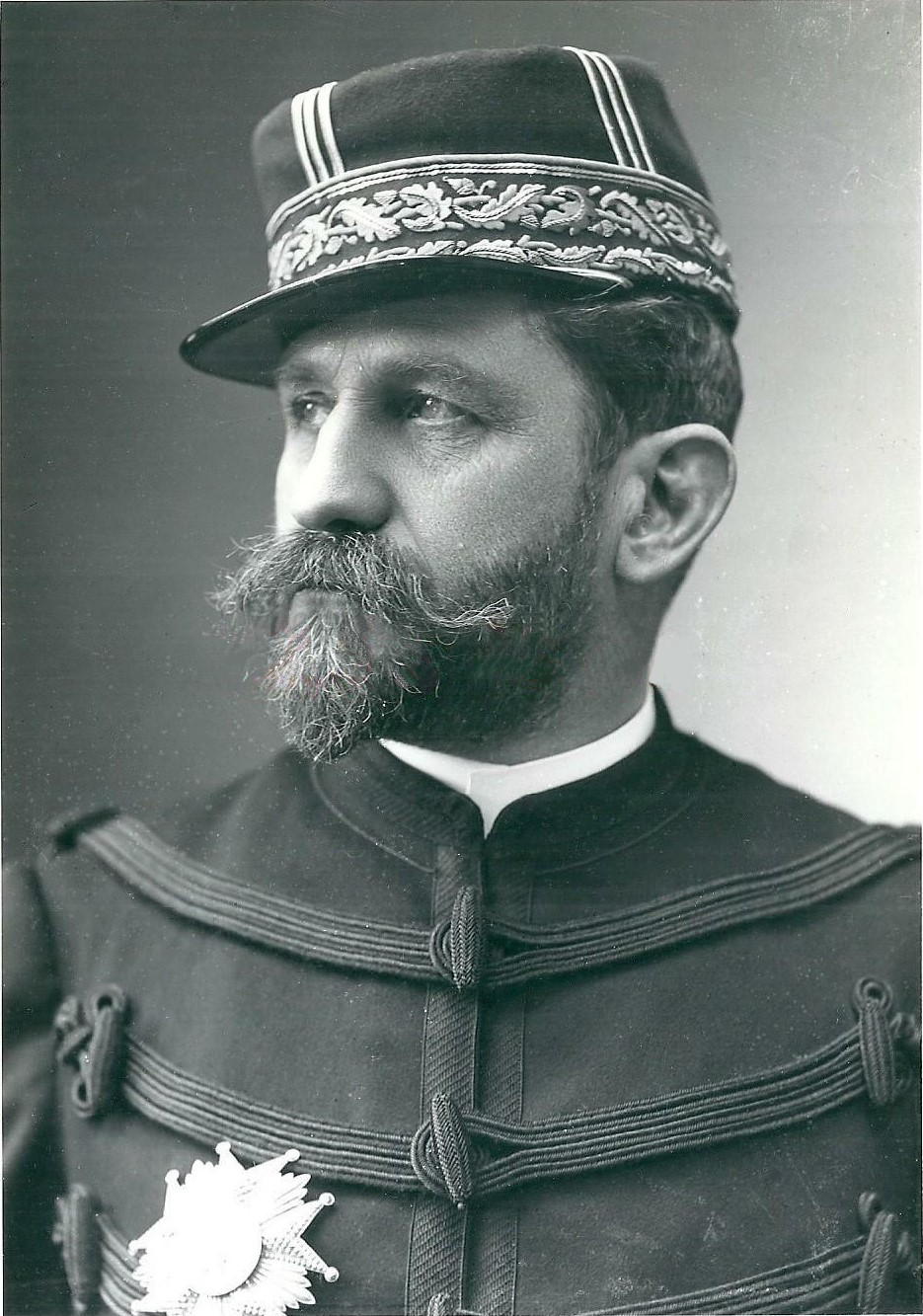
Generalul Georges Boulanger Nadar

În 1886, datorită unei combinații politice de culise, prin diverse influențe, generalul Boulanger a devenit ministru de război. Nobilii francezi aveau simpatii monarhiste în continuare în timp ce generalul era republican convins și patriot. Boulanger făcuse declarații belicoase față de Germania. Guvernul a fost remaniat, iar Boulanger a fost demis. În 1872, printr-o lege, armata avea interdicția de a face politică. Militarii nu puteau să voteze. Boulanger a fost transferat în provincie și a fost scos din armată. 
Partizanii săi republicani doreau un regim autoritar, un guvern mai puternic și s a fie introdus un referendum, deși constituția din 1875 îl interzicea. Se cerea că responsabilitatea executive să fie preluată de președinte. De Boulanger s-au apropiat bonapartiștii, socialiștii radicali și monarhiștii și grupuri antisemite , văzut că un posibil dictator al Franței și finanțat cu presă controlată.   
Boulanger a fost astfel lansat în jocul politic de către revizioniști și a candidat în mai multe locuri în Parlament, în 1889 fiind ales cu o majoritate zdrobitoare cu un sfer de milion de voturi din Paris. Popularitatea sa era la apogee, iar partizanii l-au îndemnat să dea o lovitură de forță, să organizeze o demonstrație în Paris și să preseze parlamentul să accepte modificările constituționale. Dar Boulanger nu a vrut să declanșeze o criză și a preferat să păstreze totul într-un joc parlamentar.
Adversarii săi, republicanii, s-au organizat crezând că e un mare pericol la adresa Republicii și au luat măsuri împotriva mișcării sale. Au fost lansate zvonuri de înalta trădare, iar Boulanger a fugit în Belgia și apoi în Anglia, unde se sinucide doi ani mai târziu. Mișcarea Boulangista intră astfel în declin. Politică nu se mai putea face într-un cadru discret. Politică se manifestă în stradă prin mobilizarea cetățenilor prin organizarea mitingurilor și apariția Ligilor care jucau rol de partide.

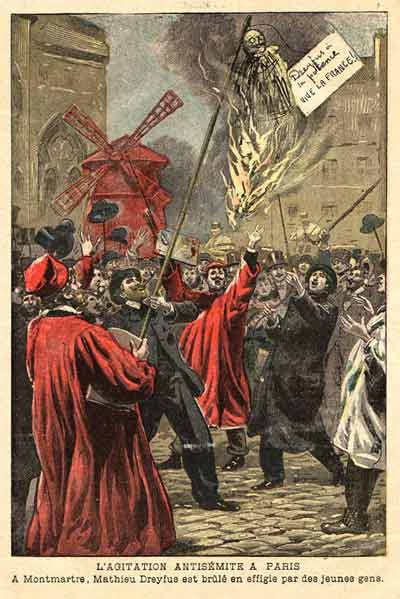
Agitatii antisemite

În 1882 apare Liga Patrioților care promova patriotismul francez care se manifesta în stradă și utiliza presa. 
Antisemitismul avea în Franța o intensitate virulentă și un succes, fiind promovat de teoriticieni ca Edouard Drumont care a scris “Franța Evreiască” în 1886 și a înființat un ziar, o tribună antisemită.

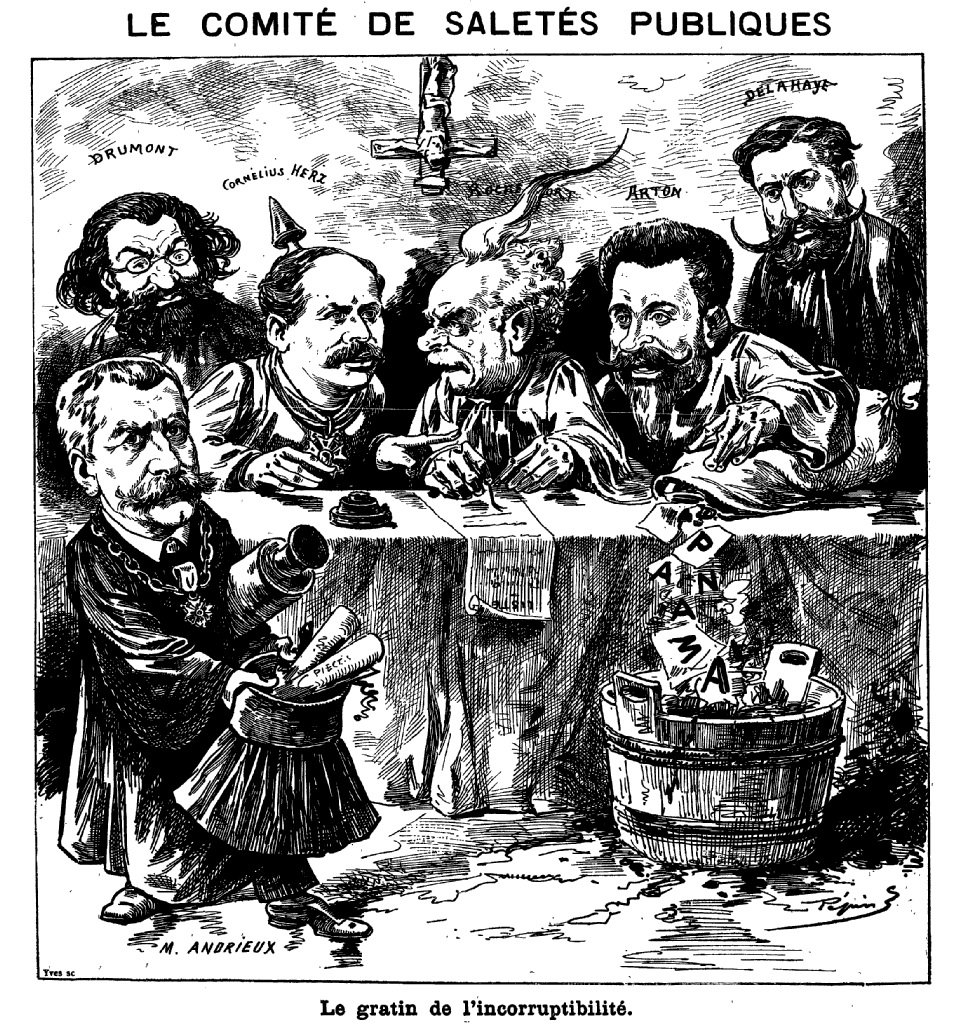
Caricatura despre Criza Panama

În 1892 a izbucnit Criza Panama. După ce construise Canalul Suez în 1879, Ferdinand de Lesseps a creat o societate cu capital internațional pentru construirea Canalului Panama. Proiectul a eșuat, iar compania a falimentat datorită proastei abordări. Afacerea a fost ascunsă din cauza corupției politice, iar parlamentarii corupți au cerut să se acorde noi fonduri acesteia. În aceste combinații financiare erau amestecați și afaceriști evrei. Procesele au fost mușamalizate. Un singur ministru a stat la închisoare pentru o perioada scurtă. 

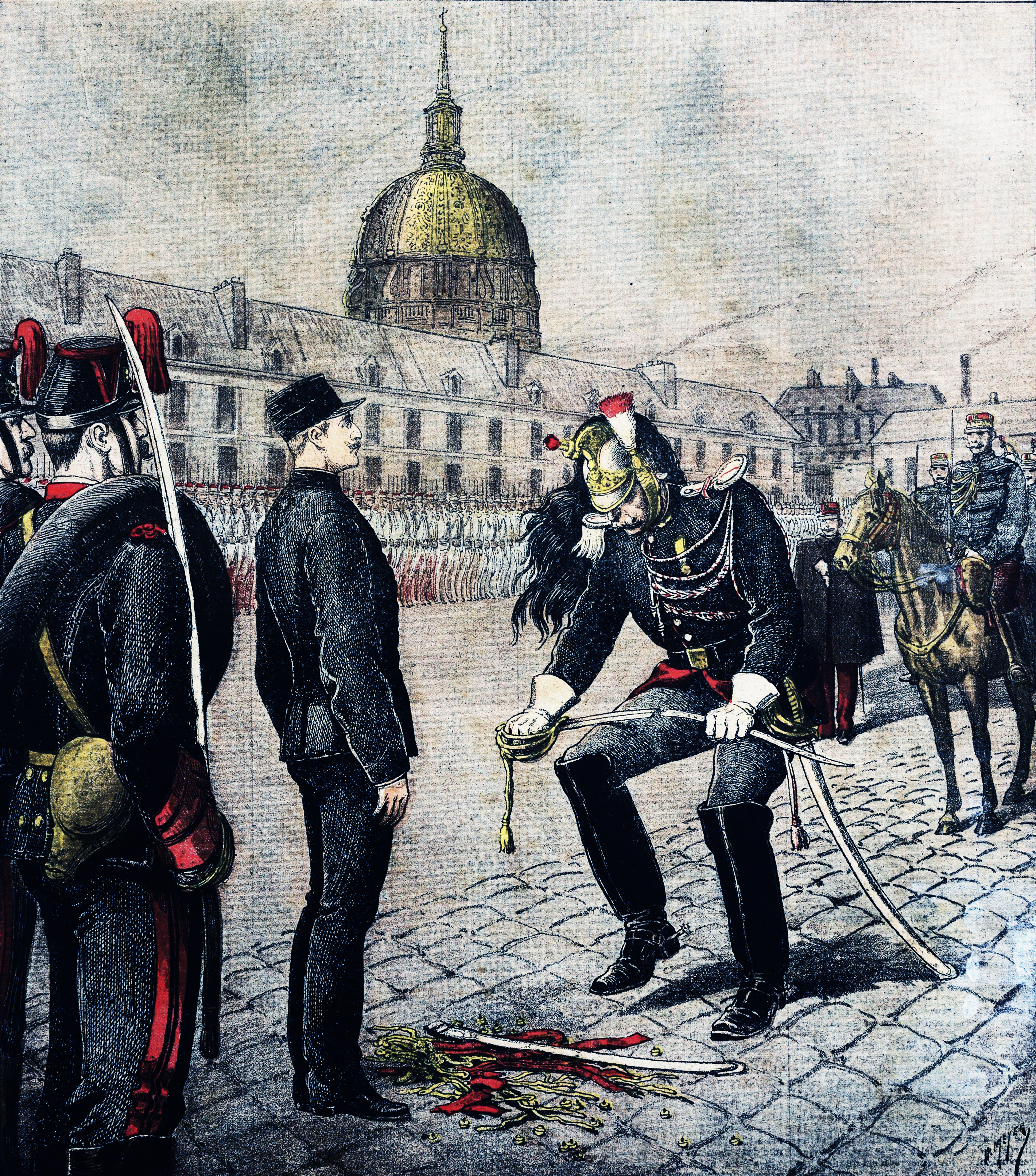
Degradarea lui Dreyfus

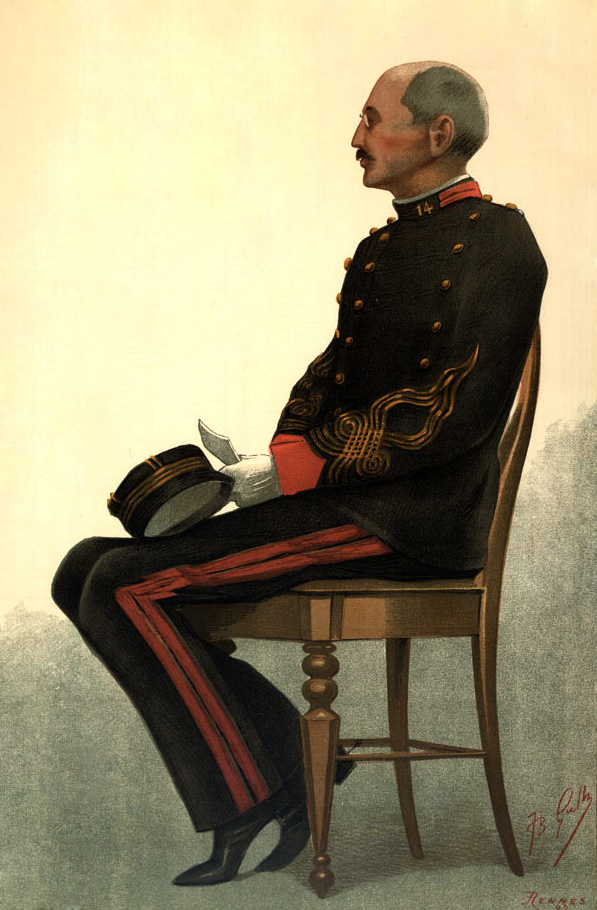
Procesul lui Alfred Dreyfus

În urma procesului din 1893, afacerea s-a stins, dar în 1894 a debutat o nouă afacere: Afacerea Dreyfus, o afacere de spionaj. Alfred Dreyfus era predispus către trădare față de Franța, el și familia să de origine evreiască din Alsacia fiind perfect bilingvi. Familia acestuia a venit în Franța. A fost inițiat un process prin care Dreyfus a fost acuzat pe baza unor probe false degradat, scos din armata și condamnat la închisoare în Guyana Franceză. Unii oameni politici au presat pentru redeschiderea procesului. Dreyfus a fost rejudecat în 1899, eliberat și reintegrate în armata, chiar avansat de către președintele Franței. S-a constatat că justiția poate lua decizii greșite. În 1898 a fost create Liga Drepturilor Omului. Împotriva lui Dreyfus au fost forțele de dreapta. Armata își apară onoarea și prestigiul , biserica catolică care era în mare antisemită, îl acuză de trădare fiindcă era evreu. 
Dreyfus era susținut doar de cei republicanii de stânga, socialiști, militanți pentru drepturile omului și francmasoni. Politică franceză se orienta tot mai mult spre socialism. 
În 1899, forțele de stânga au format o alianța electorală și au câștigat alegerile, constituind un guvern de apărare republican sub conducerea premierului Waldeck-Rousseau. Guvernarea a durat trei ani și în 1901 a fost adoptată o lege asupra asociațiilor, organizațiilor și partidelor politice ce se pot formă în mod legal. 
Republica a Treia a dus în perioada 1870-1914 o politică anticlericală și împotriva Bisericii catolice și împotriva cultelor protestante și comunității evreiești. La 1900 puțini francezi se considerau sau se comportau ca niște practicanți catolici. 
Învățământul a fost laicizat. În urma afacerii Dreyfus, a fost pornită o nouă ofensivă anticlericală după o perioada liniștită. S-a pus problema ordinelor călugărești și congregațiilor de călugărițe, iar pe baza legii din 1901, trebuiau să-și depună cererile pentru a fi recunoscute și a reintră în legalitate. În 1902 s-au organizat noi alegeri, câștigate de o coaliție electorală de stânga condusă de Emile Combes care avea o viziune și mai anticlericală. Acesta nu s-a mai ținut de promisiunile predecesorului, iar cererile călugărilor au fost respinse. Ordinele călugărești și congregațiile nu mai puteau funcțina legal în Franța și mulți călugări și călugărițe au emigrat.
S-a constituit o comisie parlamentară care trebuia să elaboreze o lege privind separarea bisericilor de stat. Aristide Briand a inițiat legea care a fost votată în decembrie 1905 care propunea separarea bisericilor. S-a renunțat la Concordat, iar drepturile bisericii erau prevăzute. S-a desființat Bugetul Cultelor, iar preoții nu mai erau plătiți de stat. Religia era privatizată, orice cetățean era liber să adere sau să nu adere la o religie. Bunurile bisericii deveneau proprietatea statului și sunt date creștinilor dacă organizau asociații culturale. Cel puțin, biserica nu mai era controlată de stat, dar trebuia să se bazeze pe generozitatea creștinilor. Papa Pius al X-lea a avut o atitudine intransigența. Problemele au fost remediate în perioada interbelică când atitudinea anticlericală fusese diminuată.
Apar partide politice. Grupările socialiste erau fragmentate. În 1879 are loc un congres al facțiunilor socialiste, dar care s-a dezbinat în 1882. O altă grupare marxistă era condusă de Guesde. Alte grupări erau mai tradiționaliste și criticau marxismul. 
Societatea franceză s-a democratizat, muncitorii aveau venituri decente, situația financiară și materială s-a îmbunătățit. 
Se formase și o grupare anarhistă puternică în 1892-1894 care a condus diverse atentate împotriva regimului, liderilor militari și politici, ca atentatul cu bomba plasată în parlament sau ca asasinarea președintelui francez, Sadi Carmot. 

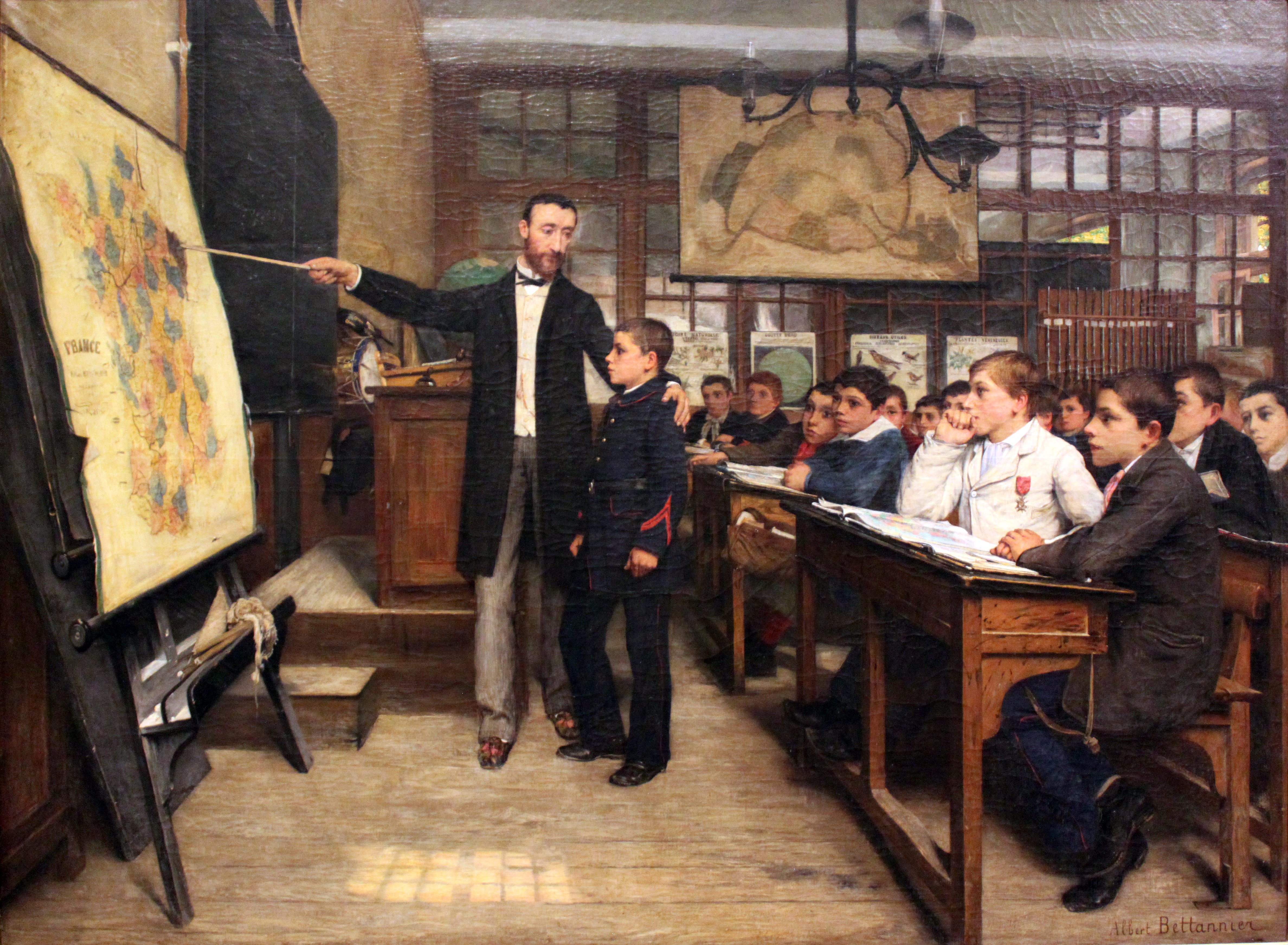
Elevi invatati sa cunoasca despre Alsacia si Lorena

Gruparea socialiștilor independent, nedorind să se organizeze într-un partid, aveau propriile viziuni și se situau de partea reformismului, fiind condusă de Alexandre Millerand care a ajuns ministru în 1899 într-un guvern burghez. 
Din cauza disputelor dintre participarea sau neparticiparea unor partide socialiste la guvernare cu partide burgheze, s-a declanșat Criză Guvernalismului. S-a decis să nu se formeze coaliții între partide socialiste și cele burgheze. 
În gruparea socialiștilor independneti se remarcă personalități ca Briand sau Jean Jaures care a fondat în 1904 un ziar: L’ Humanite. Acesta a format în 1905 Partidul Socialist Francez sau SFIO-Secțiunea Franceză a Internaționalei Muncitorești. A reușit să obțină multe mandate în parlament înainte de Primul Război Mondial. 
Partidul Radical, apărut în 1899-1901, reprezenta interesele burgheziei, clasei de mijloc, intelectualimii și taranimei. Promova reforme realizate lent fără răsturnări bruște și politică moderată. 
Naționalismul se dezvoltă de pe urma crizelor. Problema Alsaciei și Lorenei era o temă extrem  de dezbătută public după crizele de la începutul secolului XX. Se dezbătea politică de înarmare și dezechilibrele apărute între Franța și Germania. Se dezbătea legea electorală. 
Apăruse sentimentul că un mare război se apropia.

### Anii turbulenți

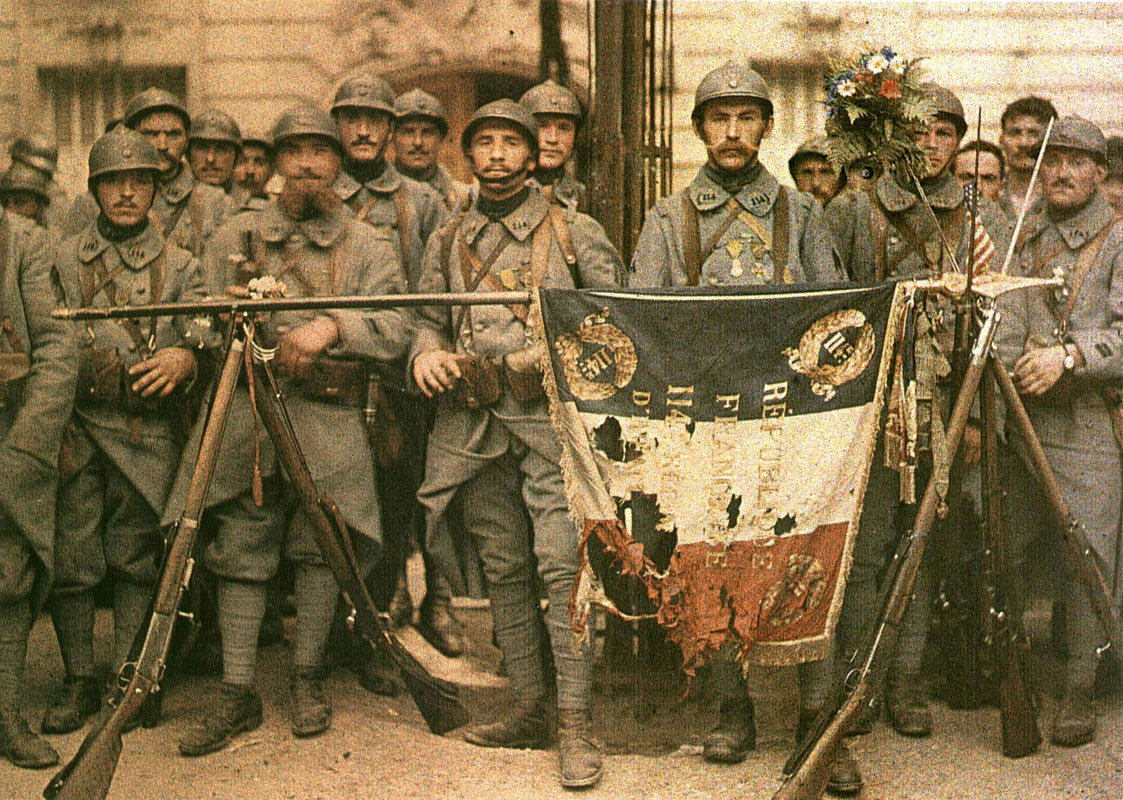
Infanterie franceza

Situația demografică a Franței devenise disperată după Primul Război Mondial. Cu 1,7 milioane de morți, 2,8 milioane de răniți dintre care 600 000 au rămas invalizi, Franța avea o populație de 39,2 milioane de locuitori, cu 400 000 mai puțini decât înaintea izbucnirii războiului. Pentru a contracara denatalizarea, s-a emis legea împotriva avortului căci Franța era incapabilă să mobilizeze la un nivel comparabil cu cel al Germaniei. 48 % din francezi trăiau în mediul rural, restul locuind în aglomerări urbane, orașe că Parisul având 6 milioane de locuitori. Clasele de mijloc erau cele mai afectate și atinse de criză monetară, chiriile fiind blocate și patrimoniul imobiliar fiind compromis, încetinind ritmul de construire de noi locuințe. Inflația, creșterea costului vieții, diminuarea salariilor reale au contribuit la degradarea condițiilor de viață. 
Speculanții, intermediarii și industriașii au avut de câștigat de pe urma războiului, devenind noii îmbogățiți. 
În decembrie 1918 Confederația Generală a Muncii a propus un proiect radical: ziua de 8 ore, egalitatea salariilor indiferent de sex, generalizarea convențiilor colective și naționalizarea unor sectoare economice, unele dintre aceste revendicări fiind legiferate în 1919. 
Războiul a contribuit la creșterea numărului membrilor de sindicat, în 1920 fiind peste 2 milioane. Eșecul grevelor din 1920 și divizarea extremei stângi au provocat un reflux al mișcării sindicale. 
Țărănimea evolua lent, exodul rural accelerându-se după 1920. La sate își face apariția electricitatea, radioul, transportul în comun. Mediul rural se menține însă conservator, iar agricultorii se organizează în asociații că Jeunesse Agricole Chretienne. 

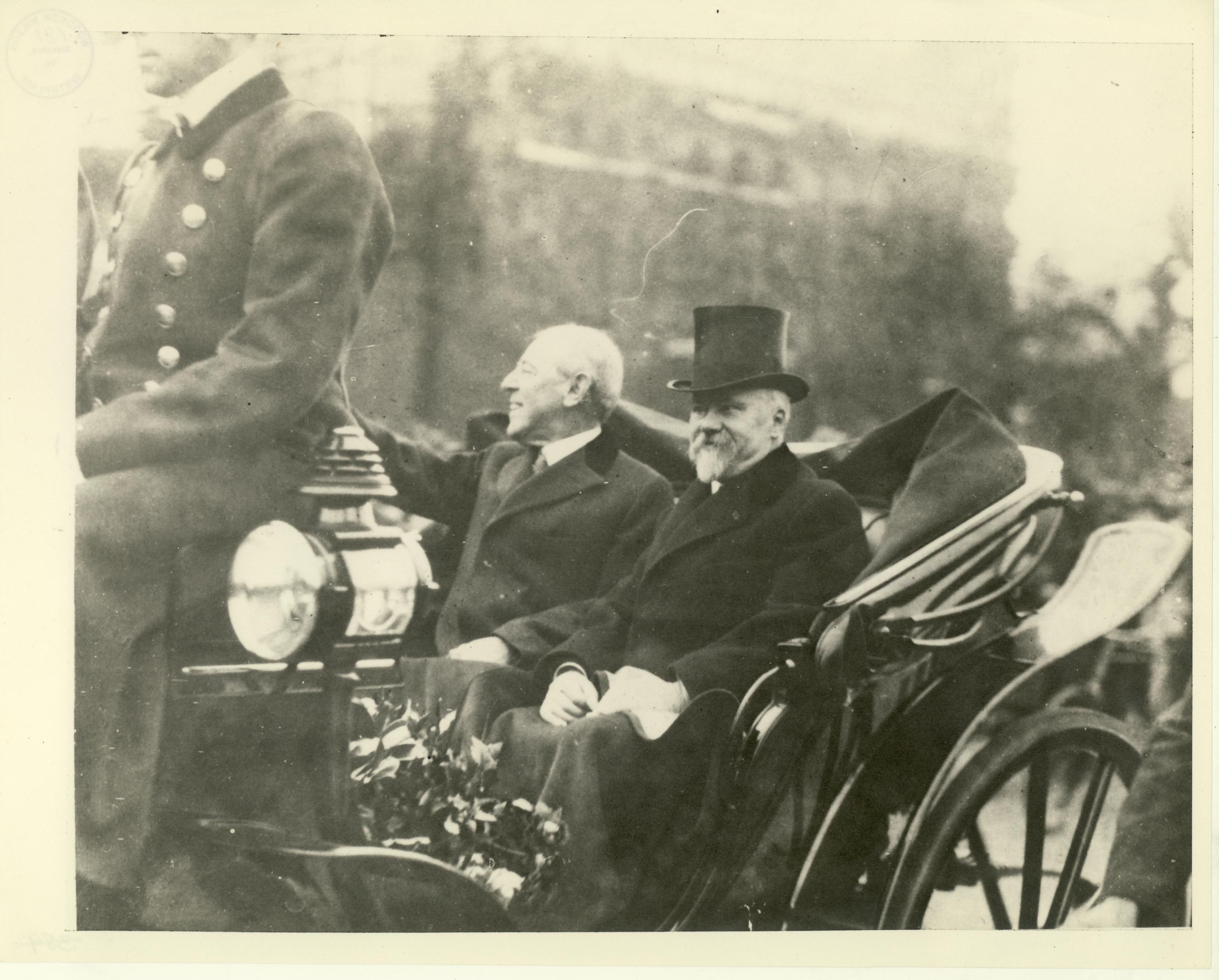
President Wilson si Poincare

Producția de cărbune era în scădere de la 41 milioane de tone în 1913 la 22 milioane de tone în 1918. Însă industria franceză s-a dovedit a fi dinamică în domeniul electricității, rețeaua feroviară fiind electrificată, în industria auto, în 1928 fiind 250 000 de vehicule de mărci franceze ca Renault, Peugeot sau Citroen, ocupând locul 2 cu 5% din producția totală, în prelucrarea cauciuclului Michelin, în rafinarea petrolieră, în siderurgie, în industria chimică, în prelucrarea aluminiului, iar dublarea și modernizarea industriei se datorează metodelor și inovațiilor americane introduse și publicității. 

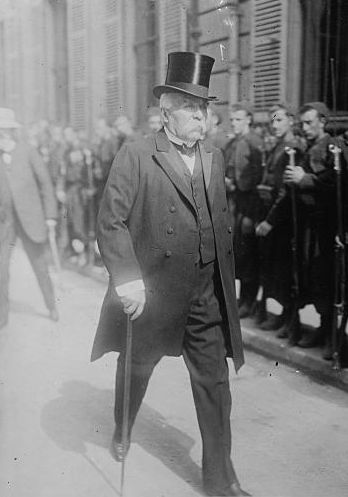
Georges Clemenceau

Fiscalitatea devenise însă împovărătoare-mai mult de 10 % din vânzarea produselor, tarifele vamale crescute ce protejau industria franceză, dar anihilau spiritul de inițiativa, iar proprietatea agricolă era puțin rentabilă datorită dimensiunilor mici chiar dacă regiunile cerealiere vor avea producții record.
Partidul Socialist Francez (SFIO) a reprezentat unul din pilonii de baza a Internaționalei a ÎI-a. După ce a fost discreditată datorită războiului, a aderat la Internațională a III-a. SFIO a trimis la al doilea congres al Kominternului doi observatori, aceștia devenind partizani ai celor 21 de condiții în privința transformării partidelor socialiste în mișcări extremiste de stânga. 
În decembrie 1920, s-a desfășurat Congresul SFIO la Tours. Leon Blum s-a opus aderării partidului la Internațională Comunistă, invocând principiile tradiționale ale doctrinei socialiste franceze, refuzând dependență necondiționată față de Komintern, refuzând monolitismul doctrinal și supunerea sindicatelor față de partid. Dar majoritatea delegațiilor au decis aderarea și și-a făcut apariția Partidul Comunist Francez-Secțiunea Franceză a Internaționalei Comuniste-SFIC. Blum și susținătorii săi au rămas în SFIO.
Și pe plan sindical are loc sciziunea. În 1921 comuniștii au părăsit CGT și au constituit Confederația Generală a Muncii Unite-CGTU. CGT s-a întărit prin adeziunea sindicatelor funcționarilor dezvoltând o strategie ce îmbină lupta sindicală cu negocierile și rămânând cea mai mare putere centrală sindicală franceză. Pe plan ideologic SFIO a adoptat o poziție moderată, recrutând nu doar muncitori, ci și mici burghezi și funcționari, centrul electoral fiind în nordul industrializat. Partidul Socialist își propunea să devină marxist, menținând politică reformistă, dezbaterea și diversitatea de idei, în timp ce SFIC afirmă opoziția față de capitalism și socialismul tradițional, urmând directivele sovietice, adoptând politică clasa contra clasa, interzicând orice apropiere de mișcările de stânga ce competitau pe același electorat.
A înregistrat succese electorale în 1924 și 1928 datorită discursurilor radicale, însă au pierdut numeroși aderenți , menținându-și fiefurile electorale din suburbiile pariziene și departamentele rurale la vest de Masivul central. 
S-a dezvoltat Radicalismul, un curent tradițional francez radical ce se definea prin atașamentul față de Republica, laicitatea statului și prin încrederea în Societatea Națiunilor și propunea justiția socială, însă refuzând nivelarea și egalitatea șanselor de instruire. Electoratul radicalilor era compus din burghezimea mică și cea de mijloc și în mică parte, din țărănime. Funcționarii s-au îndreptat spre socialiști după 1920, în timp ce radicalii au alunecat spre dreapta, însă menținând unele elemente de stânga. S-au manifestat două tendințe opuse, cea moderată a lui Eduard Herriot și cea agresivă, a lui Eduard Daladier, iar pentru a rezolva conflictul, J Zay, P. Coty sau P. Mendes-France au renovat doctrina radială propunând un rol crescut al statului intervenționist în viață economică. 

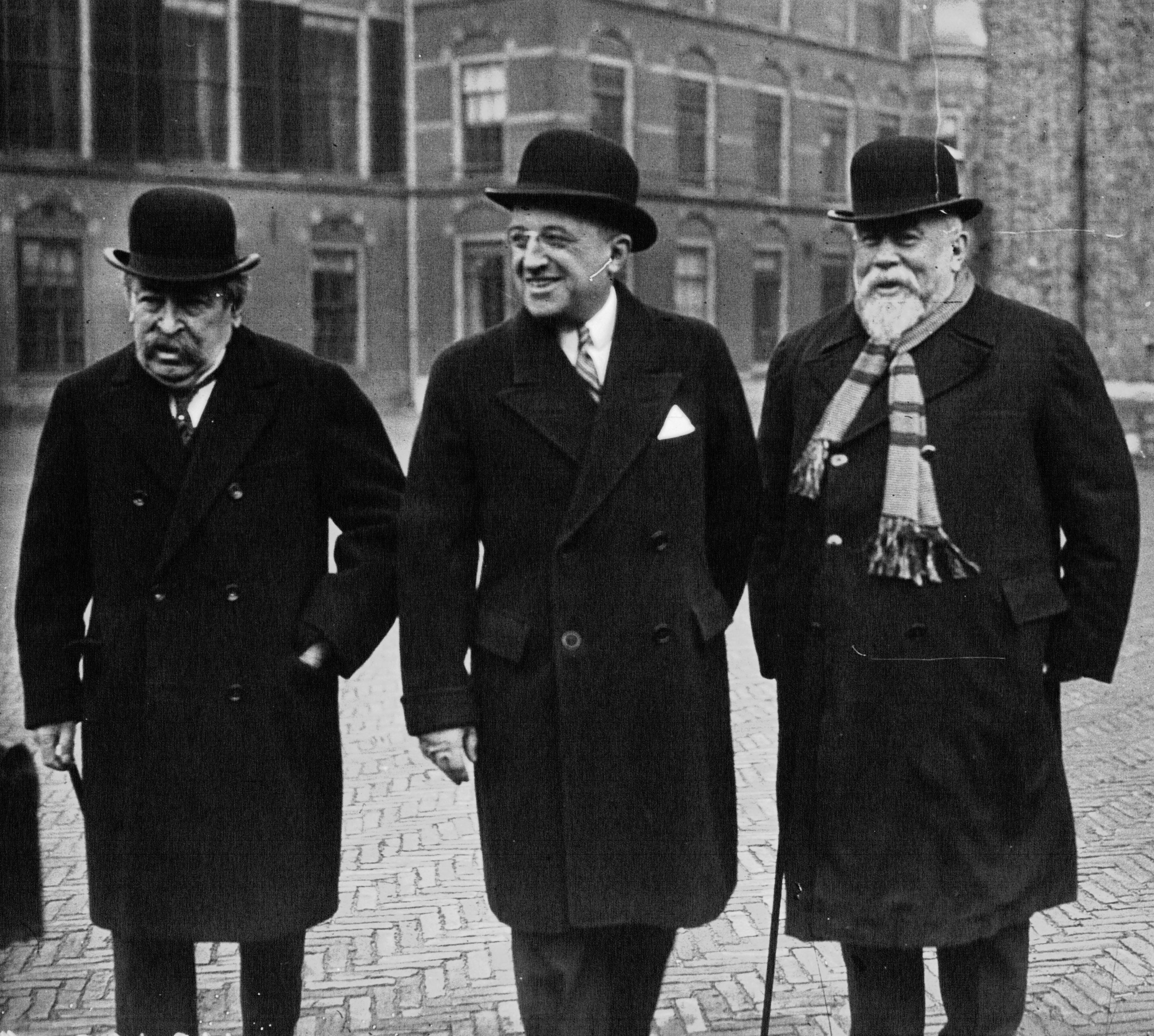
Briand, Tardieu, Chéron

Dreapta parlamentară era conservatoare, având atașament față de ordinea socială, liberalism economic și era împotriva statului intervenționist. Curentul politic de "dreapta' nu se organiza în partide, ci în grupuri parlamentare denumite independenții sau alianța democraților, ce aveau personalități că Poincare, Laval, Briand sau Tardieu. 
Extremă dreapta era antirepublicană și monarhistă și se exprimă prin formațiunea Acțiunea Franceză reprezentată de Charles Maurras și Leon Daudet ce obținuse un număr redus de locuri în Adunarea Națională. Era condamnată pontifical pentru discursul extrme de agresiv împotriva Republicii, evreilor și străinilor, având sprijinul cotidianului Echo de Paris și dispunând de gruparea paramilitară les camelots du roi.
Opoziția de dreapta s-a exprimat prin mișcări activiste, ligi , organizații ierarhizate, disciplinate, ce se declarau franceze, patriotice, apolitice, antimarxiste, antiparlamentare și autoritare, că Crucea de Fox, Jeunesses Patriotes, Solidarite Francaise, fiind finanțate de mari industriași că Renault, Michelin și Mercier. 
Fascismul nu a pătruns decât în cercuri restrânse că mișcarea condusă de Georges Valois, în revistele politice și literare că cele ale lui Robert Brasillach și Driere LaRochelle, iar Marcel Deat va desprinde din SFIO un grup neosocialist ce dorea să mențină proletariatul și clasele de mijloc sub sloganul "Ordine,Autoritate și Națiune", iar Marcel Bucard, finanțat de Mussolini, a propus francismul, un curent fascist, iar în 1936, un ex-comunist,Georges Doriot, va înființa Partidul Popular Francez, care era național-socialist.
În noiembrie 1929, în urmă alegerilor parlamentare este compusă o Adunare Națională conservatoare și naționalistă ce cuprindea veterani. 433 de mandate din 613 sunt câștigate de centru-dreapta datorită temerilor față de amenințarea bolșevică. În ianuarie 1920, în ciuda prestigiului, Clemenceau este înfrânt de Deschanel, datoreita nemulțumirilor față de atitudinea să la Conferință de Pace. Deschanel este succedat în același an de Al. Millerand. 
Se formează asociații ale foștilor combatanți, victoriile obținute erau celebrate, se desfășurau ceremonii fastuoase în Alsacia și Lorena. Ioana d'Arc este canonizata prin bunăvoința Papei, iar Artistide Briand a refăcut legăturile cu papalitatea, anticlericalismul fiind depășit.
Situația economică era însă dificilă, șomajul și falimentul erau în creștere, iar mișcările muncitorești și grevele se multiplică și se radicalizează, guvernul reacționând abuziv prin folosirea interventei militare. În 1920 este organizată greva feroviarilor, organizată de CGT, dar eșuează. Criză monetară se acutiza, valoarea francului scăzând. Prețurile creșteau, puterea de cumpărare scădea, iar neajunsurile financiare erau complicate de un buget îngreunat de plata pensiilor de război și de costurile reconstrucției. Băncile reîncepeau specularea monedei. Impunerea plății despăgubirilor Germaniei era dificilă de aplicat, iar ocupația Ruhrului în 1923 avea să aducă un deficit bugetar și mai mare. Raymond Poincare, președintele Consiliului de Miniștri, a propus oprirea inflației prin asanare bugetară, creșterea impozitelor și împrumuturilor externe, însă neavând succes, a demisionat.
În 1924, alegerile sunt câștigate de coaliția de radicali și socialiști, iar Millerand, nemulțumit, a demisionat și el, fiind succedat de republicanul moderat Doumergue.

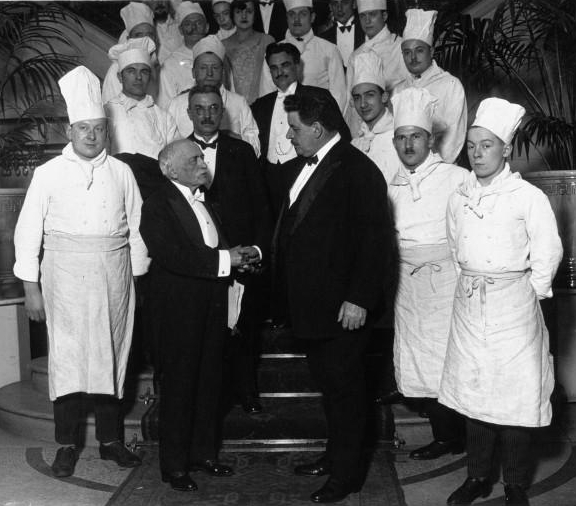
Édouard Herriot, 1928

Liderul Partidului Radical, Eduard Herriot, a devenit premier, conducând un guvern radical omogen, susținut de socialiști care nu puteau să fie la guvernare pentru a nu înstrăina mediile de afaceri franceze. Se urmarea recunoașterea drepturilor sindicale pentru funcționari, eșuând să impună un program de învățământ laic. Situația financiară era tot mai dificilă, Trezoreria întâmpinase dificultăți, iar datorită opiniei publice alarmate și nemaiavând sprijinul socialiștilor, guvernul a demisionat în aprilie 1925, iar francul a scăzut cu 50%. 
În iulie 1926 s-a format un guvern de uniune națională de dreapta și radicali, condus de Poincare. Se dorea refacerea trezoreriei, amortizarea datoriei publice și redresarea francului și obținerea mediilor de afaceri și repatrierea capitalurilor și atragerea investițiilor străine. Deși Uniunea Națională câștigă alegerile din 1928, radicalii s-au divizat, iar Poincare se retrage bolnav, fiind urmat de politicieni de centru: Laval și apoi de Tardieu ce era de stânga ce a impus gratuitatea învățământului secundar și planul de asigurări sociale. 
Climatul politic și financiar francez se degrada însă, iar scandalurile politice, corupția, compromisurile între oameni de afaceri și politicieni se intensificau, iar atitudinea difuza antiparlamentară creștea.
În 1930 prețurile agricole se diminuează, amplificate de recoltele bune din anii precedenți. Francul creștea în mod artificial în timp ce lira sterlină și alte monede se devalorizau. 
Scăderea puterii de cumpărare a agricultorilor și micșorarea exporturilor a dus la contractarea producției și șomaj, fiind 300 000 de șomeri francezi. S-au lansat programe de muncă publică destinate atragerii forței de muncă aflată în șomaj precum canalul alsacian sau fortificațiile Maginot. Datorită prăbușirii veniturilor agricultorilor, în 1932, alegerile vor fi câștigate de socialiști și radicali care promit protecție socială, dar neavând un plan clar, nu-și dovedesc eficientă. 
S-a apelat la protecționism, la subvenționarea întreprinderilor, încurajarea reducerii producției agricole printr-un sistem de prime. Activitatea economică nu a fost redresată și echilibrul bugetar a fost compromis, astfel, firme că Bugatti sau Citroen au falimentat, iar rezervele de aur și devizele Băncii Franței s-au redus.
Izbucnește criza politică, iar guvernul se înfruntă cu o opoziție ce milita pentru creșterea impozitelor și comprimarea cheltuielilor bugetare. Stânga se opunea impozitelor directe, dreapta se opunea impozitelor directe, iar executivul era paralizat, urmând o instabilitate politică, numai în 1933 fiind patru guverne succesive pe fondul scandalurilor politice (că Afacerea Stavinsky din decembrie 1934 ce presupunea frauda cu bilete de banca, iar Stavinsky, care le-a descoperit, a murit în mod suspect) , acutizării crizei și valului antiparlamentar în rândul claselor de mijloc și al țărănimii, urmate de amplificarea extremei drepte ce se manifestă în presă împotriva evreilor și străinilor. 
În februarie 1934, Daladier, noul președinte al Consiliului de Miniștri, s-a prezentat în față Camerelor, în timp ce mii de manifestanți ce erau și veterani s-au îndreptat spre Palais Bourbon sub pretextul revocării prefectului poliției. Forțele de ordine au intervenit și s-au ajuns la confruntări violente și multe victime. Daladier s-a retras, iar manifestațiile de dreapta au continuat, izbucnind adunări populare și greve sindicale organizate de partidele de stânga. 
Se formează un guvern de concentrare națională condus de Doumergue, Tardieu, Herriot, Laval, Barthou și Petain, având orientări spre dreapta. În 1936, după ce Pierre Laval s-a apropiat de Mussolini, radicalii au intrat în opoziție provocând demisia cabinetului. Guvernul a putut reduce cu 10% cheltuielile publice, scăzând salariile și prețurile chiriilor și concediind 500 000 de muncitori. 
În iulie 1934, PCF și SFIO au încheiat un prim pact de unitate de acțiune, prin care liderul comunist Thorez milita pentru un front popular al muncii, libertății și a păcii. În iulie 1935 au loc manifestații comune ale comuniștilor, socialiștilor și radicalilor. 
În ianuarie 1936 CGTU s-a unificat cu CGT în ciuda diferențelor pentru a înlătura guvernul de dreapta.
În aprilie-mai 1936, socialiștii, radicalii și comuniștii au participat la un program comun și fundamental pentru apărarea libertăților republicane și progresului social, Frontul Popular câștigând majoritatea în Camera Deputaților, iar noul guvern era condus de socialistul Leon Blum, având doar miniștri socialiști și radicali, susținut de PCF. 

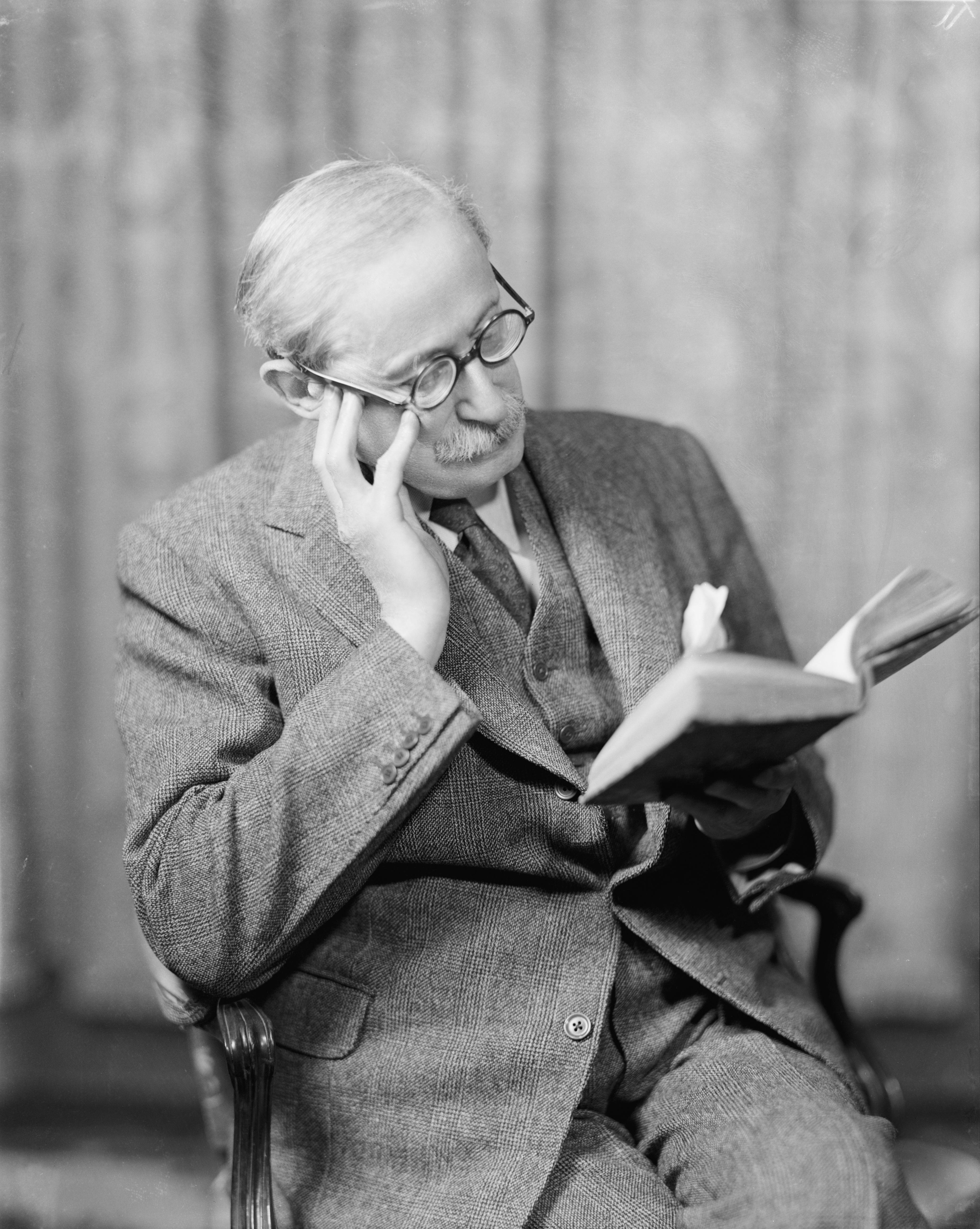
Léon Blum

În mai 1936, în urmă succesului Frontului Popular, au loc mișcări de greve de proporții organizate de 2,5 milioane de muncitori ce părăsesc uzinele auto din Paris. Greva se extinde în toate sectoarele economice, amenințând paralizia totală a Franței. La 7 iunie 1936 au fost încheiate acordurile de la Mantignon între CGPF și CGT sub arbitrajul guvernului, prevăzând încheierea contractelor colective de muncă, libertatea sindicală, revalorizarea salariilor cu 7-15%, reglementare timpului de lucru săptămânal la 40 de ore, concediul anual plătit de 15 zile. 

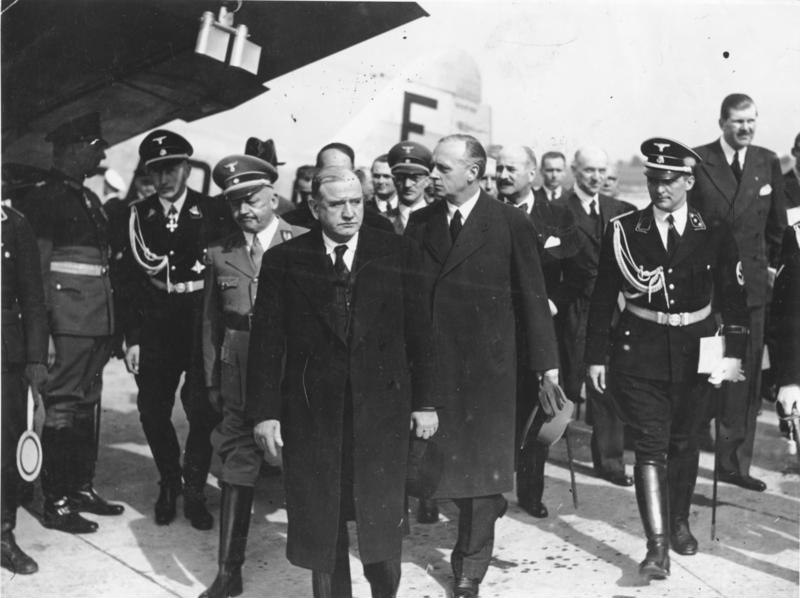
Daladier la Munchen

Însă Guvernul Blum a întâmpinat opoziția multiplă. Crucile de Foc au devenit Partidul Social Francez cu 600 000 de membri. Au apărut Comitete Secrete ale Acțiunii revoluționare care îl acuză pe evreul Blum, antisemitismul și antiparlamentarismul amplificandu-se. Blum nu și-a putut respectă angajamentele, reușind doar să mărească controlul statului asupra Băncii Franței și naționalizând uzineel de armament și căile ferate franceze. Patronatul nemulțumit de intervenția guvernului, capitalul iese din țară, se produce astfel o nouă criză și o nouă devalorizare a monedei în 1936, șomajul crescând în 1937, iar avantajele salariale fiind reduse de creșterea prețurilor. 
În iunie 1937, Leon Blum s-a prezentat în față Senatului solicitând depline puteri financiare, dar Camera Superioară refuză să i le acorde, nefiind suficient controlată de Frontul Popular. Blum va reveni în martie 1938, dar eșuând din nou, se retrage. Guvernarea Frontului Popular se încheiase.
În aprilie 1938 se instalează guvernul lui Daladier, format din radicali, centru și moderați, obținând mandat excepțional din partea Senatului, decretând legi în domeniul economic privind economiile bugetare. Apar noi impozite și dispar reglementările asupra muncii. Grevele organizate de CGT sunt reprimate. Deși măsurile au fost nepopulare, au fost eficiente în oprirea crizei economice. Efortul de înarmare a fost amplificat, Franța fiind pregătită pentru un nou război.

## De laA Patra Republică Franceză(1946 – 1958) laA Cincea Republică Franceză(din 1958)

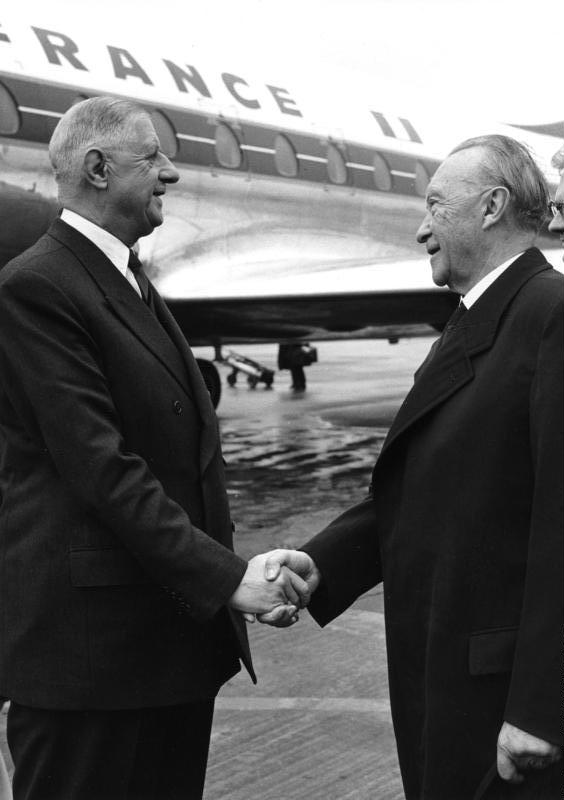
de Gaulle si Adenauer

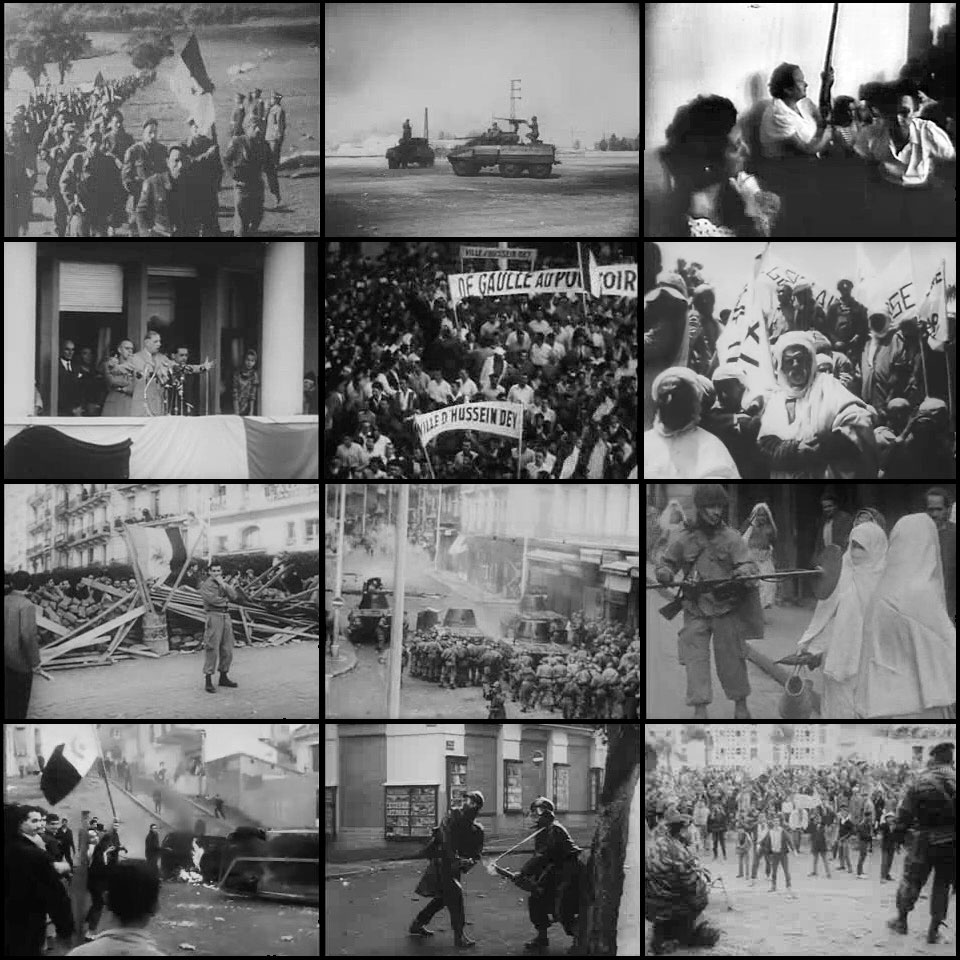
Razboiul Algerian de independenta

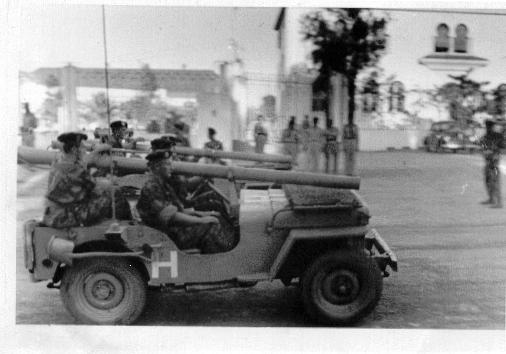
Jeep apartinand armatei franceze patruland in zona Canalului Suez

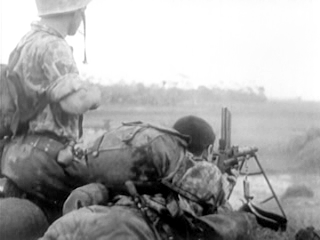
Francezi in Indochina

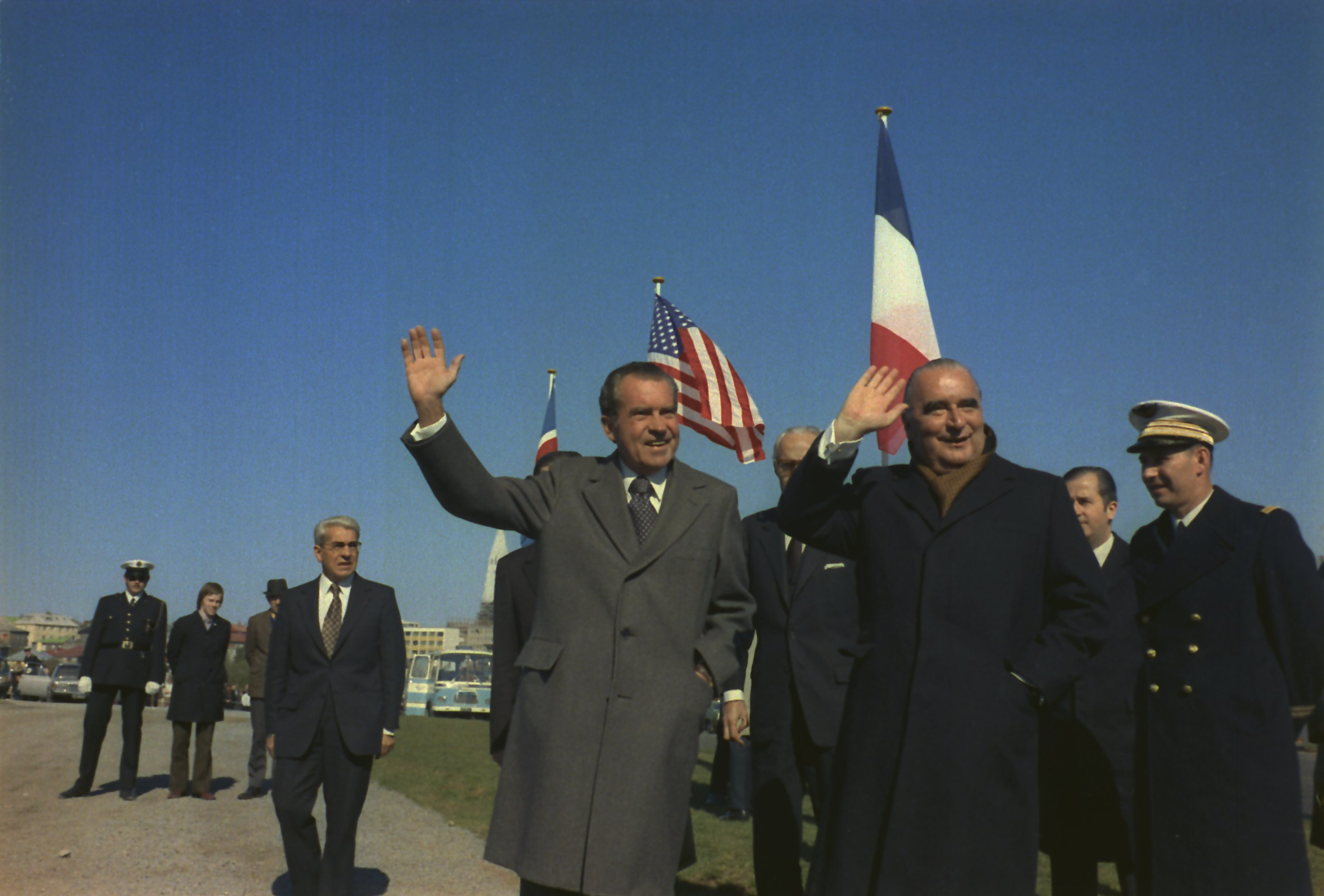
Nixon si Pompidou

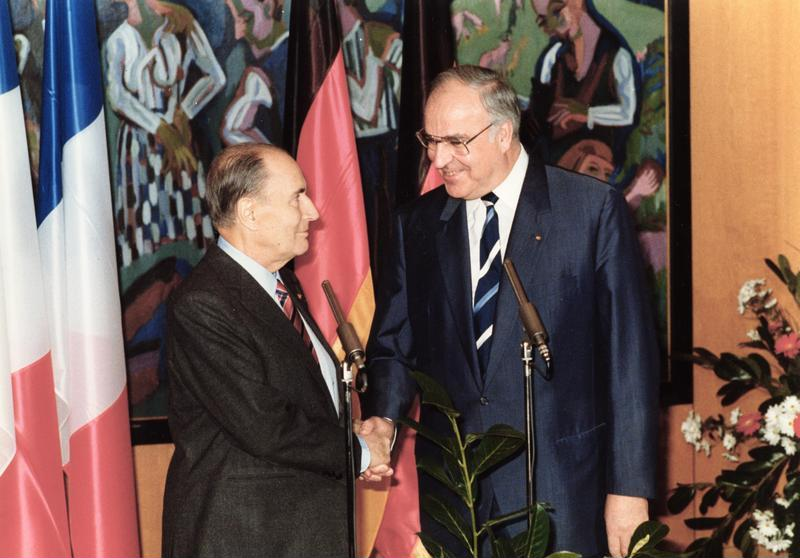
Mitterand si Kohl

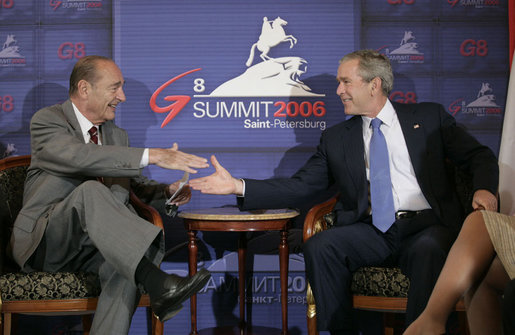
Bush si Chirac la G8 Summit

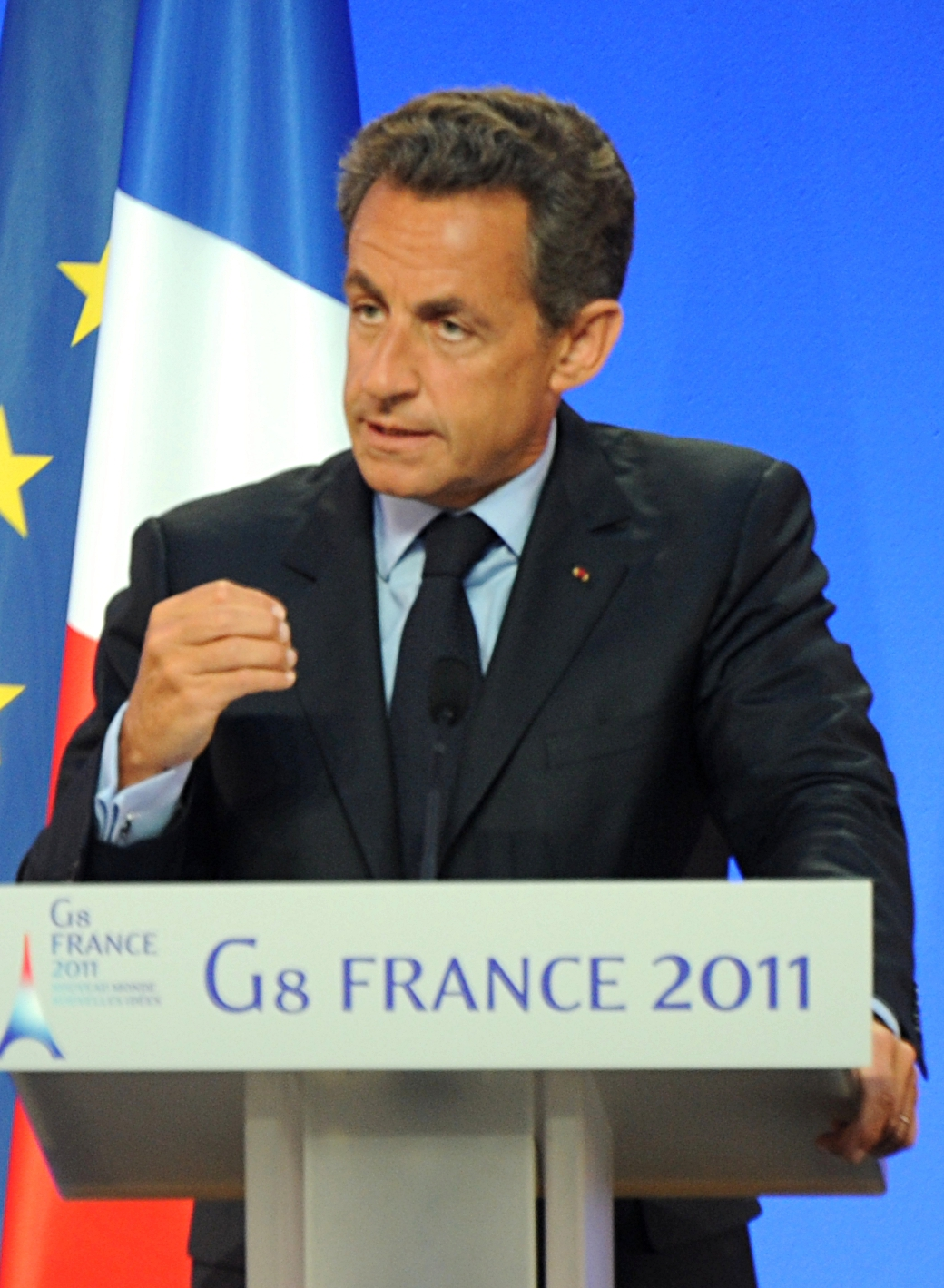
Nicolas Sarkozy

Războiul și ocupația nazistă au costat mult Franța. Pierderile materiale au fost majore: 660 000 de locuințe distruse, pierderile financiare au fost considerabile. Aproape toate porturile au fost distruse. Urmările ocupației au fost tragice pentru societatea franceză scindată, printre care si faptul ca mulți francezi au devenit colaboraționiști . După război, a început epurarea colaboraționiștilor, fiind intentate procese unor colaboraționiști ca Robert Brasillach și Philippe Pétain, condamnați la moarte, ulterior fiind comutată la închisoare pe viață.
Regiuni din Franța erau distruse. Parisul era intact, dar alte orașe, mai ales porturi că Le Havre sau Brest au ajuns ruine. După „curățarea societății” de 30-40 000 de colaboraționiști reali sau închipuiți, guvernul provizoriu al lui Charles de Gaulle a început reconstrucția. Băncile , companiile de asigurări și firmele mari că Renault sau Air France au fost naționalizate. Au fost întreprinse reforme de dezvoltare. Statul a folosit planificarea economică pentru a accelera dezvoltarea dincolo de reconstrucție. Franța a devenit dintr-o țară predominant agrară o putere industrială.
După retragerea lui Charles de Gaulle, la 13 octombrie 1946 s-a adoptat Constituția celei de-a Patra Republici. Adunarea Națională a câștigat autoritatea: președintele și guvernul i se subordonau. S-a adoptat dreptul femeilor la vot și reprezentarea proporțională. Guvernul s-a schimbat din șase în șase luni. A Patra Republica s-a prăbușit în 1958 din cauza luptelor militare pentru independența Algeriei. Pentru a împiedică instaurarea unei dictaturi militare și războiul civil, Adunarea Națională l-a rechemat la conducere pe Charles de Gaulle. Guvernul acestuia a elaborat Constituția celei de-a Cincea Republici, prezentată populației printr-un referendum și apropbata cu 79% din voturi. Franța devenise o democrație prezidențială, șeful statului și premierul împărțind puterea. Președintele avea puteri speciale din 1962, putând să numească premierul și cabinetul de miniștri, fiind comandantul suprem al armatei, având drept de veto asupra legilor aprobate de parlament și puterea de a dizolvă Adunarea Națională. 
În colaborare cu Marea Britanie, Germania de Vest, Țările Benelux și Italia, s-au întocmit primele tratate europene-acorduri privind energia nucleară și gestionarea comună a cărbunelui și oțelului, astfel putea fi prevenit un război ipotetic. 
Între 1946-1954, în colonia Indochina Franceză a avut loc un război de eliberare cu pierderi în ambele părți, în urmă căruia Franța a declarat retragerea din regiune. În 1956-1957, protectoratelor Maroc și Tunisia li s-a acordat independența. Algeria, care găzduia un milion de coloniști europeni, a rămas încă la statutul de colonie.
S-a aprobat o lege prin care se oferea dreptul musulmanilor algerieni de a fi aleși că deputați în Adunarea Națională din Paris și să organizeze o adunare legislativă algeriană în care reprezentarea francezilor și a localnicilor să fie egală, deși ultimii îi depășeau pe primii în proporție de 6 la 1. Populația arabă cerea libertate și a pornit un război de independența după revoltă din 1954. Armata franceză staționată în Alger a acționat pe cont propriu, profitând de slăbiciunea guvernului parisian care era gata să recunoască dreptul la autodeterminare al algerienilor. Algerienii francezi radicali au înființat Organisation Armée Secrète (OAS), o grupare teroristă. Egiptul sprijinea mișcarea de eliberare algeriană. Franța și Marea Britanie au ocupat Canalul Suez, dar SUA, URSS și ONU le-au determinat să se retragă. În ciuda opoziției puternice a generalilor, Charles de Gaulle a început negocierile politice cu guvernul algerian în exil.Pe 8 aprilie 1962 a fost încheiat Tratatul de la Évian care oferea independența Algeriei. 
În 1958 are loc plebiscitul prin care era introdusă constituția celei de-a cincea republici și în colonii. Se prevedea înființarea unei Comunități Franceze. Guineea a respins înscrierea. Prin amendamentele constituționale din 1960, puterea adera și fostele colonii și-au obținut independența, inclusiv fostele colonii africane. Franța a dezvoltat parteneriate egale cu fostele sale colonii și le-a oferit acestora sprijin pentru dezvoltare, cooperarea în politică externă, culturală și economică fiind reglementată prin tratate.
După desființarea imperiului colonial, Franța s-a concentrat pe Europa, preocupându-se de dezvoltarea apărării și de consolidarea poziției sale în interiorul comunității. Tratatul franco-german din 1963 a legat strâns foștii inamici. Charles de Gaulle a respins de două ori aderarea Marii Britanii la Comunitatea Economică Europeană, temanduse că această va periclita rolul decizional al Franței în Europa. Retragerea temporară a Franței din NATO a arătat spiritul de independența al statului francez. După demisia lui de Gaulle, politică externă a Franței s-a schimbat. Sub Pompidou, aderarea Marii Britanii în Comunitatea Europeană a fost aprobată. Sub Giscard d’Estaing și Mitterand, Franța s-a implicat în procesul integrării. 
În urma războaielor din colonii, Charles de Gaulle a ameliorat situația economică. Economia s-a dezvoltat, barierele comerciale europene au căzut. Conservatorismul și paternalismul lui de Gaulle au devenit tot mai învechite. Au erupt proteste în 1968 în urma unui conflict dintre studenți și autoritățile universitare. 
Protestele s-au extins, studenților alăturându-se sindicaliștii și intelectualii radicali împotriva guvernului. Demonstrațiile, grevele, luptele de stradă slăbesc puterea lui Charles de Gaulle și acesta demisionează în 1969.
Succesorul său, Georges Pompidou a introdus reforme, însă criză energetică din 1973 a dus la un blocaj. Guvernul lui Valéry Giscard d'Estaing a avut succes în afacerile externe împreună cu cancelarul german, Helmut Schmidt, organizând o întâlnire anuală a șefilor statelor din statele industrializate, cunoscută ca Grupul celor Șase-G6, menită să soluționeze criza economică. 
Rată șomajului crescuse însă. La conducere a venit un guvern socialist, cu François Mitterand ca președinte în urmă alegerilor parlamentare din 1981. Mitterand a urmărit o planificare de stat extinsă și o redistribuire a veniturilor, însă deficitul bugetar și creșterea prețurilor cu două zecimale i-a obligat să-și schimbe planurile în 1983. Spațiul său de manevră s-a redus după înființarea Pieței Europene Comune în 1984, în care Jacques Delors, președintele Comisiei Europene, a avut un rol semnificativ. În 1986, Mitterand a pierdut majoritatea absolută în parlament, iar Jacques Chirac, susținător al politicii lui de Gaulle, a devenit premier, marcând începutul coabitării. 
În 1995, Chirac devine președintele Franței . În 1997, a fost nevoit să coabiteze cu premierul socialist Lionel Jospin. În 2002, în urma nemulțumirilor, liderul de extremă dreapta Jean-Marie Le Pen a ieșit pe locul 2, cu 20% din voturi.
Pe 29 mai 2005, francezii resping nouă constituție UE în cadrul referendumului. În 2007, conservatorul Nicolas Sarkozy a fost ales președinte, acesta impunând măsuri de austeritate anti-criză și restricții de muncă pentru imigranții est-europeni. 
În epoca post-de Gaulle, Franța a rămas una dintre cele mi dezvoltate economii din lume, deși s-a confruntat cu mai multe crize economice, precum și cu rată ridicată a șomajului și creșterea datoriei publice. Franța a rămas în fruntea dezvoltării Uniunii Europene prin semnarea Tratatului de la Maastricht din 1992, crearea zonei euro în 1999 și semnarea Tratatului de la Lisabona în 2007. 
În 2012, Sarkozy a fost învins de socialistul François Hollande care promitea eliminarea politicii de austeritate și ieșirea din criză prin aplicarea unor măsuri socialiste. 

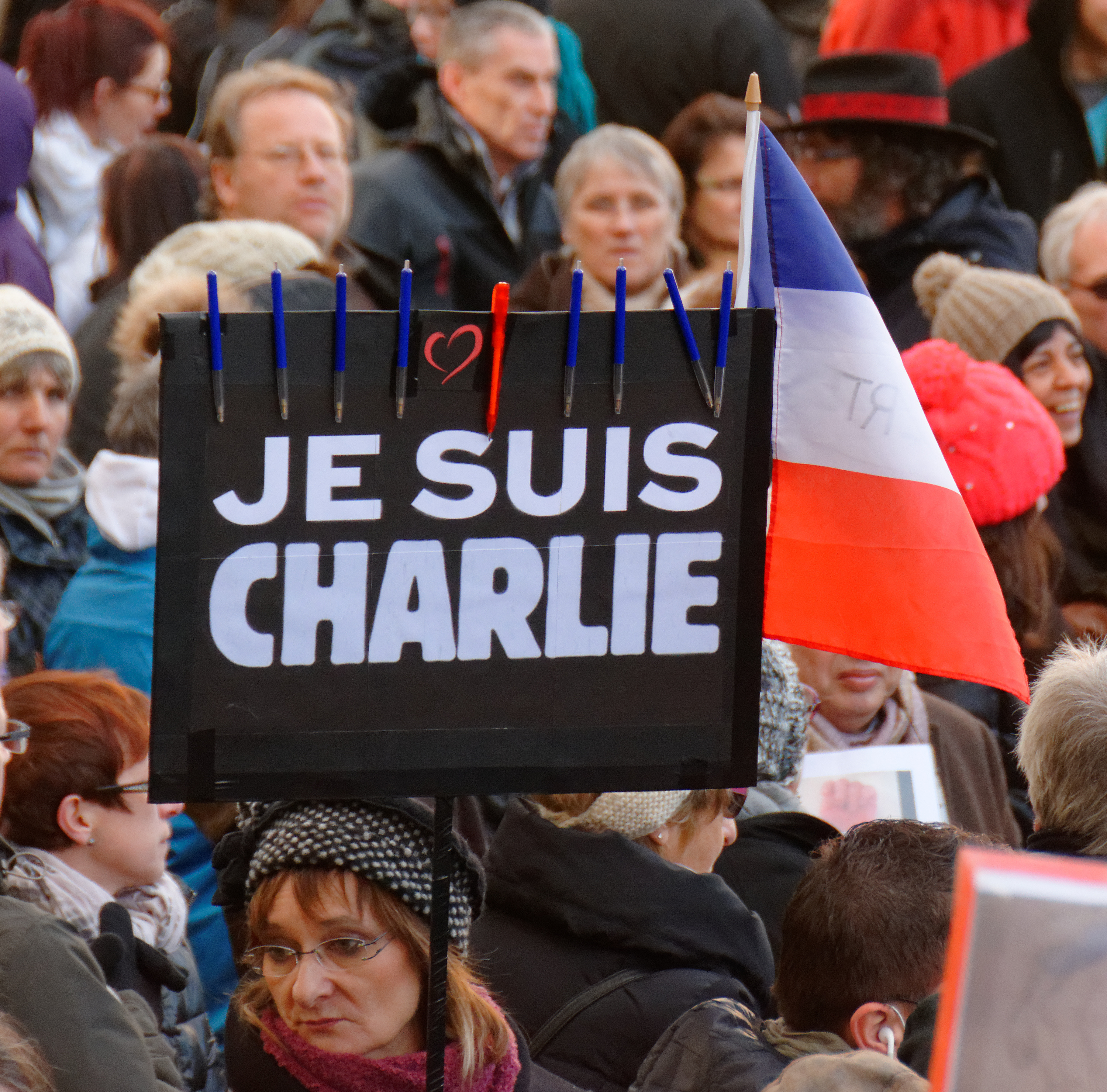
Miting Je Suis Charlie

Chiar dacă nu s-a implicat  în războiul din Irak , pe 7 ianuarie 2015, Franța a fost victima unui atentat comis de teroriști musulmani,  10 jurnaliști fiind uciși în urma atacului asupra sediului săptămânalului satiric din Paris, Charlie Hebdo, care cu puțin timp în urmă publicase caricaturi cu Profetul Mahomed. 4 milioane de francezi au desfășurat un miting cu sloganul de solidaritate „Je suis Charlie”, utilizat pe rețelele de socializare , militând pentru dreptul la liberă exprimare și pamfletele religioase pe ton provocator.Pe fondul problemei imigranților, în 2014, Frontul Național Francez cu orientări eurosceptice și de extremă dreapta obține peste 20 de locuri în Parlamentul European.